# Fallas de Valencia
Las Fallas de Valencia (Falles en valenciano) son unas fiestas que van del 1 al 19 de marzo con una tradición arraigada en la ciudad española de Valencia.
Oficialmente empiezan el último domingo de febrero con el acto de la crida (en valenciano; 'pregón o llamada', en español).
Actualmente, esta festividad se ha convertido en un atractivo turístico muy importante, ya que además de estar catalogadas como fiesta de Interés Turístico Internacional, en noviembre de 2016 la Unesco las inscribió en su Lista Representativa del Patrimonio Cultural Inmaterial de la Humanidad. Estas fiestas también son llamadas fiestas josefinas o fiestas de San José, ya que se celebran en honor de san José, patrón de los carpinteros, que era un gremio muy extendido en la ciudad cuando empezaron a celebrarse a finales del siglo XIX, y que conservó hasta la actualidad, dada la importancia de la industria del mueble en la región.

## Etimología
En valenciano medieval, la palabra falla (del latín fac[u]la, diminutivo de fax, 'antorcha') servía para nombrar las antorchas que se colocaban en lo alto de las torres de vigilancia.
En el Llibre dels feits o Crónica de Jaime I, se cita que las tropas del rey Jaime llevaban fallas (antorchas) para iluminarse, tanto para el camino como a la entrada de las tiendas de campaña. También se utilizaban las antorchas para alumbrar una fiesta. Más adelante se hace referencia a este término para referirse a las hogueras y luminarias que se encendían en vísperas de fiestas extraordinarias y patronales.

## Historia

### Origen
En la víspera del día de San José se encendían hogueras para anunciar su festividad, recibiendo esa práctica ritual el nombre de «cremà».
La versión popular del origen de las fallas según el Marqués de Cruïlles, fueron iniciadas por el gremio de carpinteros que quemaban en la víspera del día de su patrón San José, en una hoguera purificadora, las virutas y trastos viejos sobrantes, haciendo limpieza de los talleres antes de entrar la primavera. Además, quemaban sus "parots” (estructuras de las que colgaban los candiles que les daban luz) puesto que con el fin del invierno y la llegada de la primavera, y al hacerse los días más largos, ya no eran necesarios. Según esta teoría, la inventiva popular le dio forma humana a estos parots. Esta leyenda romántica del origen de la fiesta contrasta con la documentación conservada en el Gremio de Carpinteros, que no cita la construcción de fallas en su víspera, sino la festividad religiosa del propio día 19 de marzo.
Existen otros autores que intentan encontrar un origen más antiguo a la fiesta, defendiendo que el culto al fuego es un ritual de tradición pagana, como ocurre con otras festividades como San Antón, las hogueras de San Juan, San Miguel o la Navidad en diversos puntos de la geografía española, en donde también se queman hogueras en su víspera. Según esta teoría, las Fallas son una evolución de este arcaico ritual que anuncia la entrada de la primavera. Este origen es “no oficial” ni está demostrado que históricamente así sea. 
La primera referencia documentada de las Fallas, hasta la fecha, se reseña en un protocolo notarial del 19 de marzo de 1777, relativo a una «falla» situada en la calle de San Narciso. Posteriormente hay noticia en 1784, pero no es hasta 74 años después, en 1848, cuando se pueden encontrar publicaciones continuadas sobre la fiesta josefina.

### Suspensiones
A lo largo de su historia, las Fallas de Valencia han sido suspendidas en su totalidad en seis ocasiones: 1886, 1898, 1937, 1938, 1939 y 2020. 
En 2004 fueron cancelados los actos oficiales durante tres días a consecuencia de los graves atentados terroristas en Madrid.
En 2020, a causa de la Pandemia de COVID-19, los festejos fueron aplazados y, luego, cancelados. En el año 2021, los festejos fueron aplazados y se celebraron, con las correspondientes medidas de seguridad, del 1 al 5 de septiembre.
En 2024, a causa de un grave incendio sucedido el 22 de febrero en el barrio de Campanar (Valencia), se suspendieron los actos falleros previstos para los tres días siguientes, incluyendo la Crida, siguiendo los tres días de luto oficial declarados tanto por el Ayuntamiento de Valencia como por la Generalidad Valenciana que los actos suspendido se festejaron el domingo siguiente.

#### 1886: protesta de los falleros
La primera vez que se tiene referencia de que los monumentos falleros no se plantaron fue en 1886, cuando los falleros (de forma individualizada) se negaron a pagar la tasa de 60 pesetas que se cobraba como canon desde 1851 por plantar los catafalcos en las calles.
Al principio se abonaban 5 pesetas, pero a los gobernantes no les gustó nada que se metieran con ellos en unas fiestas muy populares. Por ello, quisieron acabar con ellas obligando a pagar cada vez más para que desaparecieran y, efectivamente, fueron a menos hasta que en 1886 ninguna comisión plantó falla, explica el historiador, documentalista y miembro de la Junta Central Fallera de Valencia, Javier Mozas. No obstante, de ese año sí que se tiene noticia de que se plantaron dos fallas de manera privada en dos patios interiores, que nadie visitó.

#### 1898: guerra de Cuba
El gobernador civil de Valencia declaró en 1898 el estado de guerra por el enfrentamiento bélico de España con los Estados Unidos en la conocida como guerra de Cuba y se decidió no celebrar las Fallas a dos días de su inicio.
Esto supuso “la primera suspensión de las Fallas”, aunque se sabe que hubo catafalcos que se guardaron y se plantaron al año siguiente, porque está contrastado que los bocetos son los mismos.

#### 1937, 1938 y 1939: guerra civil española
También se suspendieron las fiestas durante los años 1937, 1938 y 1939 con motivo de la guerra civil española. Las de 1936 se celebraron sin problema, pues el golpe de Estado se produjo el 17 de julio. 
Al inicio de la guerra, muchas comisiones falleras empezaron a destinar el dinero recaudado de las Fallas a la causa republicana. En un momento, se decidió que no se plantaran fallas para evitar que la multitud que convocaran pudiera atraer una bomba o una desgracia.
La Guerra Civil acabó el 1 de abril de 1939, por lo que ese año, por quinta vez en la historia -la cuarta provocada por una suspensión propiamente dicha- tampoco se plantaron monumentos falleros por las calles de Valencia.

#### 2020: Pandemia por COVID-19
El 10 de marzo de 2020 la Generalidad Valenciana, tras un informe de Sanidad, decidió suspender y aplazar las fiestas de Fallas y todos los actos que la comprenden a consecuencia de la pandemia por coronavirus como medida de prevención para frenar la expansión del virus. El 13 de mayo fueron suspendidas definitivamente, ya que en un principio se planteó celebrarlas en otro momento del año.
El 14 de enero de 2021 el Gobierno autonómico decidió aplazar las fallas de ese año, las cuales se celebraron del 1 al 5 de septiembre de 2021.

#### 2023: Año récord después de una pandemia
Después de las ediciones 21-22 tan restringidas por medidas sanitarias causadas por la Pandemia del covid-19, el miércoles 1 de marzo de 2023 a las 14 horas en la plaza central de la ciudad de valencia, se encendía la primera mascletá sin ningún tipo de medidas ni restricciones.

## Otras celebraciones falleras
Las fallas son unas fiestas oriundas de la ciudad de Valencia, aunque con el paso de los años han comenzado a celebrarse a una gran cantidad de municipios de la Comunidad Valenciana, e incluso de fuera de ella. Estas se organizan a partir de sus Juntas Locales Falleras a excepción de las localidades de Burjasot, Mislata, Chirivella y Cuart de Poblet que dependen de la JCF.
De este modo, en la provincia de Valencia es donde se concentran el mayor número de monumentos y comisiones falleras fuera de los límites de la ciudad, entre las cuales se encuentran las fallas centenarias de las localidades de Játiva (1865), Gandía y Sueca (1876), Alcira (1889) y Torrente (1900) así como Alacuás, Albal, Albalat de la Ribera, Albalat dels Sorells, Albalat dels Taronchers, Alberique, Alborache, Alboraya, Albuixech, Alcácer, La Alcudia, Alcudia de Crespins, Aldaya, Alfafar, Alfara del Patriarca, Alfarp, Algemesí, Alginet, Almácera, Almusafes, Benaguacil, Benetúser, Benifairó de les Valls, Benicull, Benifayó, Benimodo, Beniparrell, Benirredrá, Bétera, Bolbaite, Bonrepós y Mirambell, Buñol, Burjasot, Canals, Canet de Berenguer Carcagente, Cárcer, Carlet, Casinos, Catadau, Catarroja, Chella, Chiva, Cheste, Chirivella, Corbera, Cuart de Poblet, Cullera, El Puig, Enguera, Emperador, Faura, Favara, Fortaleny, Foyos, Genovés, Gilet, Godella, Godelleta, Guadasuar, Jaraco, La Eliana, Liria, Llaurí, Loriguilla, Lugar Nuevo de la Corona, Llombay, Llosa de Ranes, Manises, Marines, Masalavés, Masalfasar, Masamagrell, Masanasa, Meliana, Mislata, Moncada, Monserrat, Montroy, Museros, Náquera, Oliva, Paiporta, Paterna, Picaña, Picasent, Poliñá de Júcar, Puebla de Farnals, Puebla Larga, Puebla de Vallbona, Puzol, Real, Ribarroja del Turia, Riola, Rocafort, Sagunto, San Antonio de Benagéber, Sedaví, Silla, Sollana, Tabernes de Valldigna, Tabernes Blanques, Turís, Utiel, Vallada, Vinalesa, Villanueva de Castellón, Villamarchante, o Yátova.
También en Onteniente los jóvenes de una parroquia y los vecinos del barrio de San José plantan una falla.
En las provincias de Castellón y la Alicante se celebran las fiestas falleras en 9 poblaciones: Burriana (1928), Benicarló (1973), Vall de Uxó (1982) y  Almenara (1982) en Castellón y Denia (1948), Elda (se celebran en septiembre), Onil (se celebran en julio), Pego (1954) y Benidorm (1985) en Alicante.
Fuera de la Comunidad Valenciana, se planta cada año desde 1962 una falla en la población madrileña de Getafe, así como desde el año 1974 en Villahermosa (Ciudad Real) y desde 1982 en la localidad jienense de Mancha Real, en esta porque es una localidad con una gran industria del mueble. Del mismo modo, en Calviá (Mallorca), se planta la falla "El Toro" desde el año 1994. También en Ibiza, en San Antonio de Portmany, la Asociación Cultural Valenciana San Antonio de Portmany celebra sus fiestas Josefinas. A esto hay que añadir, que en 1989 se plantó de manera ocasional una falla en la ciudad de París. Fuera de Europa, desde 1954 la Unión Regional Valenciana de Mar del Plata celebra su Semana Fallera, que constituye una suerte de cierre no oficial de la temporada turística de verano. En Murcia desde el siglo XIX, se celebra el Entierro de la Sardina, el sábado posterior a la Semana Santa que culmina con las Fiestas de Primavera de la ciudad. En ella se planta y quema una falla alegórica de la sardina, que representa el final del periodo de asueto iniciado por la Cuaresma.
También en la década de 1930 se popularizaron las fallas en Tarragona, llegando a plantar seis fallas y truncando la guerra civil española la tradición.

## Elementos de la fiesta

### La Junta Central Fallera

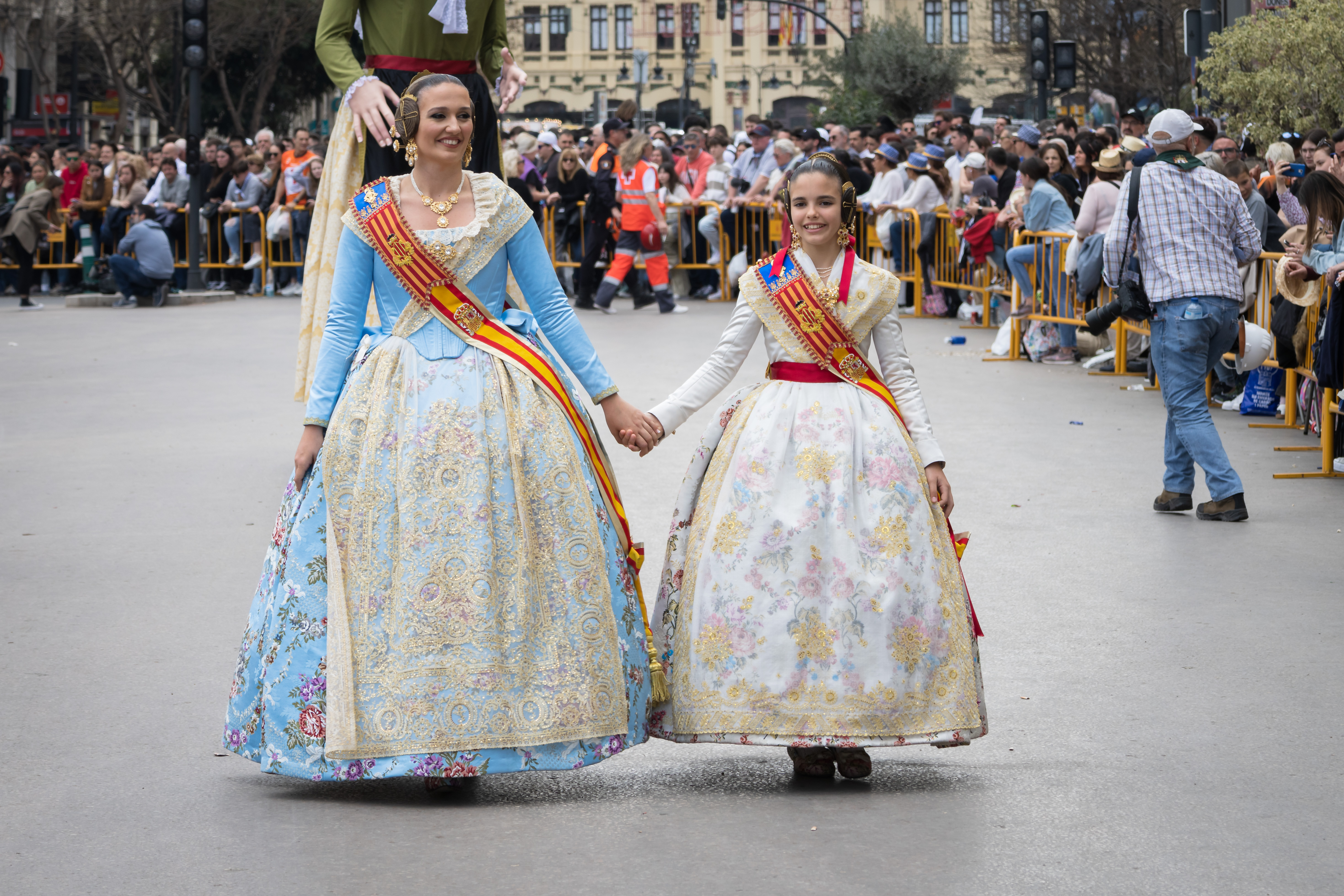
Fallera Mayor y Fallera Mayor Infantil 2023 en la plaza del Ayuntamiento

La Junta Central Fallera es el organismo que regula y coordina la fiesta de las fallas en la ciudad de Valencia, Burjasot, Mislata, Chirivella y Cuart de Poblet con las comisiones de cada falla, así como con las Juntas de Distrito.
Tiene la sede en el edificio adjunto al museo Fallero, en frente de la Ciudad de las Artes y las Ciencias, junto a la iglesia de Monteolivete. La Junta Central Fallera se encarga, por ejemplo, de hacer la elección de la Fallera Mayor de Valencia, de elegir las mejores fallas de todas las categorías, así como de organizar los actos centrales de la fiesta, como la ofrenda de flores a la virgen María de los Desamparados, y otros muchos. Hace falta destacar su importancia cívica y organizativa en la Comunidad Valenciana.
| 1.er premio sección especial          | Convento de Jerusalén-Matemático Marzal |
| 1.er premio sección especial infantil | Convento de Jerusalén-Matemático Marzal |
| Ninot indultat fallas grandes         | Convento de Jerusalén-Matemático Marzal |
| Ninot indultat fallas infantiles      | Duque de Gaeta-Pobla de Farnals         |
| Fallera Mayor de Valencia             | Berta Peiró García                      |
| Fallera Mayor Infantil de Valencia    | Lucía García Rivera                     |

### Los artistas falleros
El artista fallero (denominado artista faller) realiza la falla, pero también hay artistas falleros que hacen trabajos secundarios como la elaboración de carrozas y decoraciones para locales, comercios y ferias. Estos pertenecen al Gremio Artesano de Artistas Falleros (Gremi artesà d' Artistes fallers. Valencia).

### Las comisiones falleras
Las comisiones surgieron sin una normativa que las regulara. Pero según Almela i Vives, en toda Comisión fallera estaban incluidos: el dueño del cafetín situado más cerca del lugar donde se plantaba la falla (que se convertía en el lugar de reunión de los otros componentes de la comisión), el dueño de la carpintería de la zona (que actuaba como técnico), el zapatero de la comisión (quien aportaba sugerencias), y el dueño del ultramarinos y coloniales (que hacía las veces de tesorero).
Casi en cada calle de la ciudad hay un "casal fallero", lugar de reunión de cada una de las comisiones falleras, que durante todo el ejercicio buscan fuentes de ingreso para poder pagar la fiesta y su propio monumento. Además, normalmente cada comisión consta también de una comisión infantil, formada únicamente por niños, que también planta su propia falla. Las fallas infantiles miden, como máximo, 3 metros de diámetro y están compuestas por figuras de estética más próxima al mundo de los niños y generalmente no muestran temas críticos.
Aunque el objetivo de las comisiones es construir la falla para la fiesta de San José, durante el resto del año en cada casal se realizan actos festivos, culturales y sociales de todo tipo, que hacen de las comisiones falleras uno de los principales ejes de la vida asociativa y del entramado social de Valencia y los demás municipios donde se celebra esta fiesta.

### La falla
Según Francisco Almela Vives, las fallas son "efímeros catafalcos con figuras que para ser quemados se levantan en la Ciudad de Valencia por la fiesta de San José".

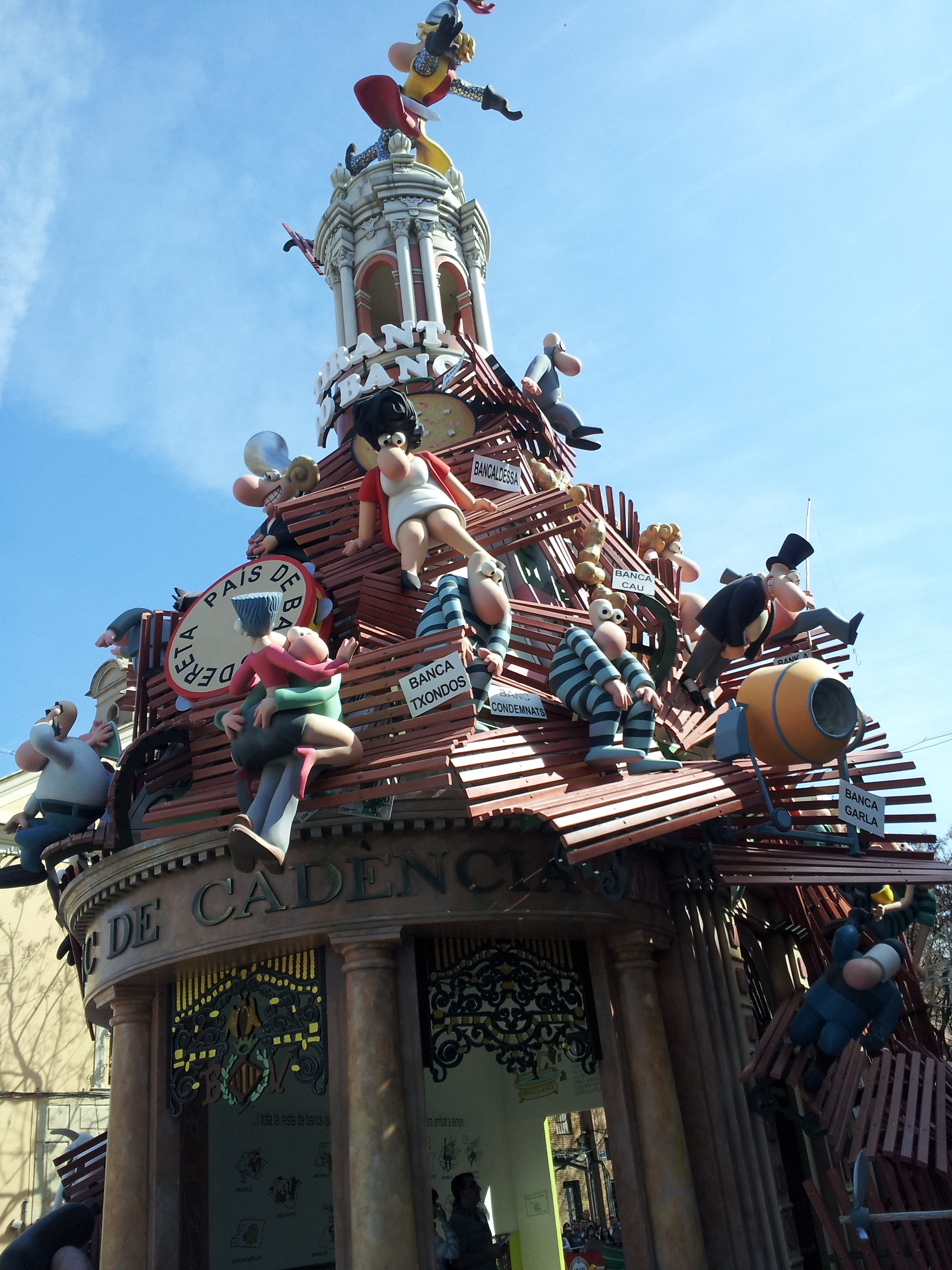
Falla Na Jordana de 2014

Habitualmente tienen carácter satírico sobre temas de actualidad. Las fallas suelen constar de una figura o composición central de varios metros de altura, las más grandes superan los 30 metros (la falla Na Jordana 2001, con 33 metros, fue la más alta y voluminosa de la historia) rodeadas de numerosas figuras de cartón, plastilina, piedra, poliuretano (material que en los últimos años está siendo sustituido por otros más modernos como el poliestireno expandido, más ligero y moldeable), sostenidas por una armazón de madera. Incluyen letreros escritos en valenciano explicando el significado de cada escenografía, siempre con sentido crítico y satírico.
Los artistas falleros se dedican durante todo el año a realizar los monumentos que las diferentes comisiones de Valencia y de las localidades de la ciudad contratan, lo cual impulsa la creación de empleo. Las fallas infantiles amanecen plantadas el 15 de marzo y las fallas grandes el 16 de marzo, día en el que comienza la fiesta oficialmente. El acto en el que se quema la falla se denomina la cremà (la quema) y se produce el día 19 de marzo, el día de san José, el patrón de las fiestas falleras.
Como complemento a los letreros, algunas comisiones realizan el librito de la sátira, en el que se explica mediante versos satíricos el contenido de la falla. Este género se inició en el siglo XIX con el autor suecano Bernat i Baldoví, y experimentó su máximo auge en los años 50 y 60 del siglo XX, gracias a autores como Emilio Panach o José Bea Izquierdo. Esta tradición ha llegado a ser tan importante que incluso tiene su propia categoría en la sección de premios. Cada año, se otorgan diferentes galardones a los libros según categorías y criterios, en lo que hace referencia al diseño, información que contiene, originalidad, etc. Por lo que el librito es un elemento más del mundo fallero, en el que muchas personas, al igual que en el monumento, ponen su empeño para crear el mejor producto y, si es posible, recoger uno de los premios con toda la comisión.

Fallas municipales de Valencia
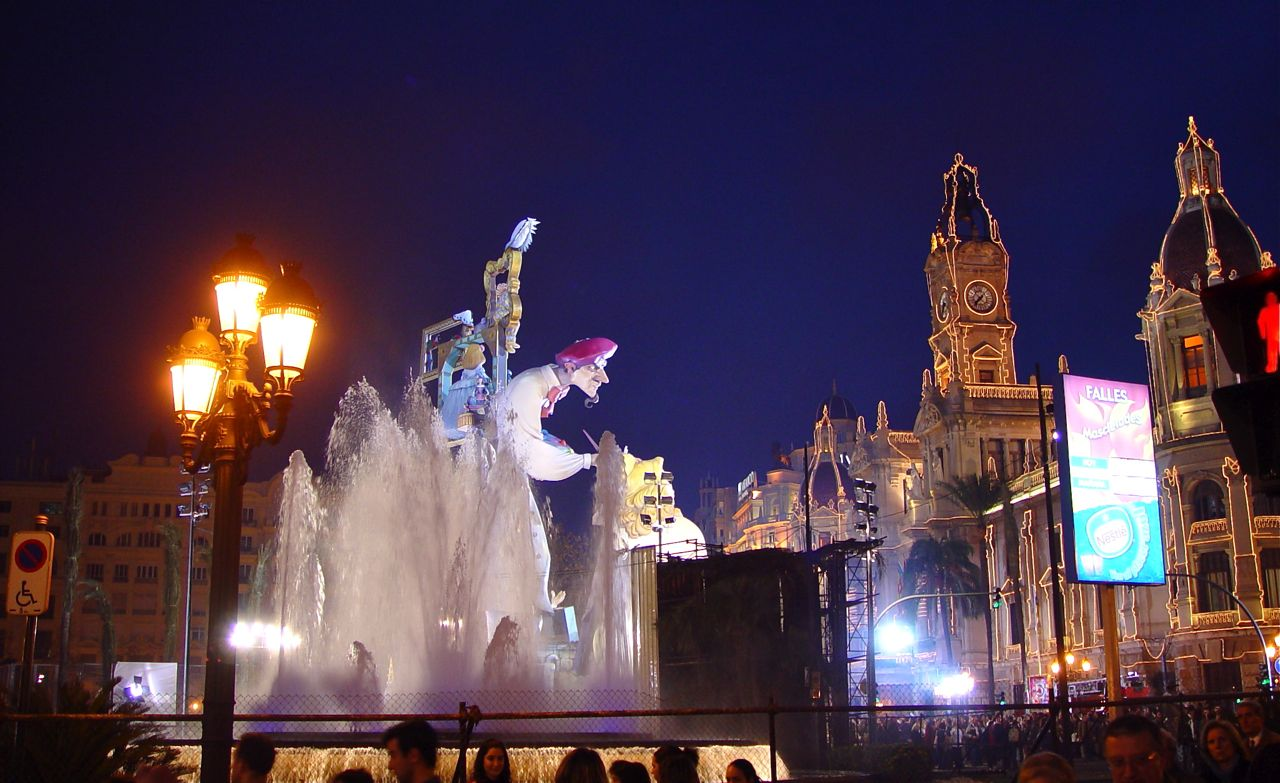
2005
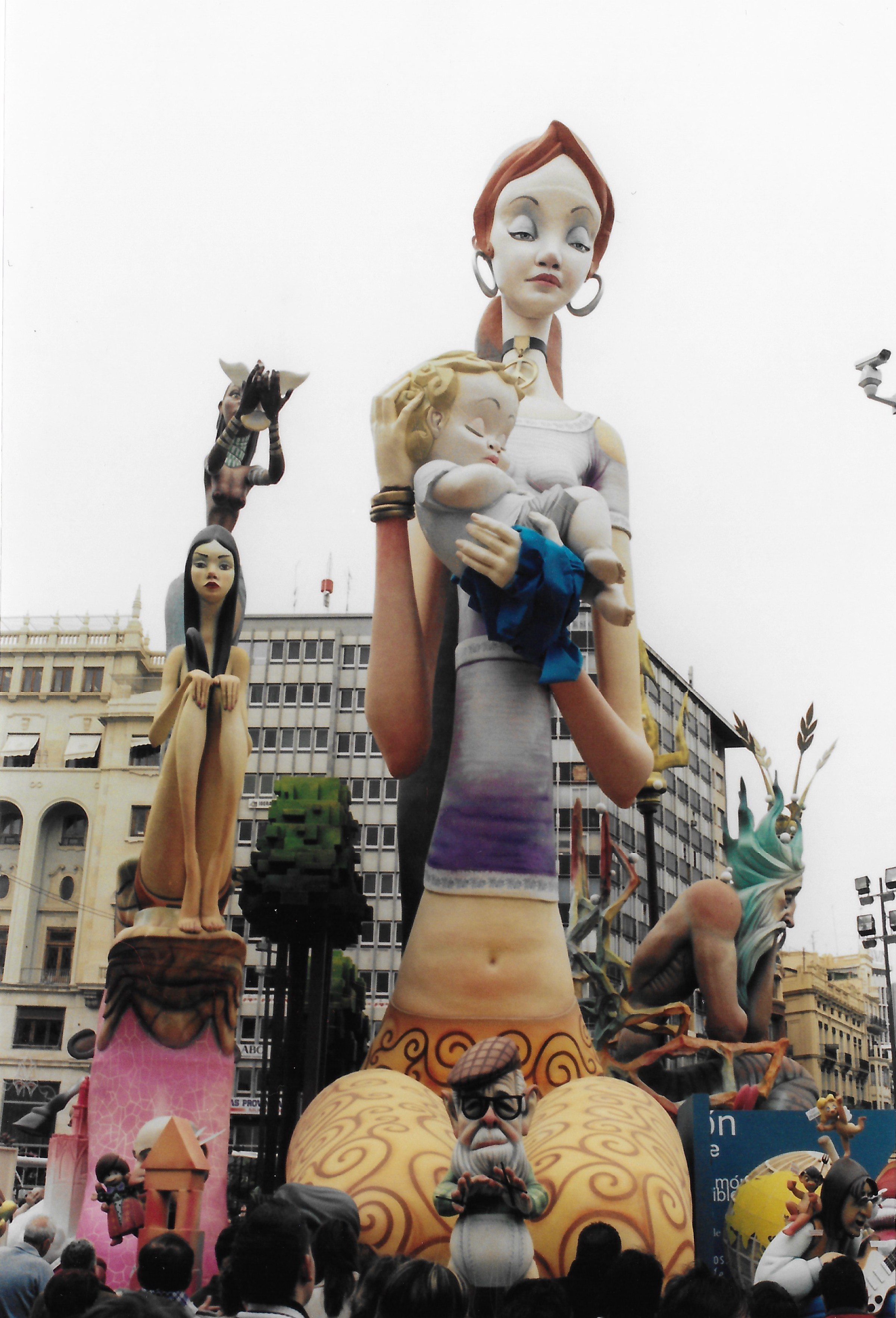
2006
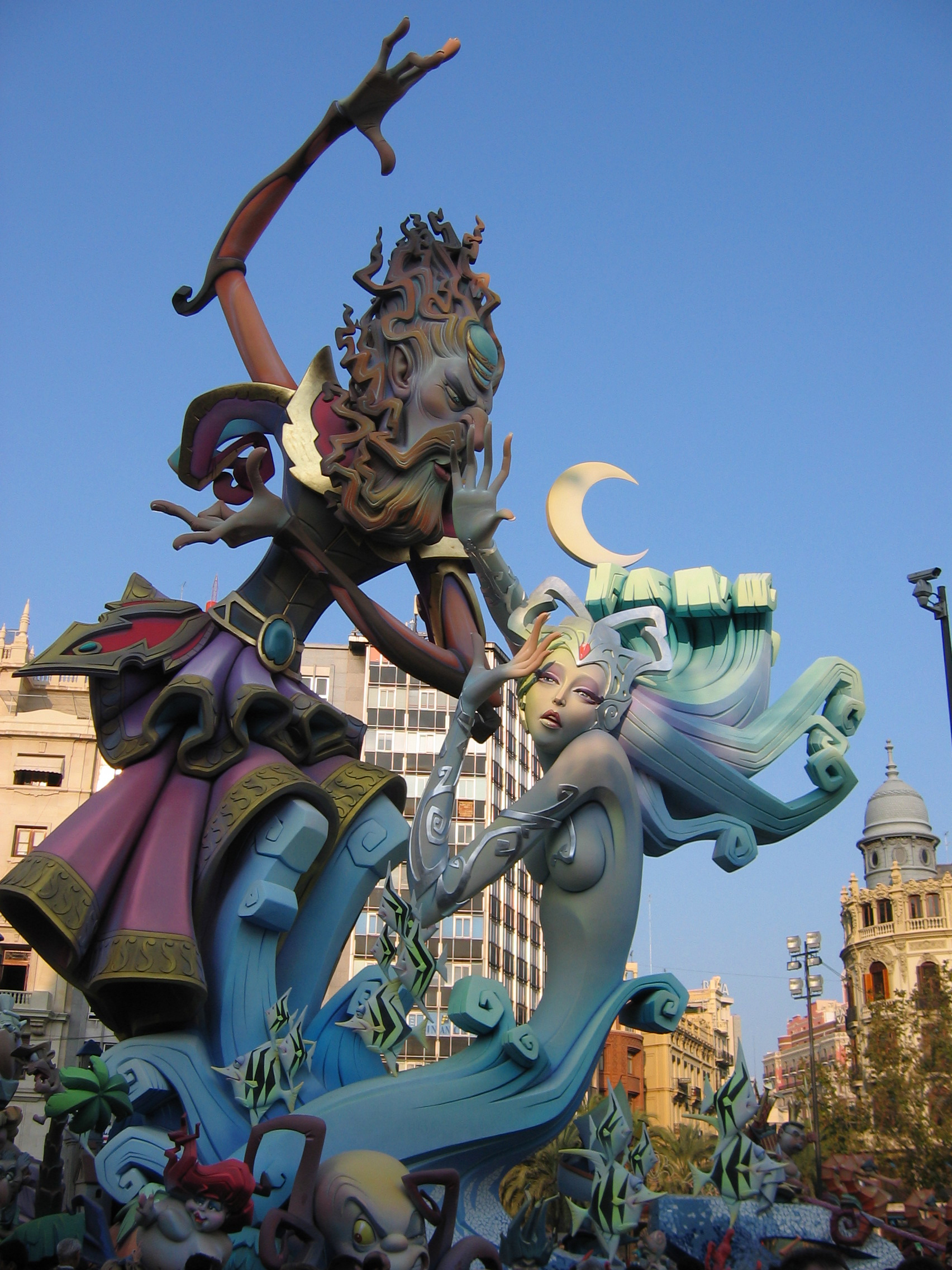
2007
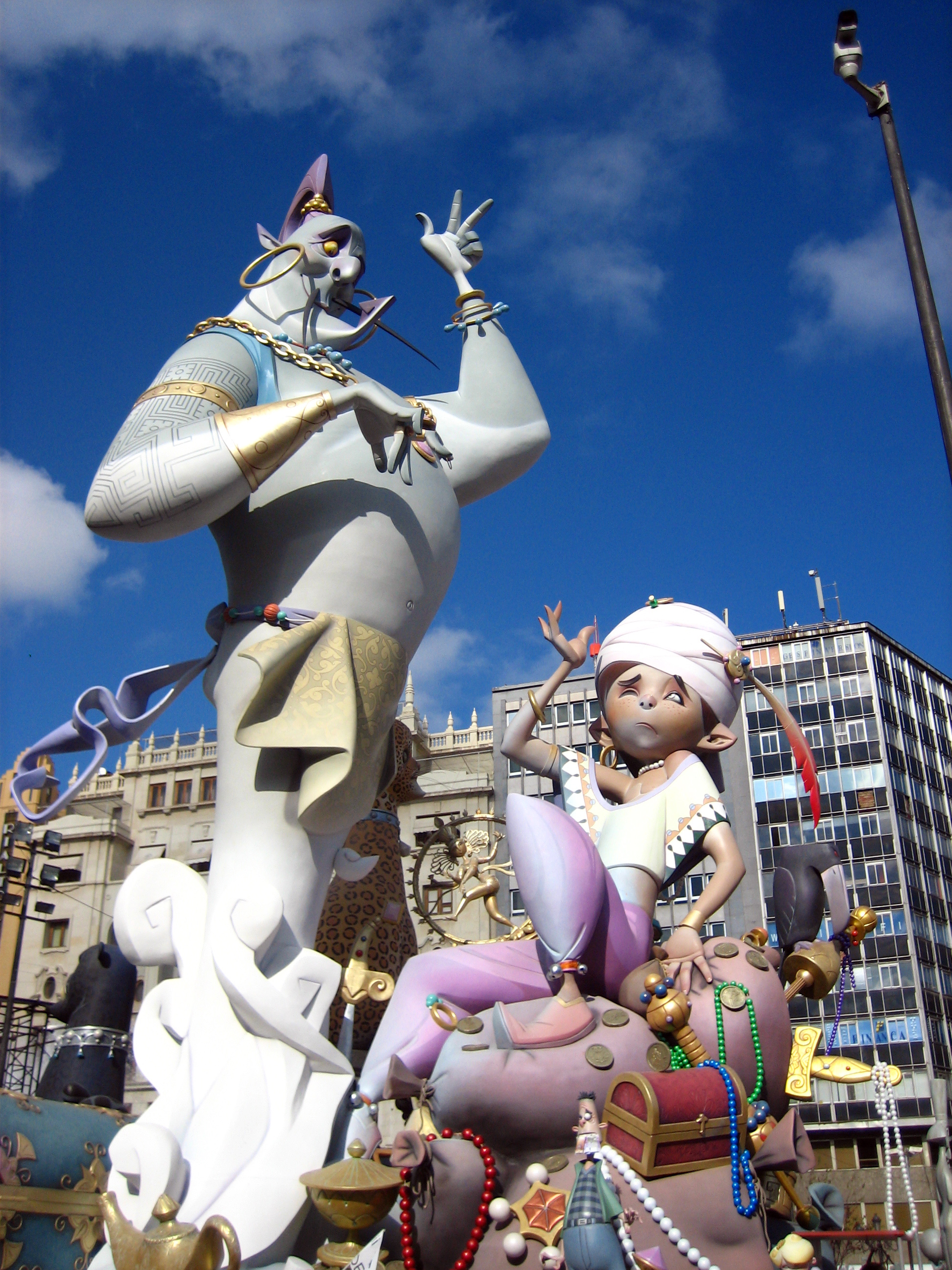
2008
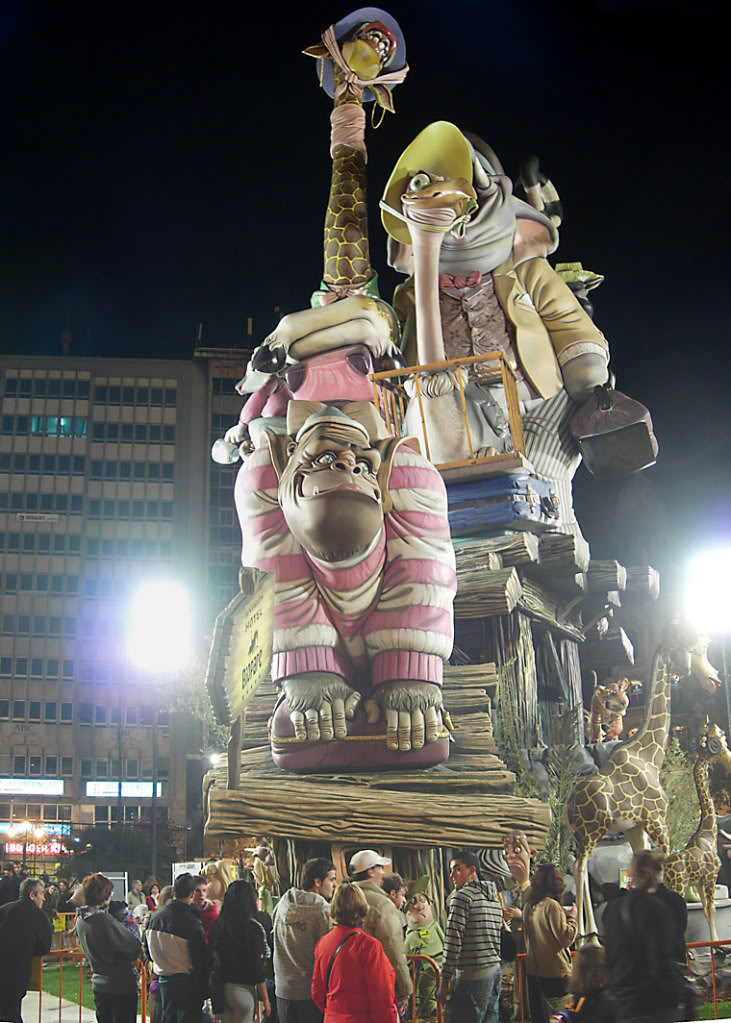
2009
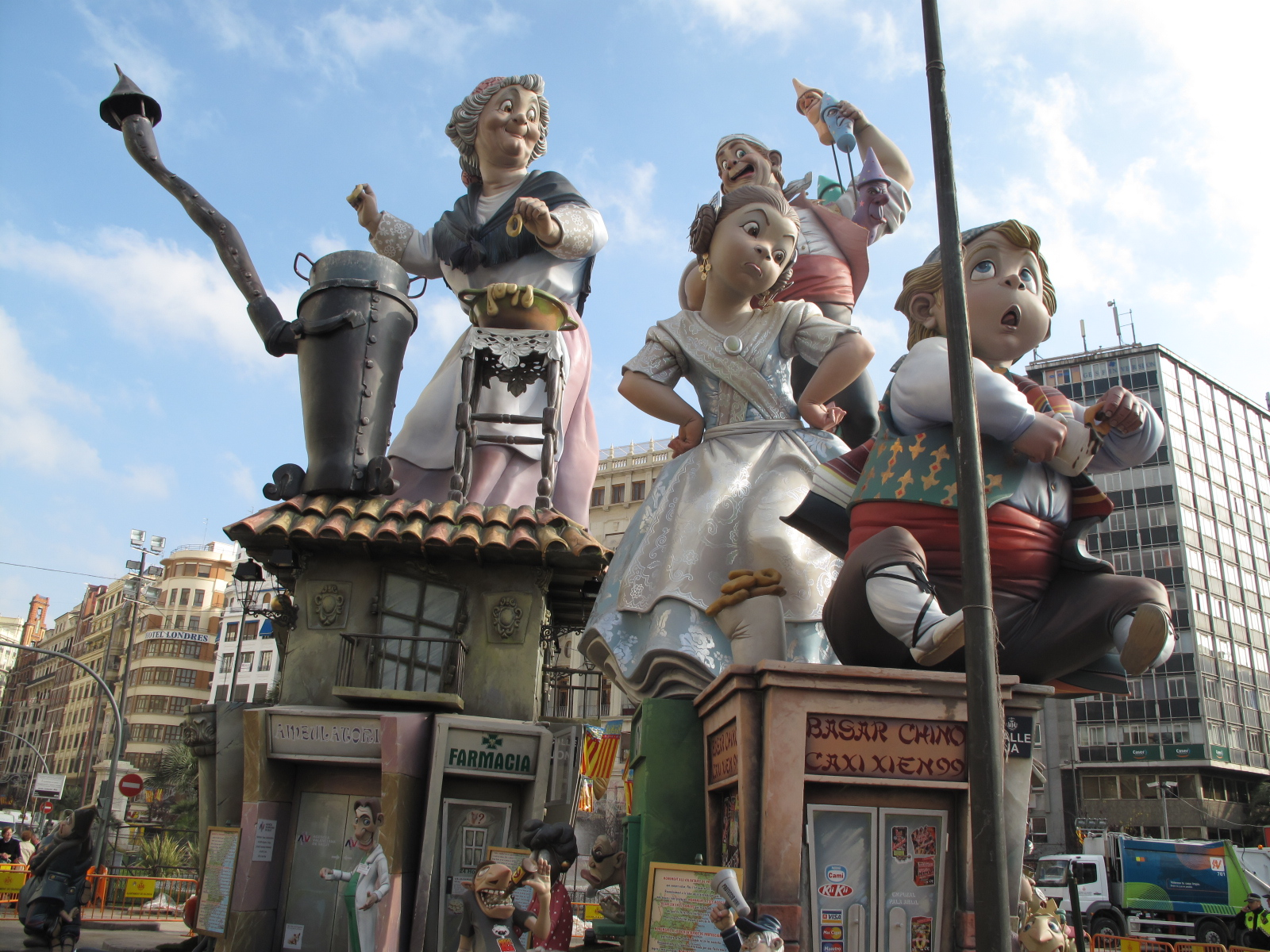
2010
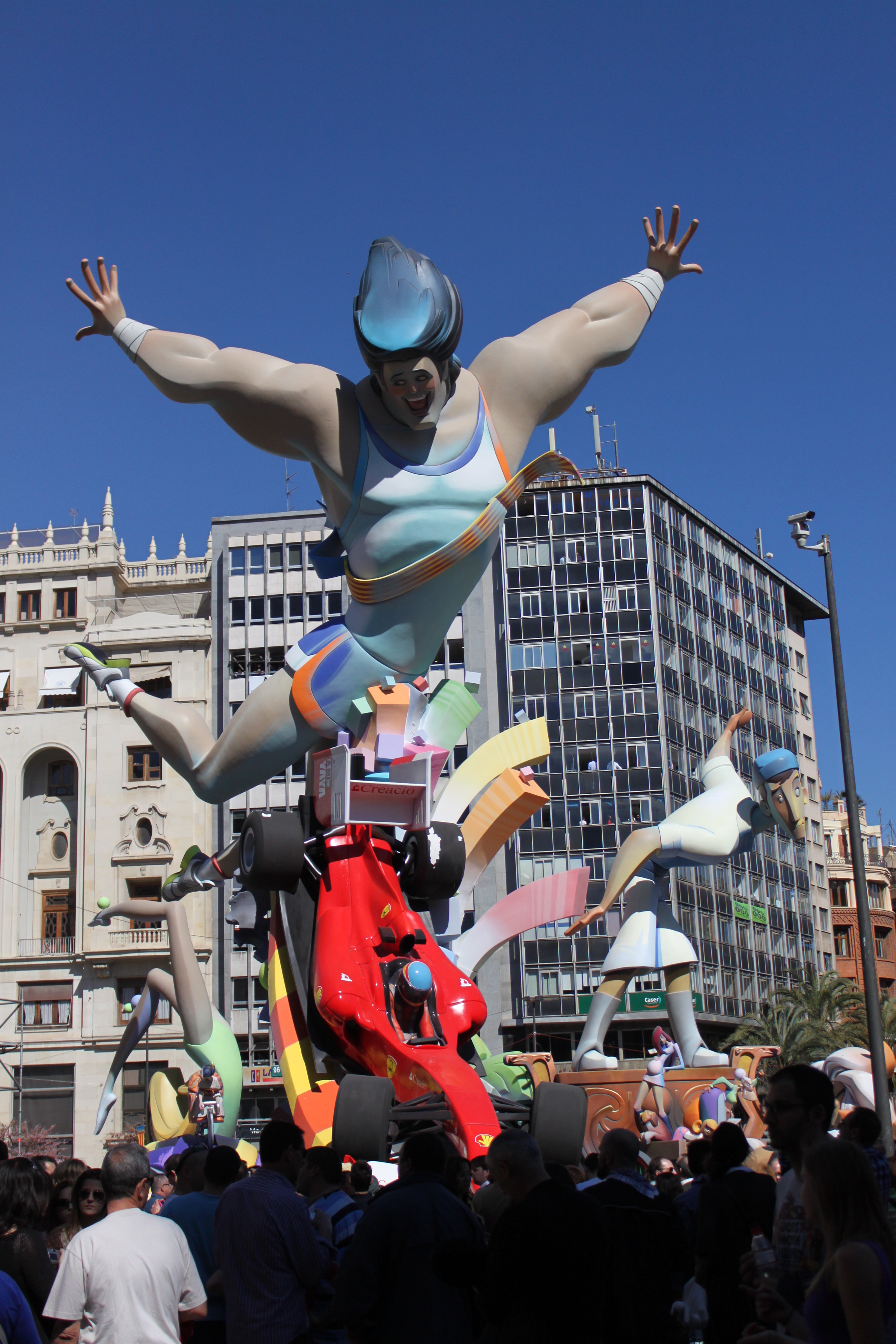
2011
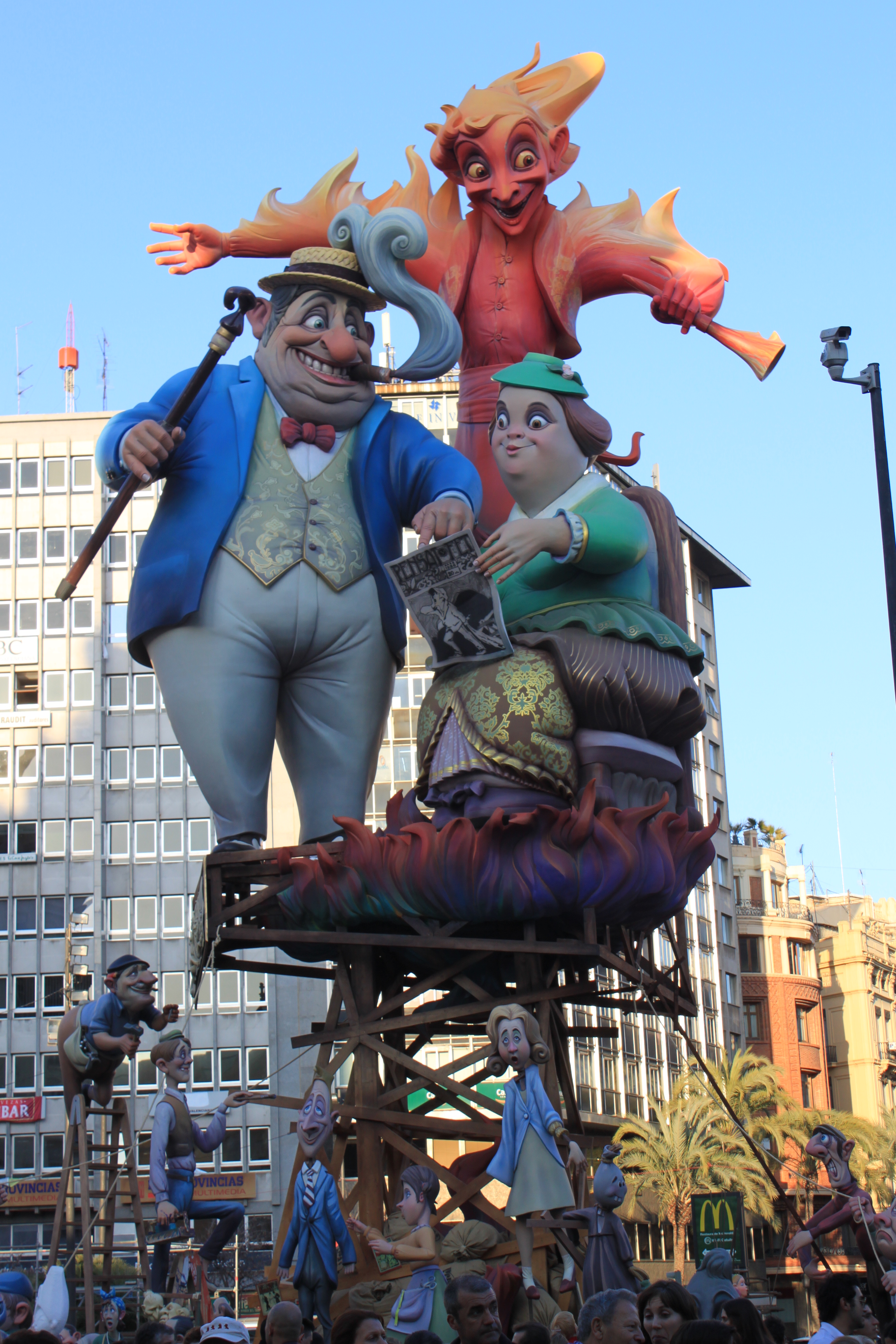
2012
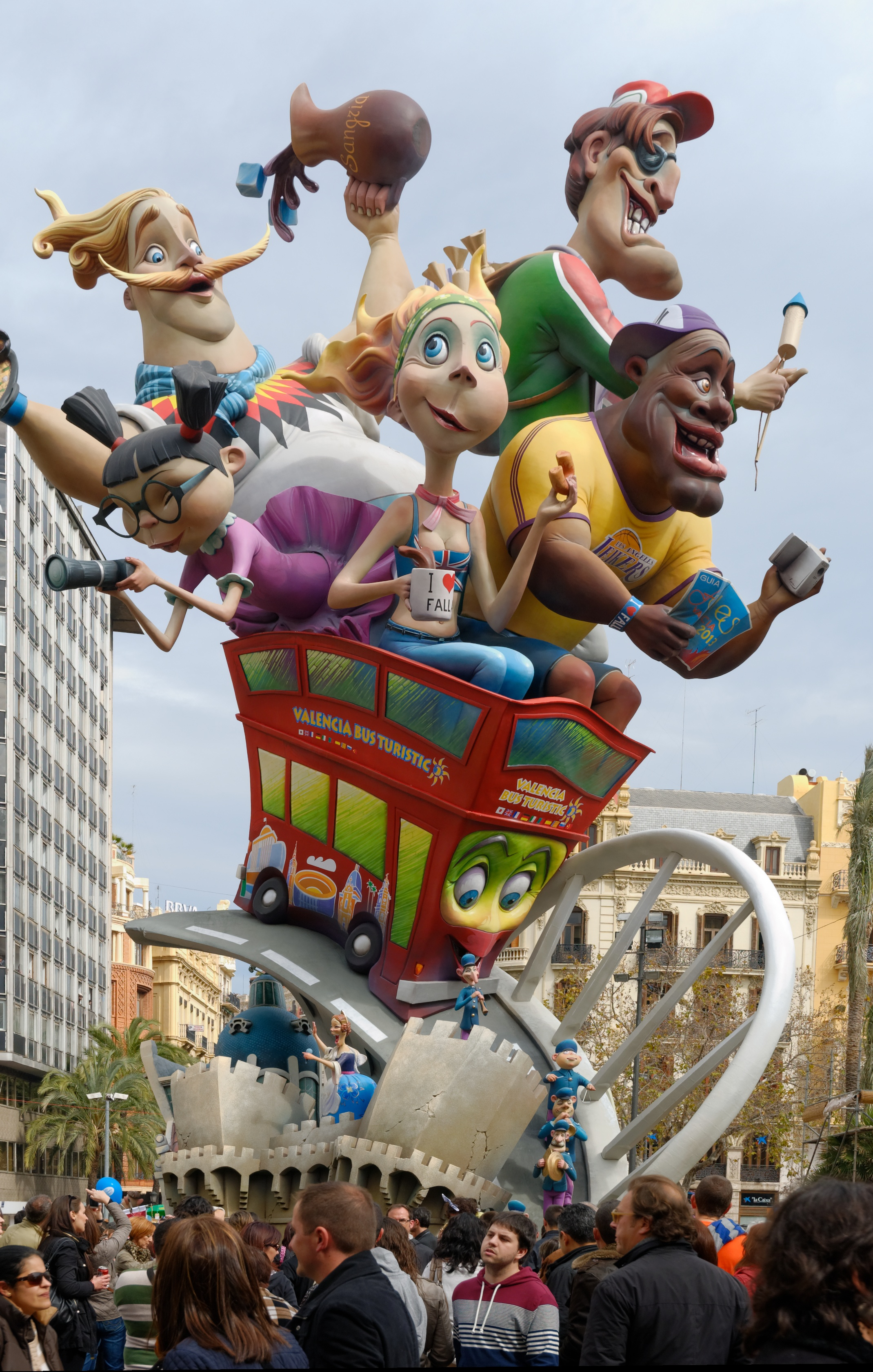
2013
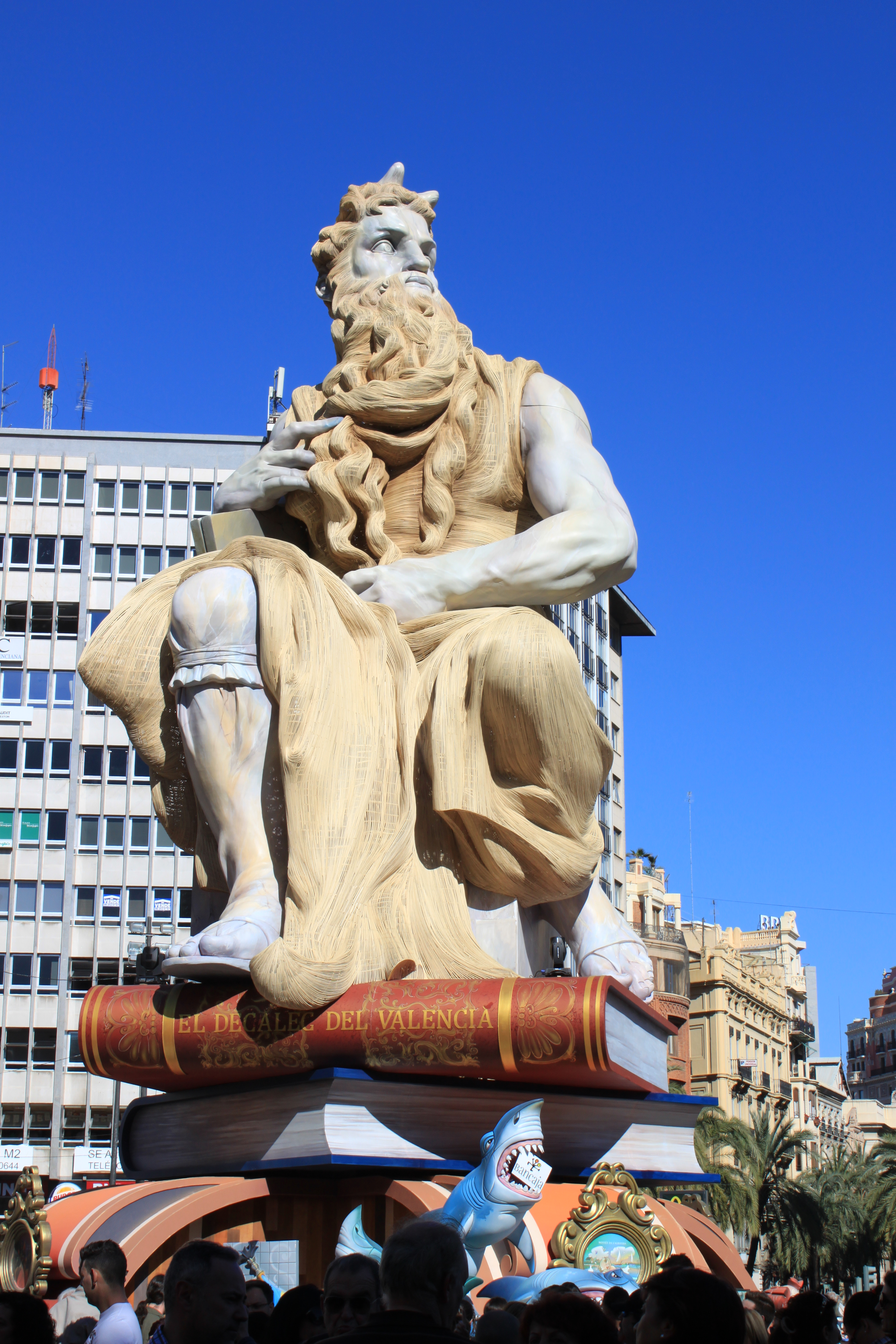
2014
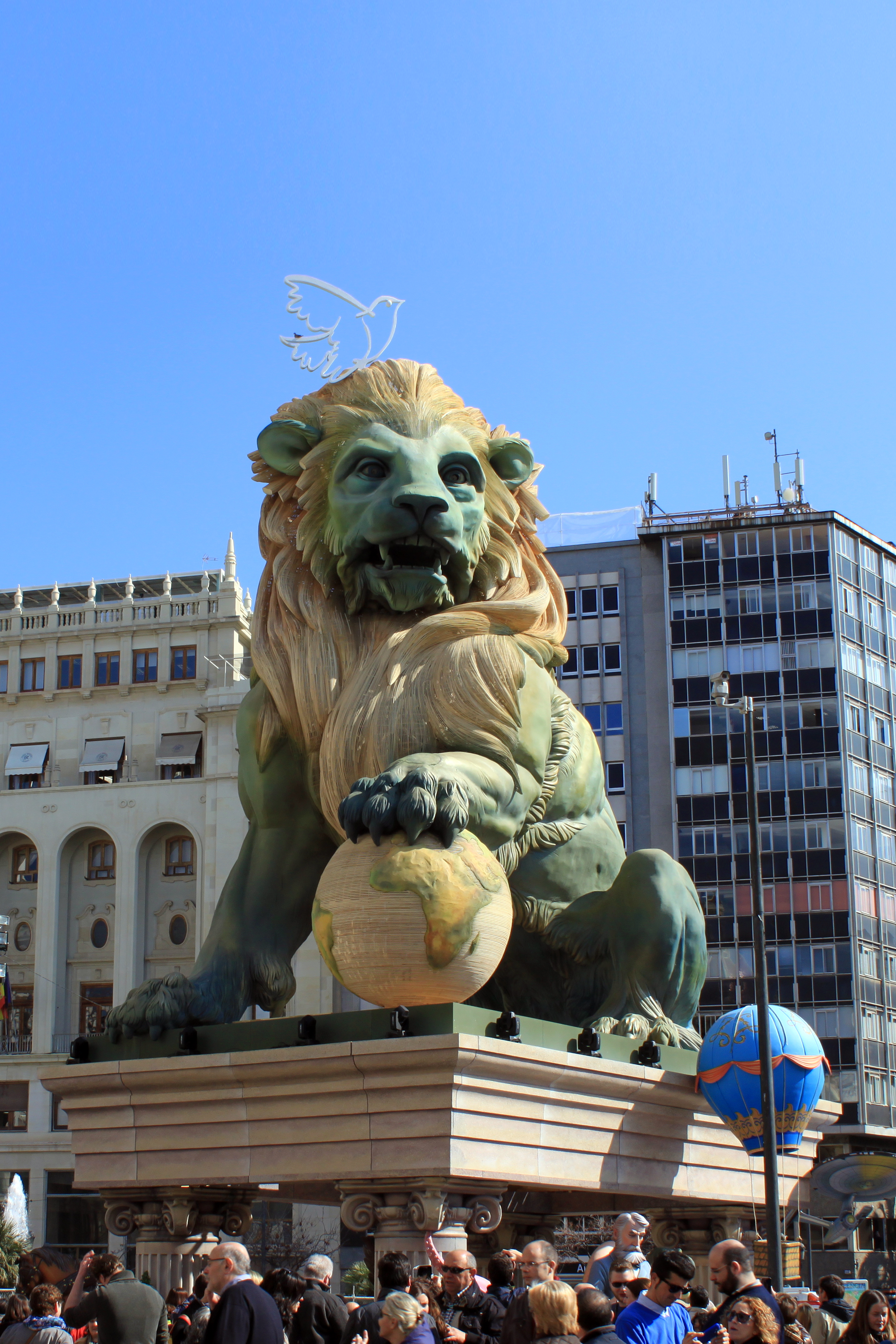
2015
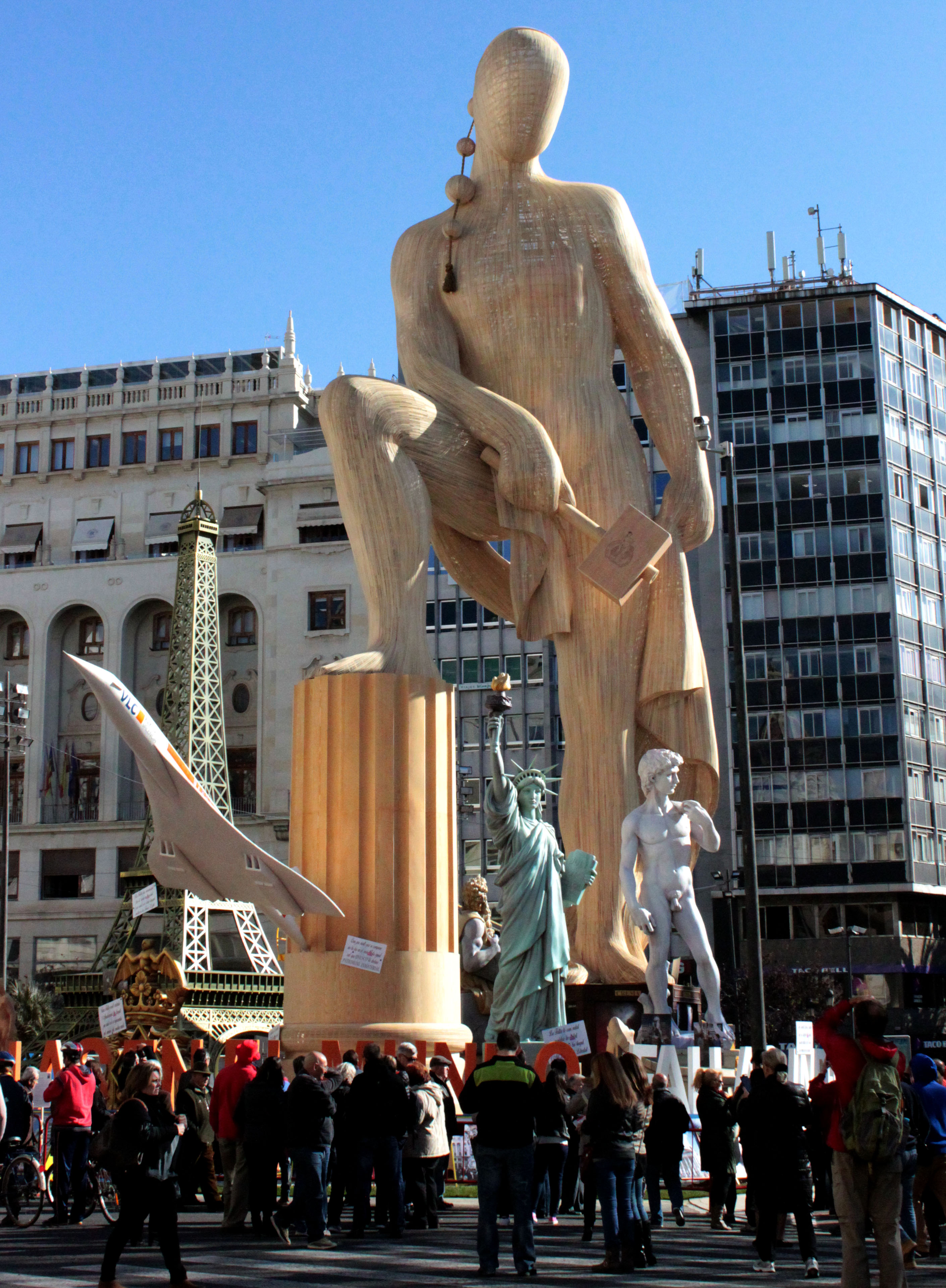
2016
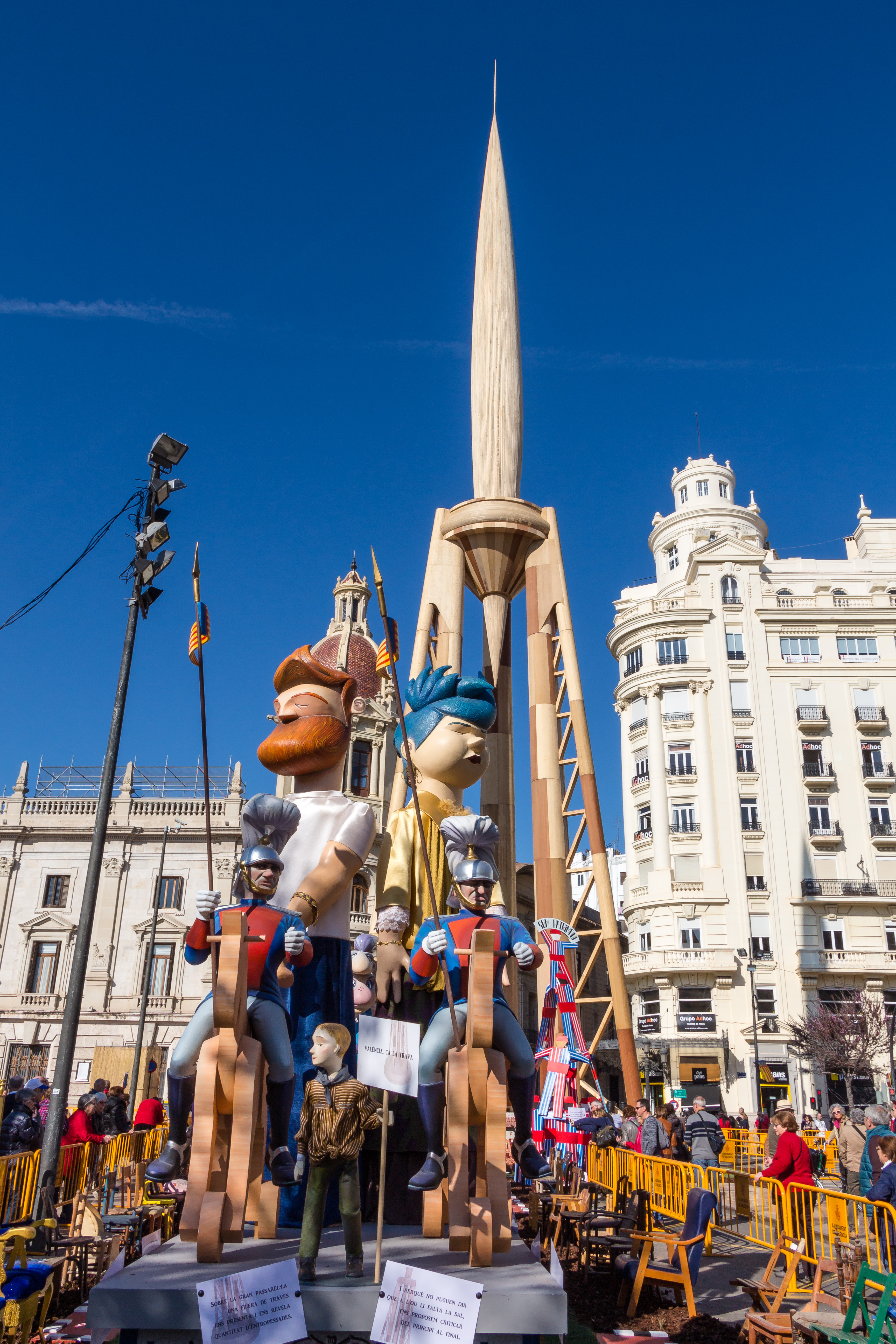
2017
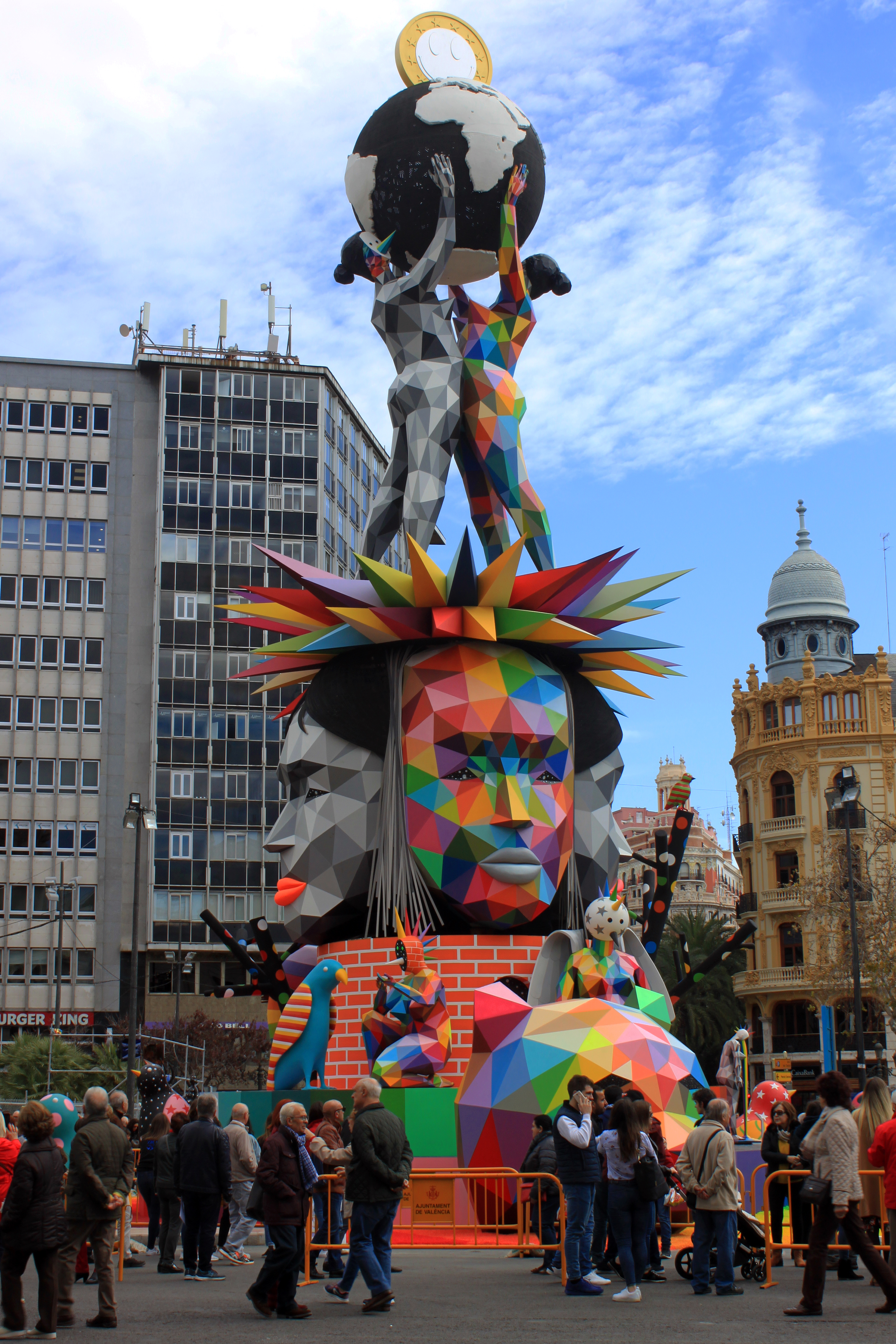
2018
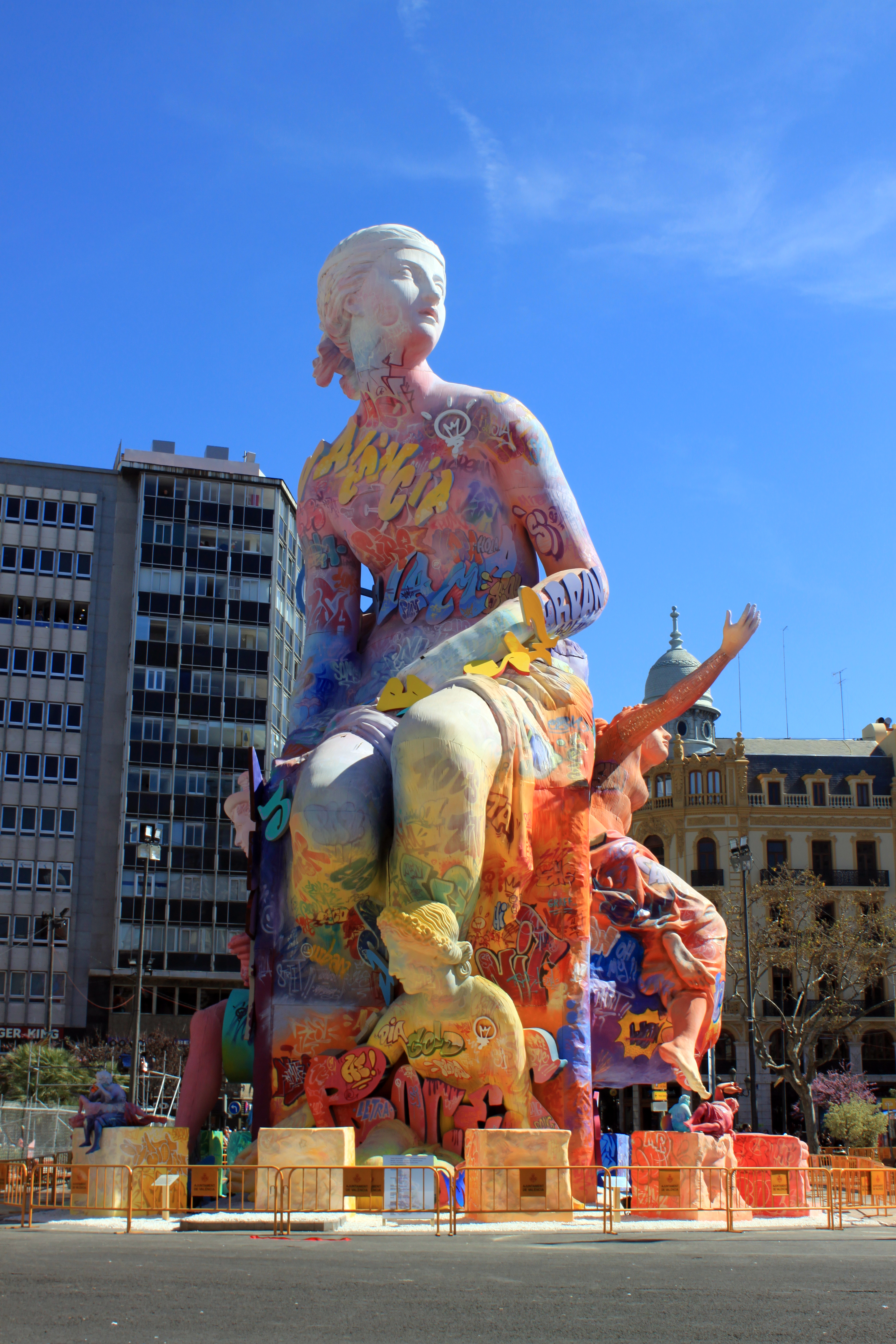
2019
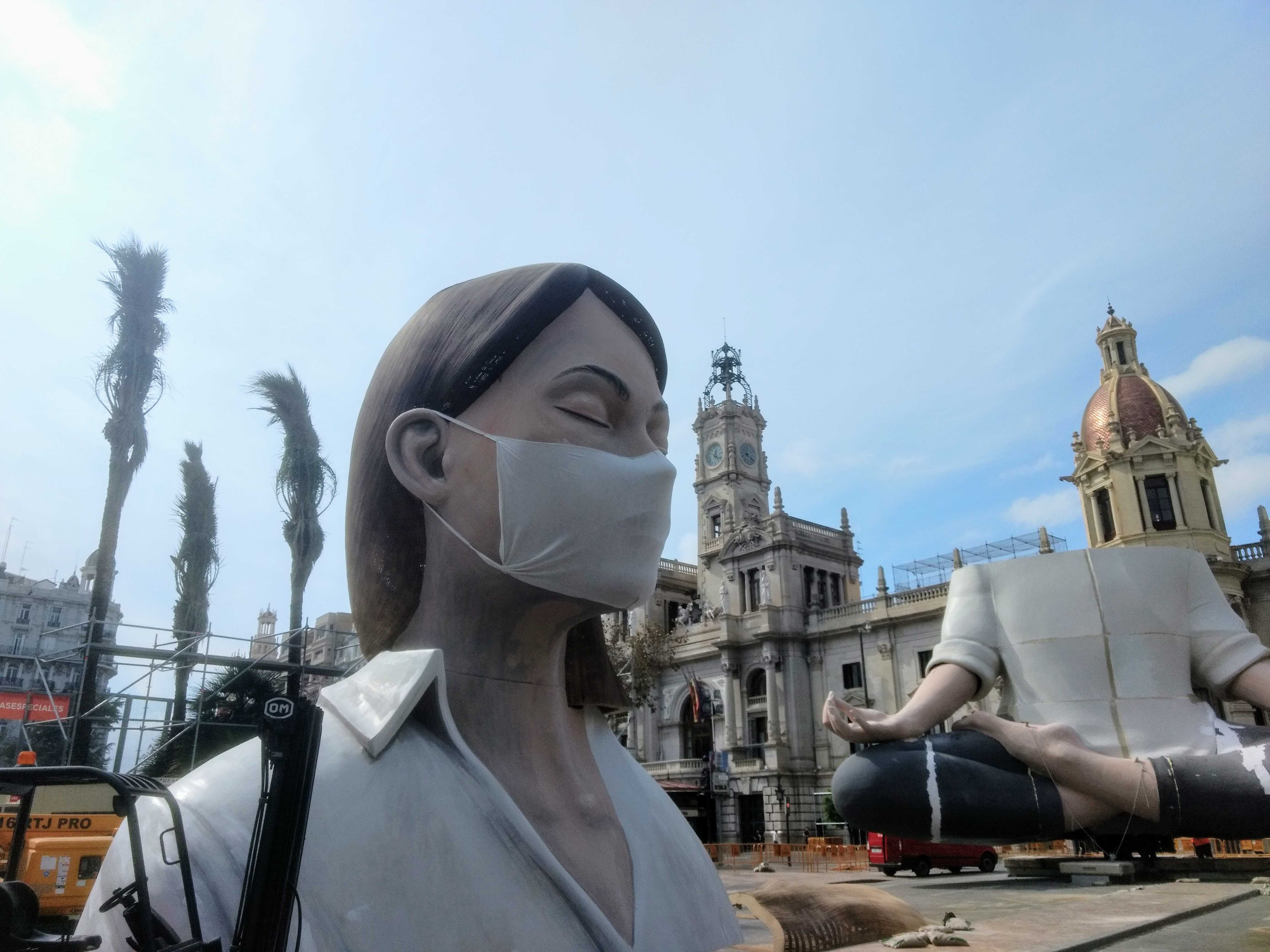
2020
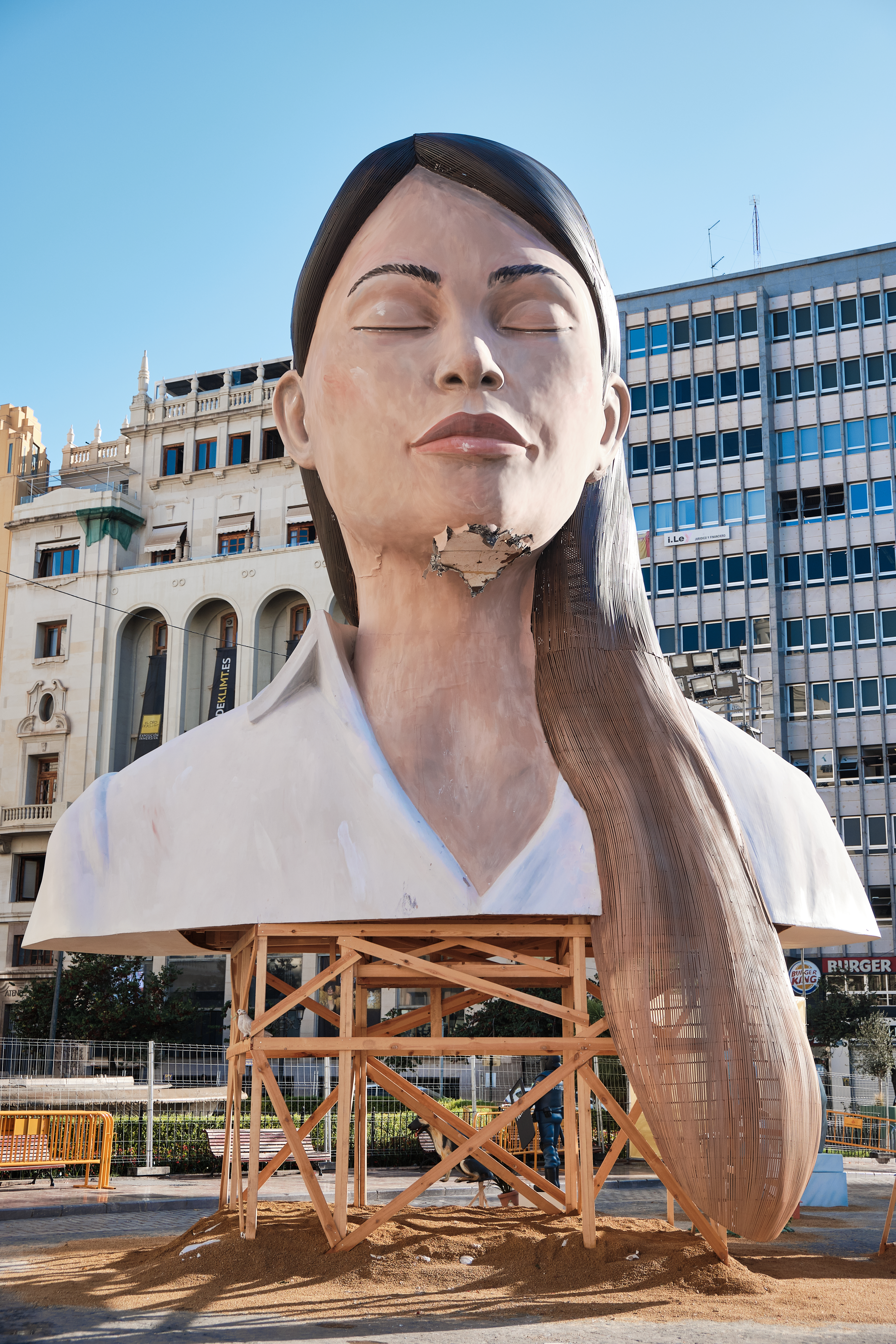
2021
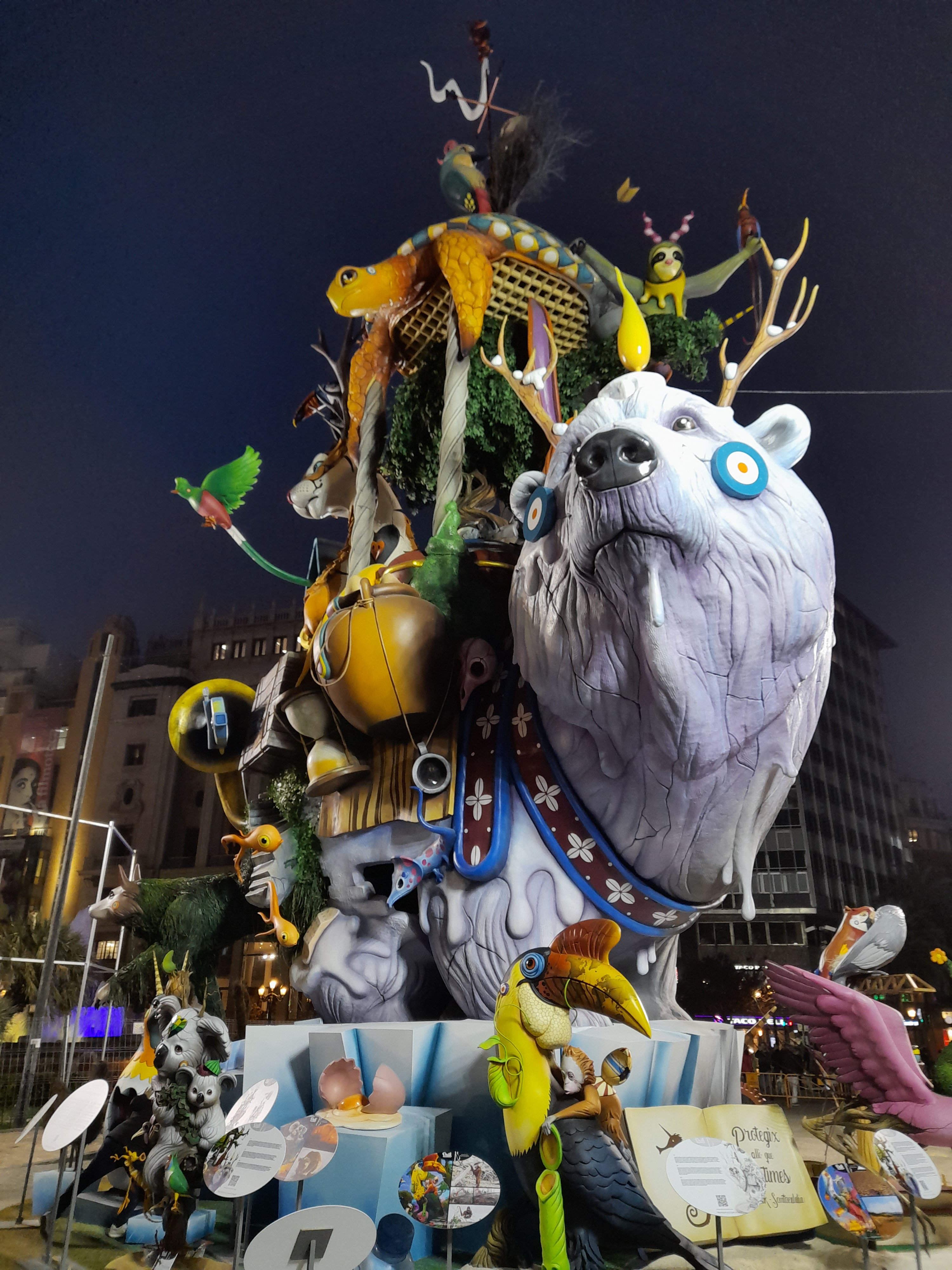
2022
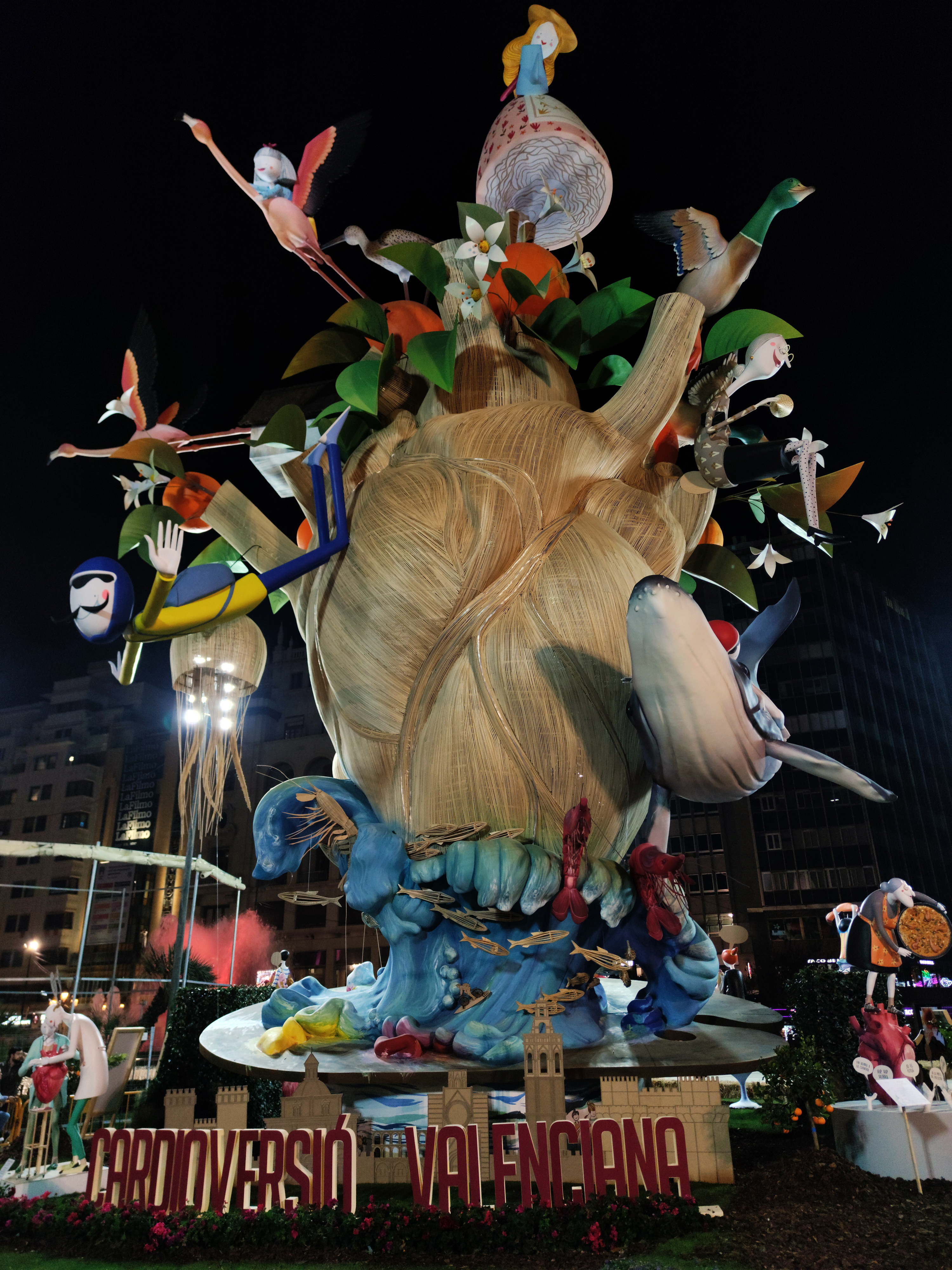
2023
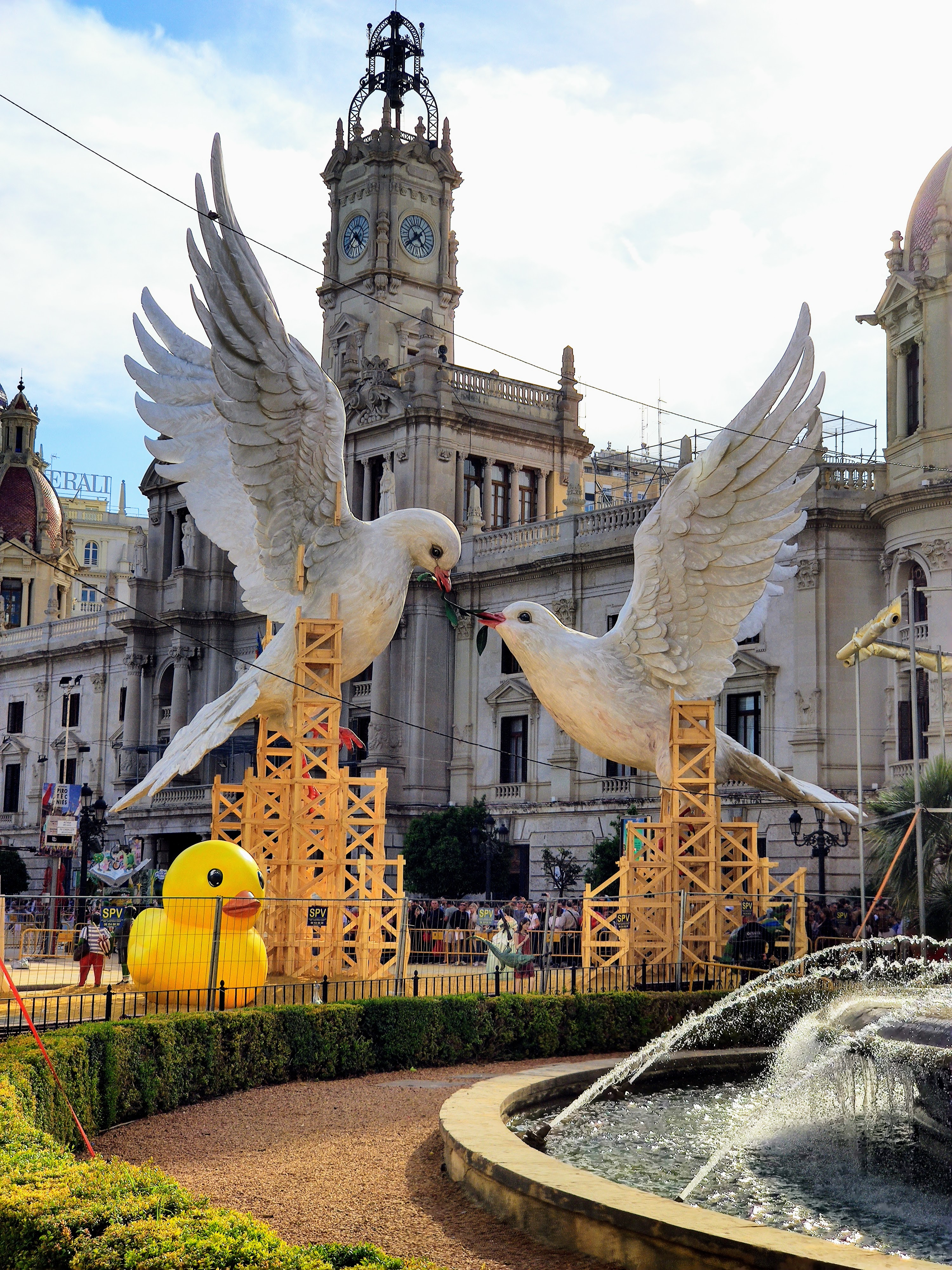
2024
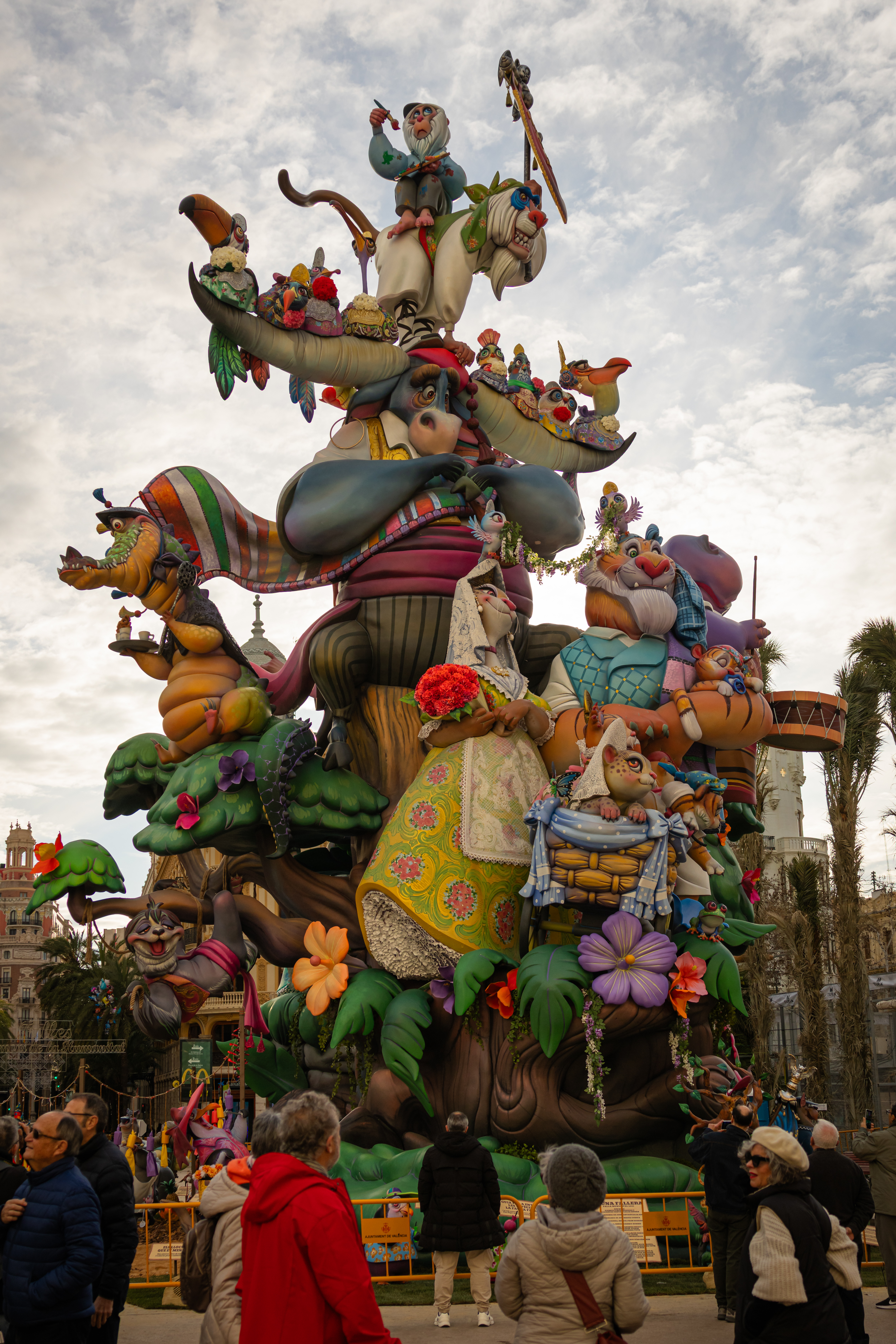
2025

#### La falla infantil
Cada comisión fallera planta una versión de menor tamaño junto a su falla, la cual pertenece a los miembros infantiles de la comisión.

Fallas infantiles municipales de Valencia
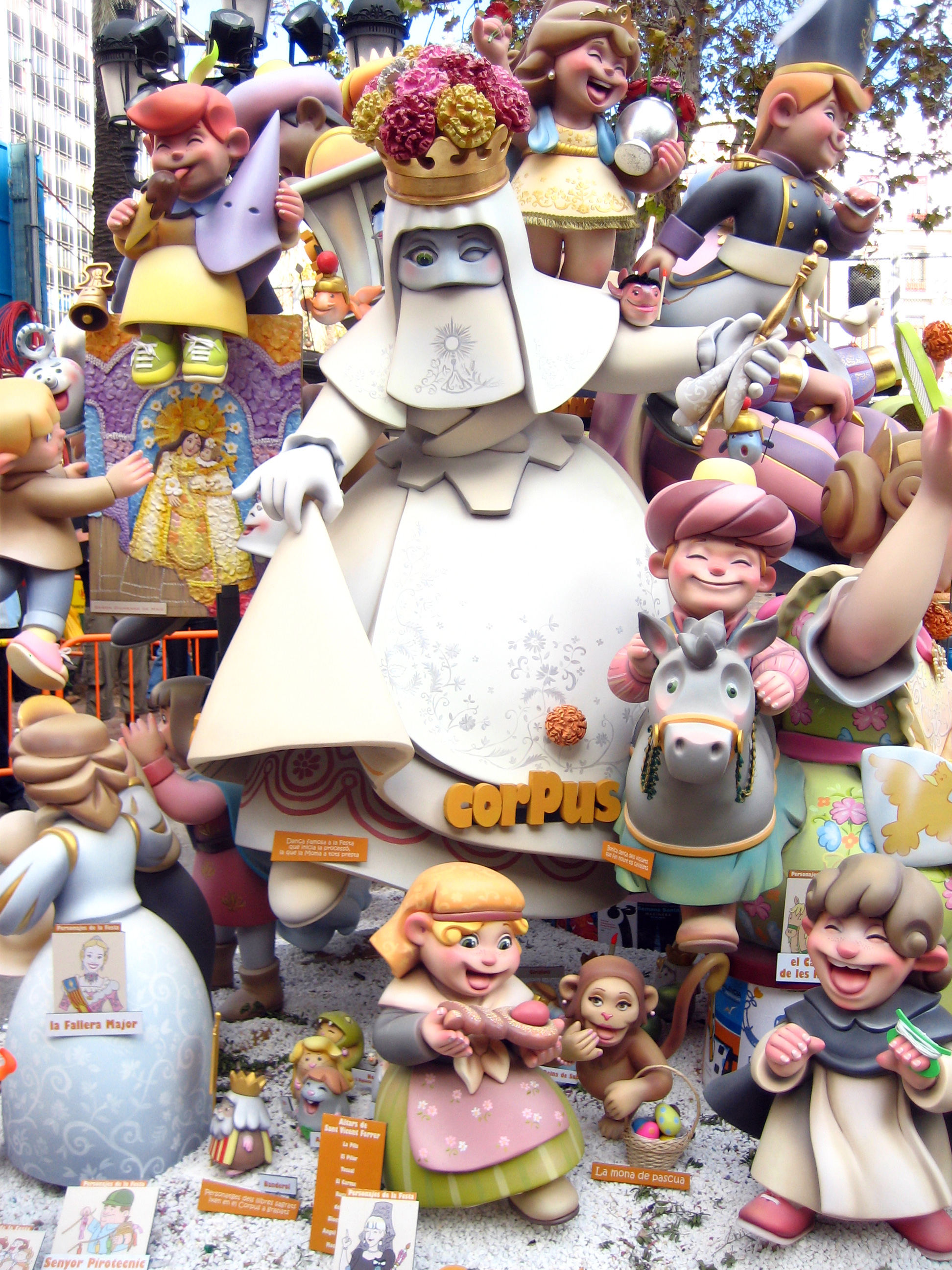
2008
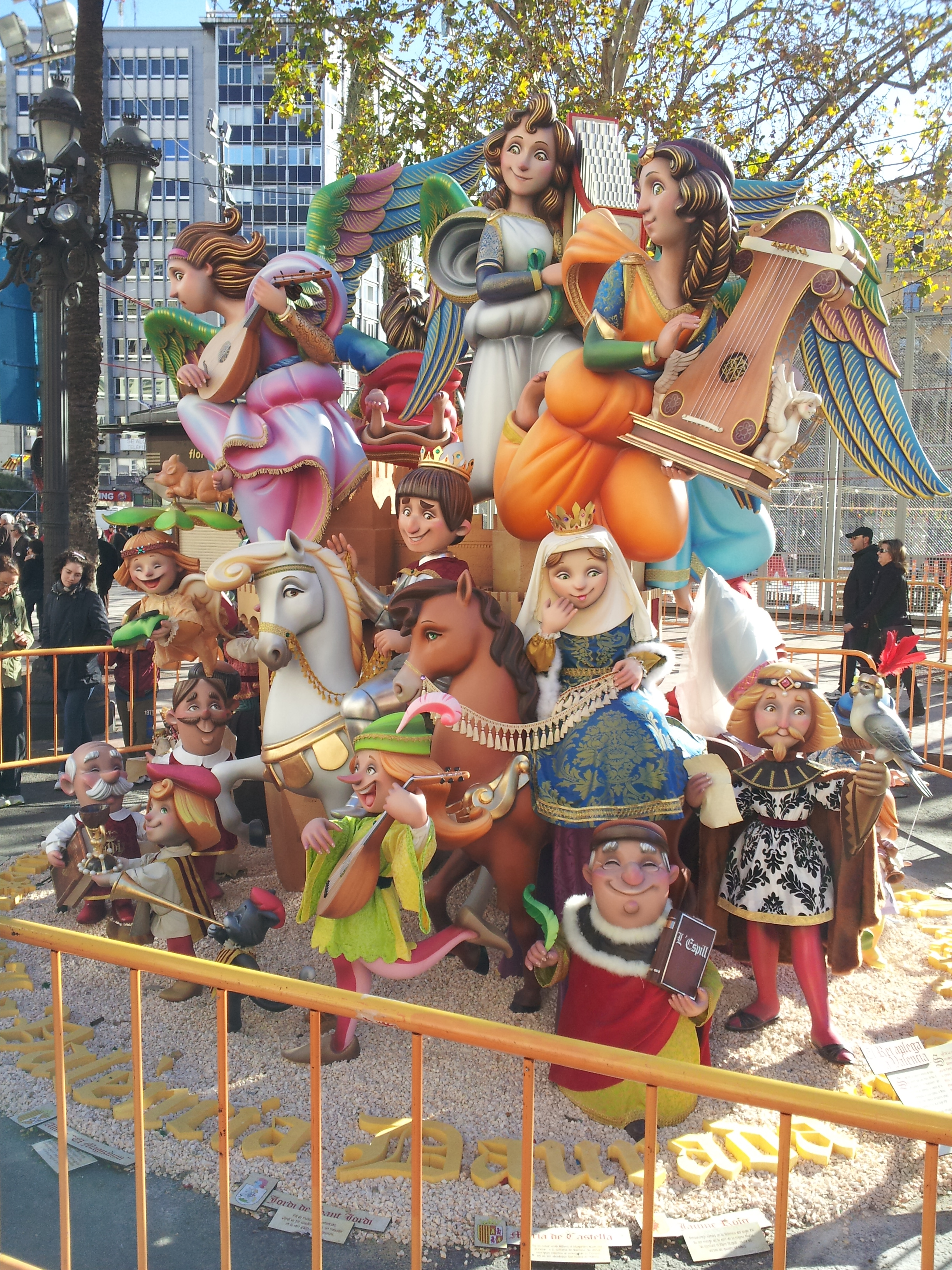
2013
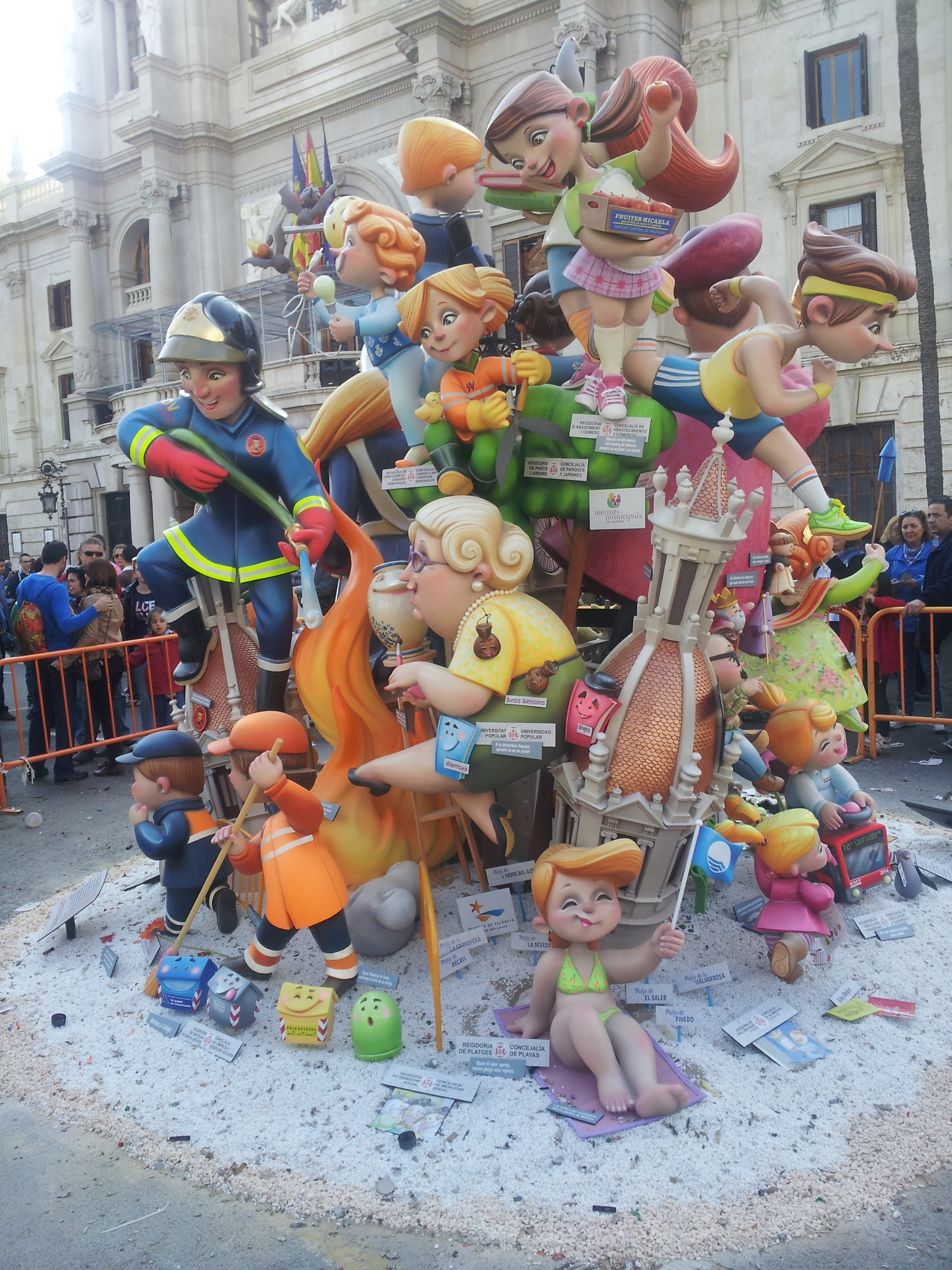
2014
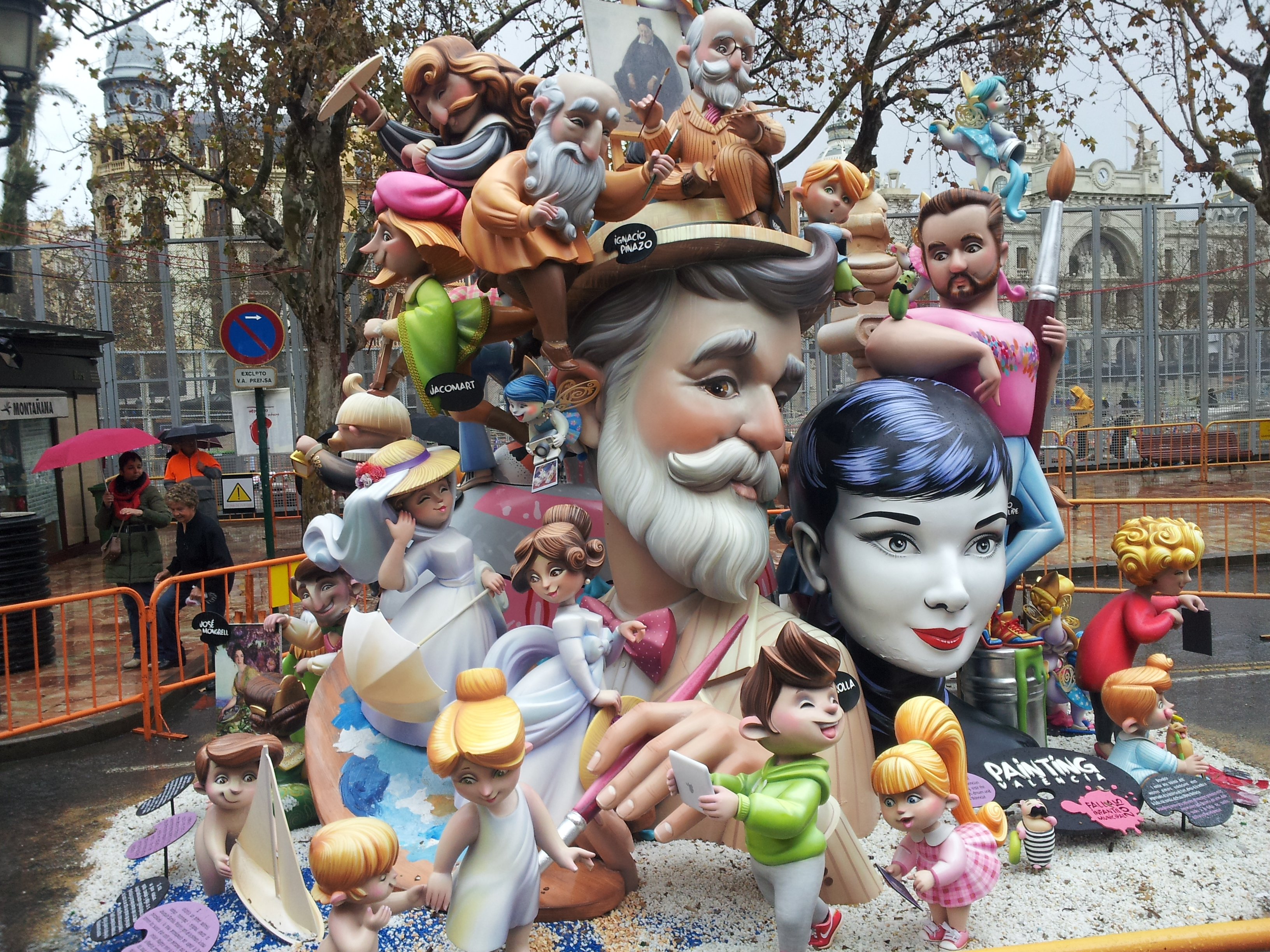
2015
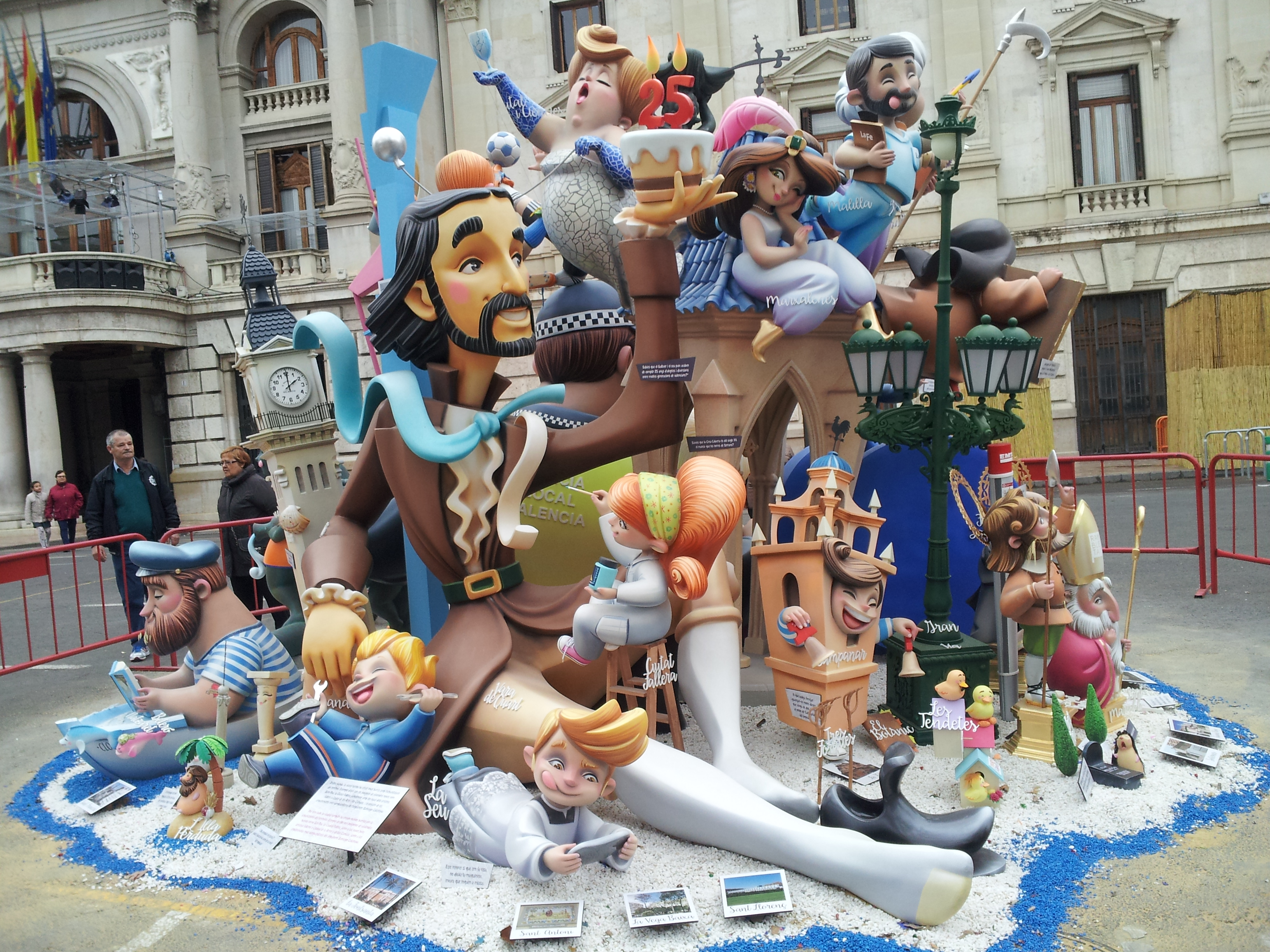
2016
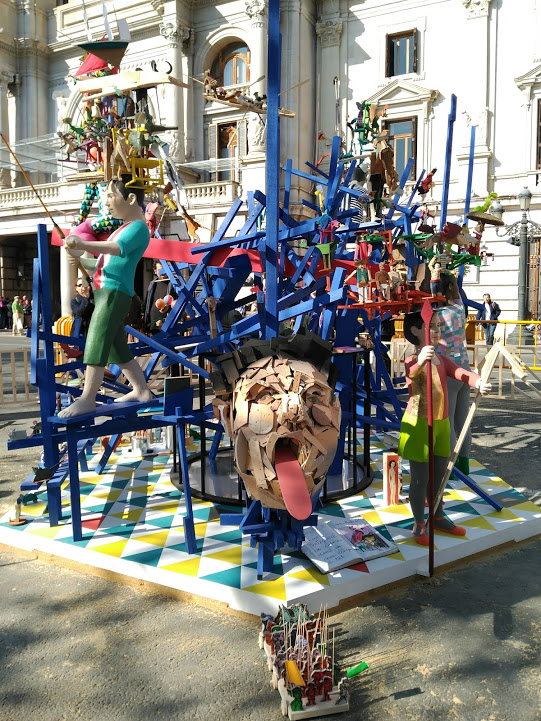
2017
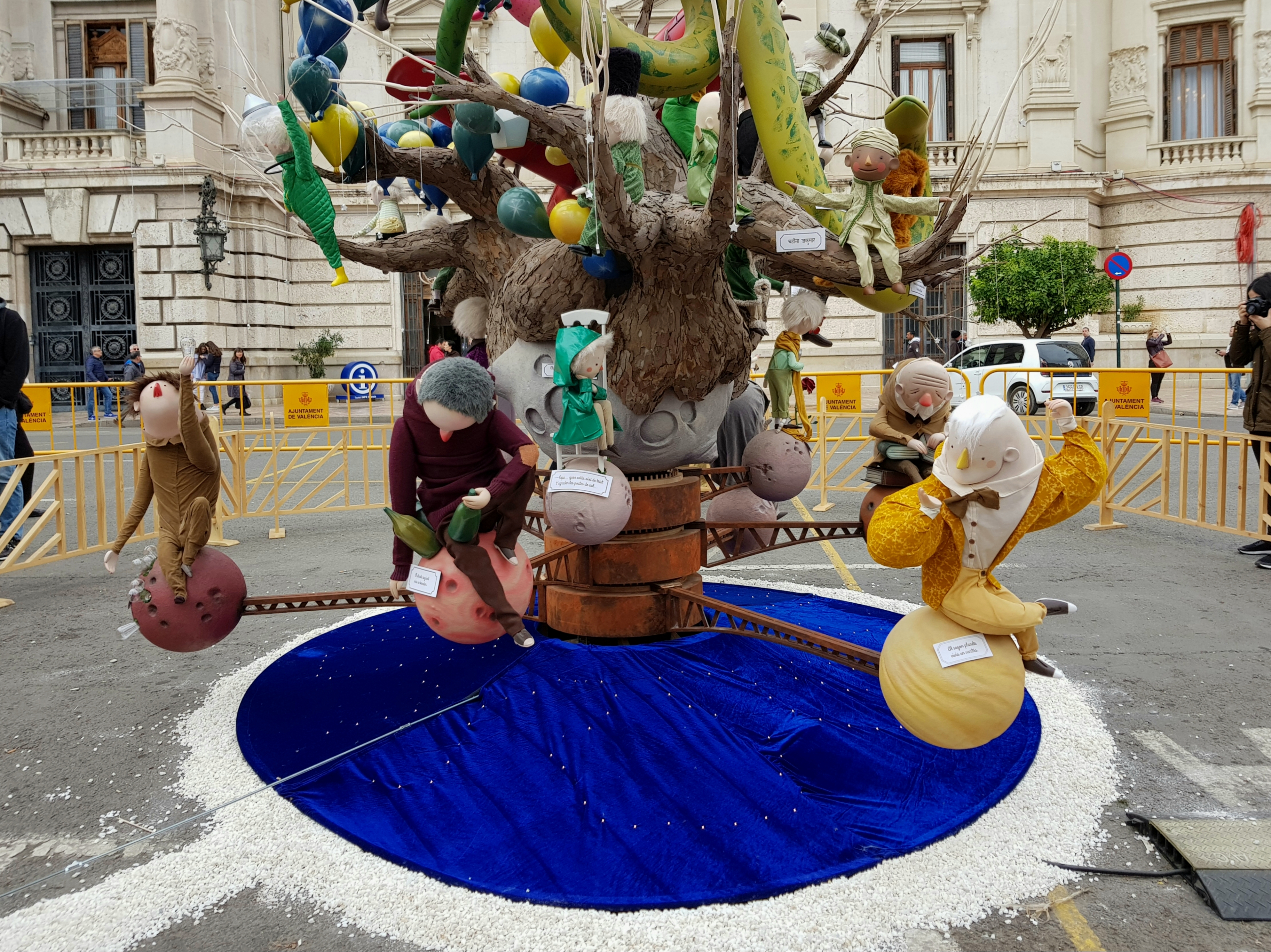
2018
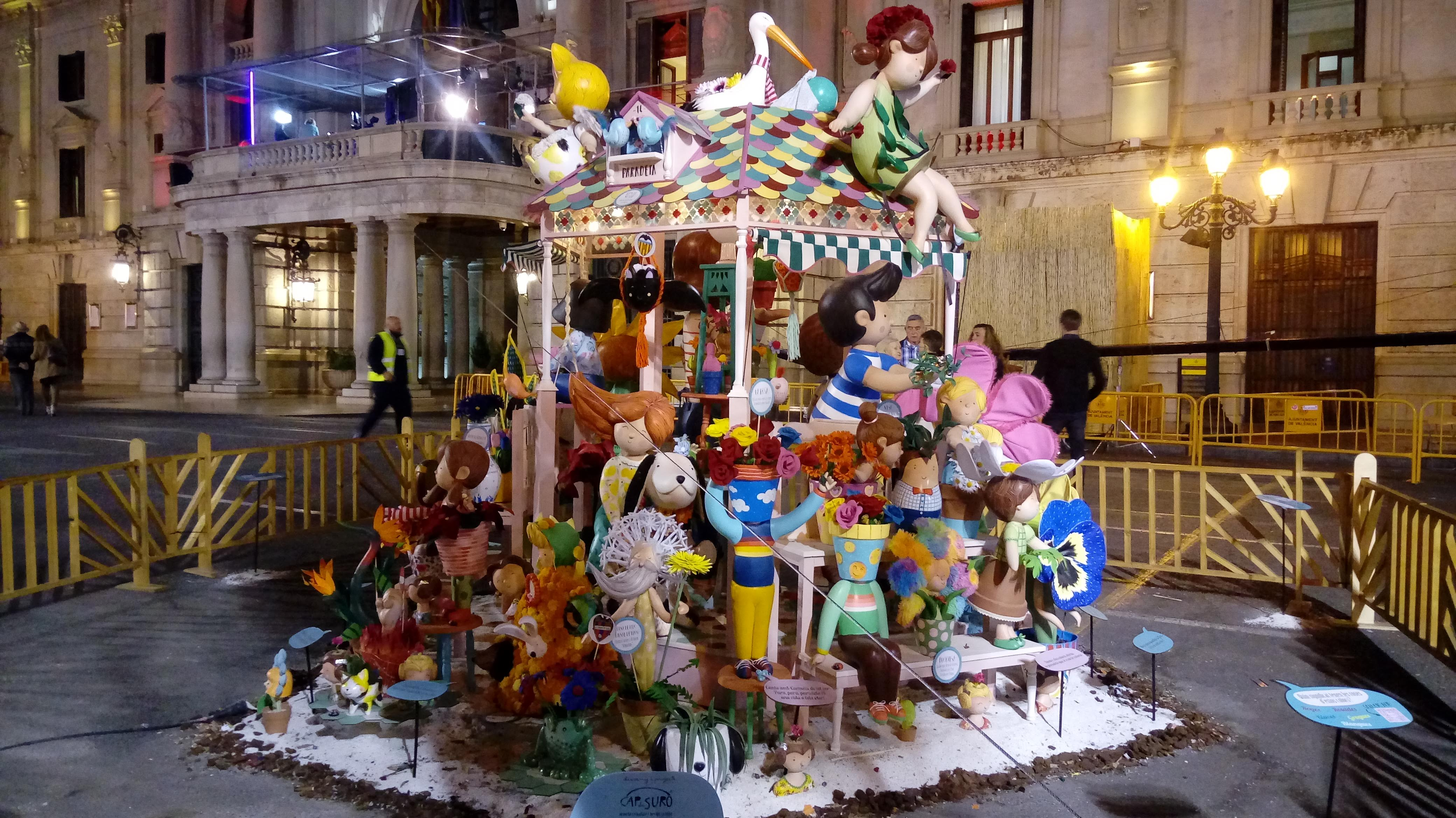
2019
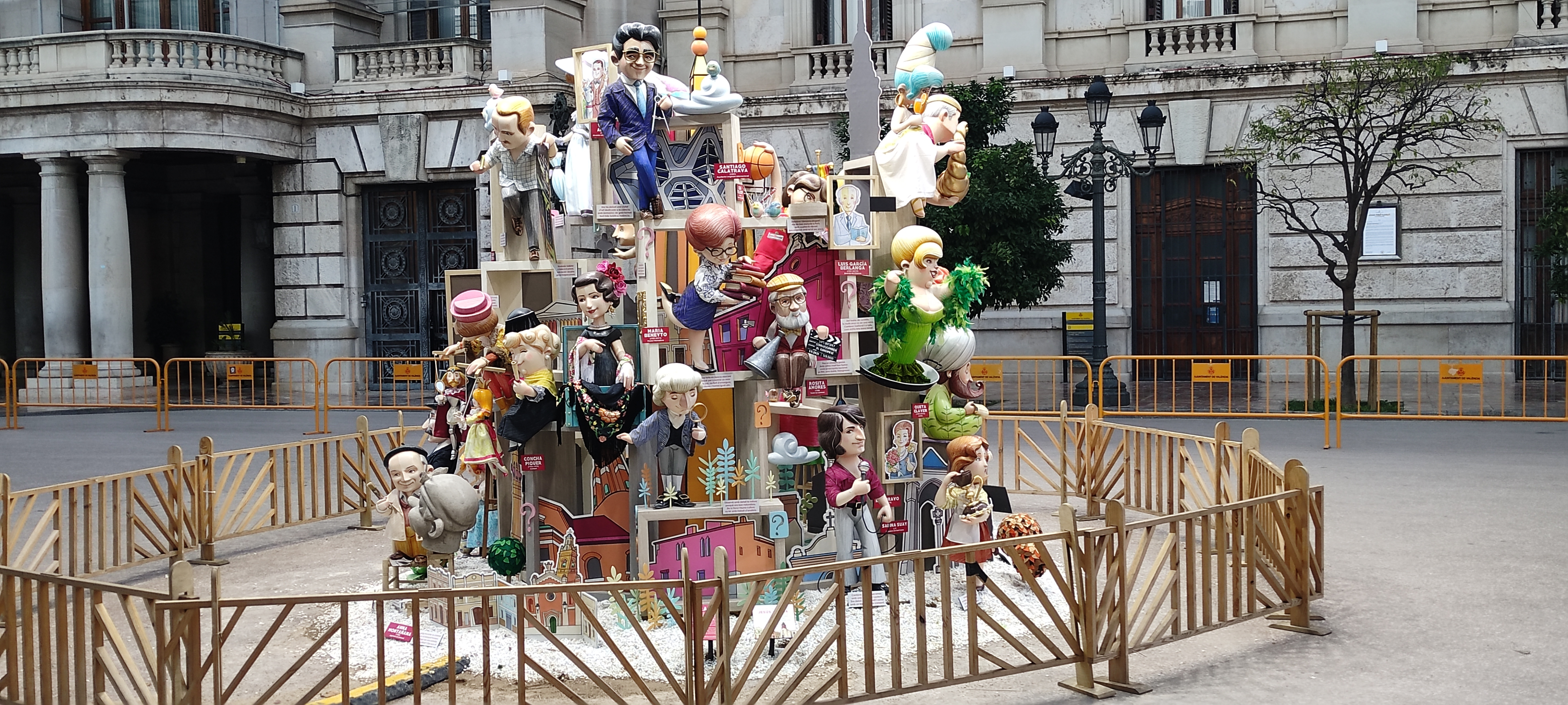
2020-21
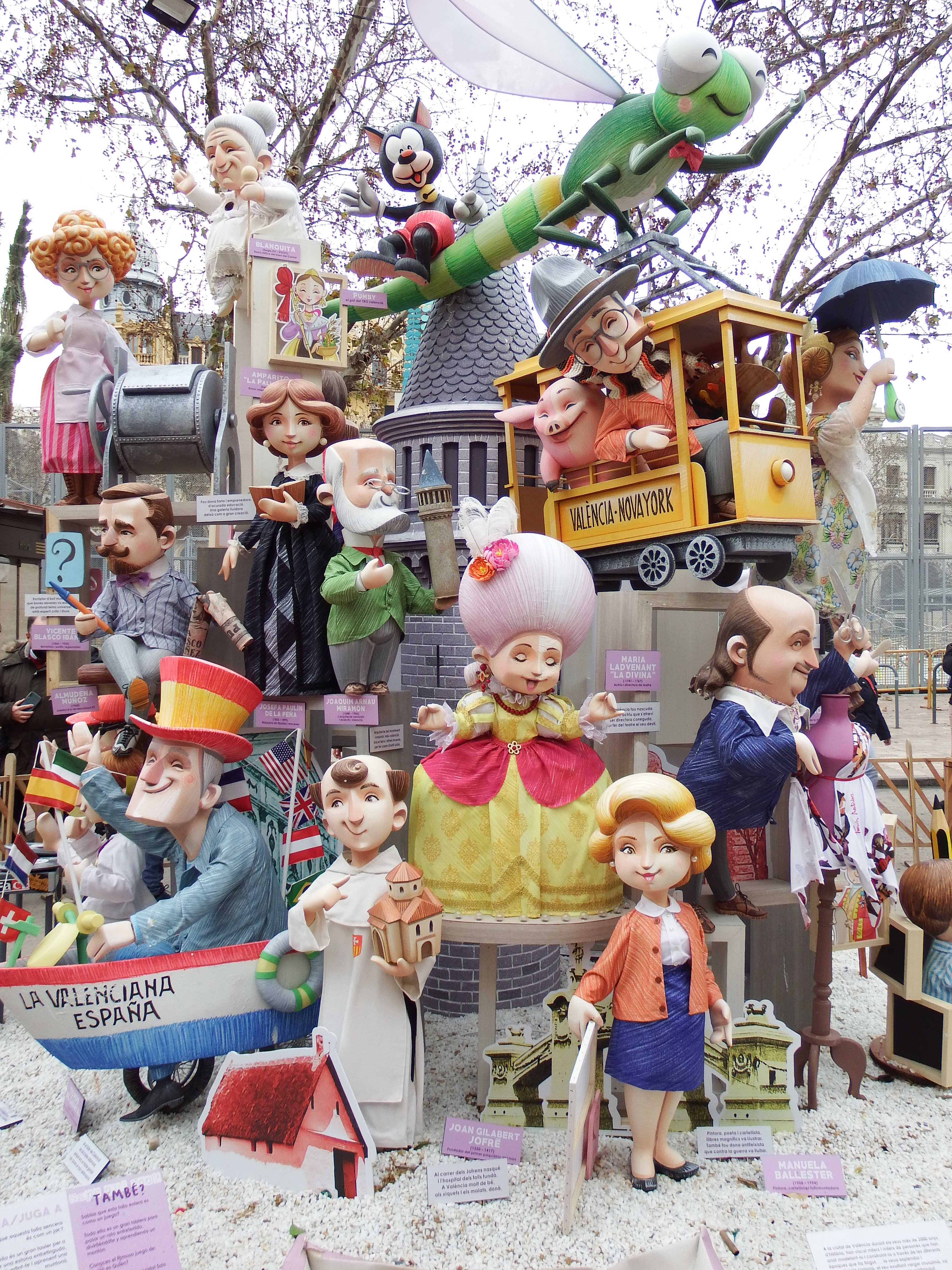
2022
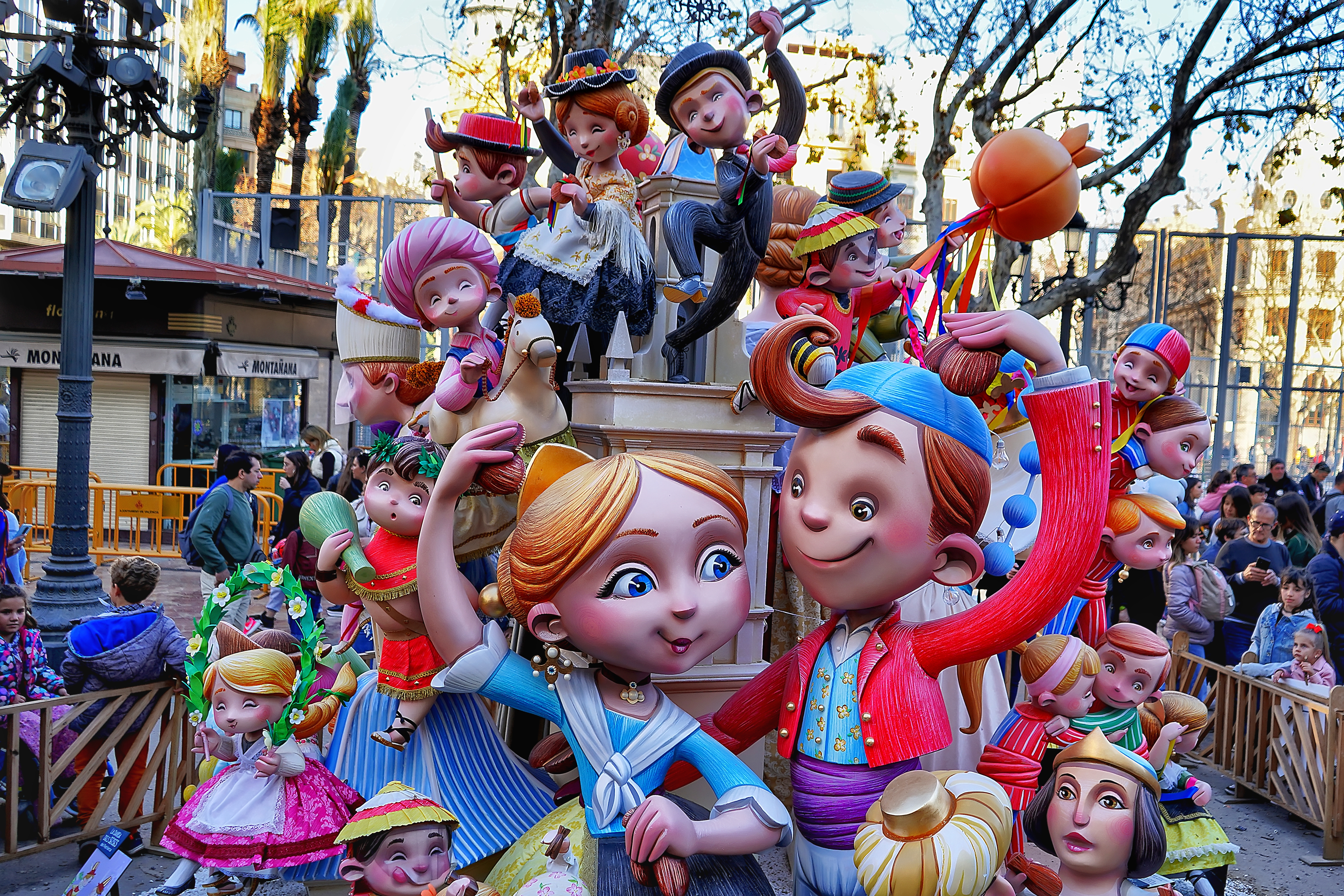
2023

### Artefactos pirotécnicos
Uno de los principales elementos de las fiestas falleras son los espectáculos pirotécnicos, ya que desde que la pólvora y pirotecnia llegara con los musulmanes, estas siempre han estado ligadas a las festividades del pueblo valenciano.

### Indumentaria tradicional

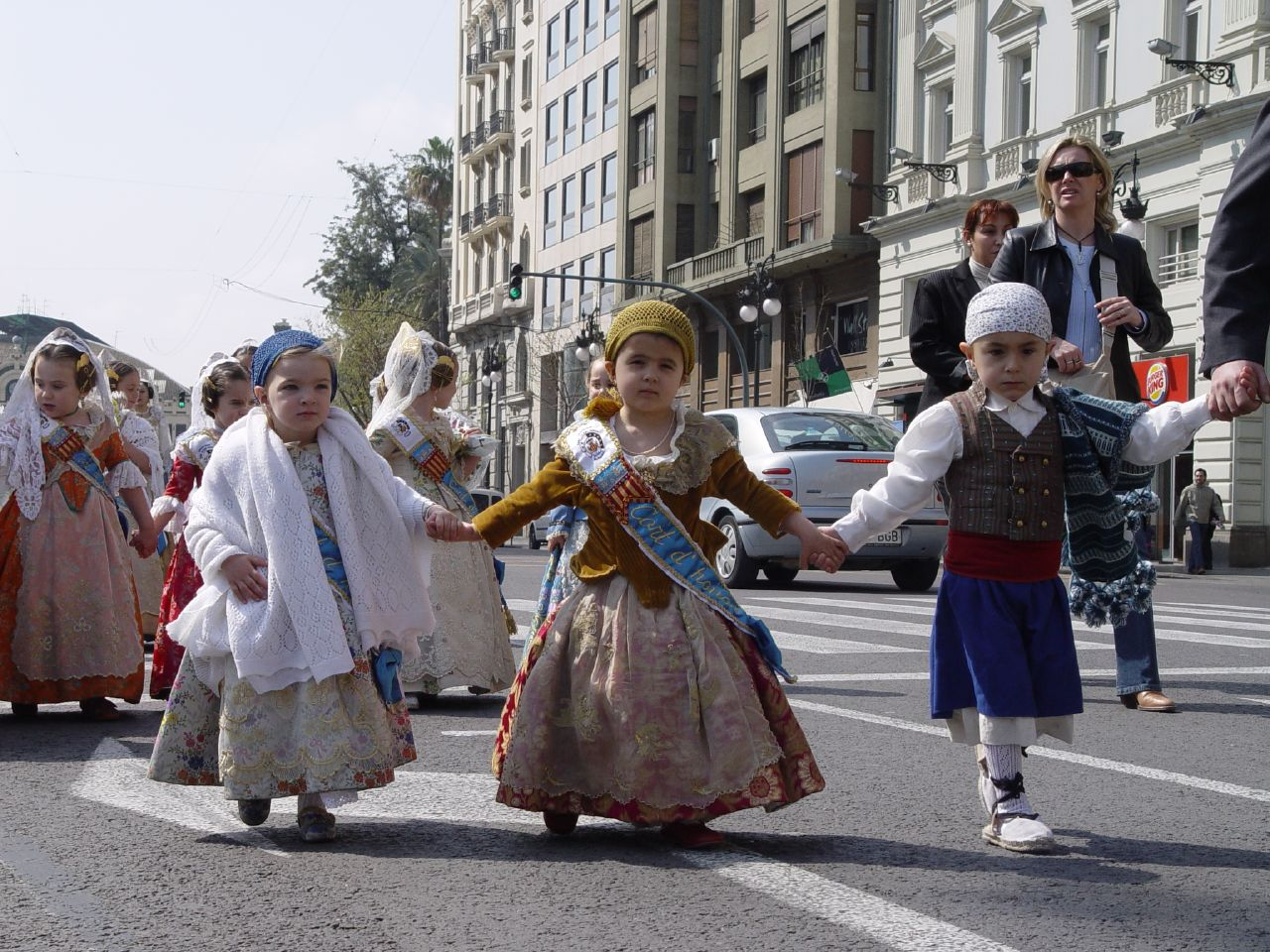
Niños con el traje tradicional valenciano

El traje tradicional de mujer valenciana, el mal denominado traje de fallera, pues en realidad ya se vestía antes de aparecer las fallas como fiesta, tiene una larga tradición en la historia. Apareció en el siglo XVI y empezó siendo un traje de trabajo de las labradoras valencianas, pero con el paso del tiempo se fue transformando, y derivó a una indumentaria más elegante que se usaba en ocasiones especiales. En definitiva, el traje que usan las falleras es el traje de fiesta que usaban las valencianas siglos atrás. Entre sus variantes encontramos el traje del siglo XVIII, más afrancesado; los de coteta, más cercanos a los de huertana; y el surgido en el siglo XIX, denominado de farolet por sus mangas con forma de farol. En el pelo, la mujer puede llevar un moño o tres. En la parte trasera de la cabeza se lleva uno más grande, mientras que en la sien se llevan dos más pequeños, los "rodetes". Los moños se cogen con agujas pasaderas y se adornan con las peinetas, la pinta para el moño trasero y los rascamonyos para los rodetes, inspirados en el vestuario de la Dama de Elche de hace más de 2500 años.
La vestimenta tradicional masculina puede ser de varios tipos. Uno es el traje de saragüell, el cual aparece bajo la denominación sarawil en textos musulmanes andalusíes del siglo X. Esta prenda consiste en un calzón ancho colocado directamente sobre el cuerpo y sobre el que se pueden superponer o no otras prendas. El tejido de esta vestimenta es el lienzo para los días de trabajo, y en los festivos se cubre con un segundo calzón de lana o seda, conocido como negrilla. Otra de las vestimentas masculinas tradicionales es el traje de torrentí, el cual se caracteriza por tener un pantalón más ceñido a la pierna y un 
chopetí, una especie de chaleco y/o chaquetilla. En la cabeza, el hombre suele llevar un mocador (pañuelo), una cofia o un casquete, estos últimos hechos de ganchillo, los cuales se complementan con diferentes gorros y sombreros, como la rodina, el cossiol o la montera.
Vestimenta aceptada por la JCF
- El fallero debe vestir:
  - Traje de torrentí.
  - Traje de saragüell.
  - El traje compuesto por pantalón largo rayado, camisa de seda o hilo, chaleco y faja, con zapatos y calcetines negros o alpargatas de labrador con calcetines bordados.
  - Está expresamente prohibido el uso de corbatas, flores y lazos de cualquier género.

- La fallera debe vestir:
  - El traje de gala de labradora valenciana, con tres moños, debiendo observar el mayor decoro en su vestimenta.
  - Traje del siglo XVIII, con uno o tres moños.
  - Traje de huertana con un moño.
  - No se permite el uso de cualquier pieza de vestir o de ornamentaciones que no sean las tradicionales y propias del traje. Únicamente se permite el uso de alpargatas de labradora si están forradas externamente con la misma tela del traje de fallera correspondiente.

Tanto para el fallero como para la fallera, el blusón nunca se considerará indumentaria tradicional valenciana y sólo se podrá utilizar en los actos estrictamente privados de cada falla, cuando así lo decida la propia Comisión.
Este año 2014, la indumentarista Amparo Fabra ha sido nominada para la VIII edición de los Premios Nacionales de la Artesanía que concede el Ministerio de Industria, Energía y Turismo a través de Fundesarte (Fundación Española para la Innovación de la Artesanía).

### Música
La música está intrínsecamente vinculada a las fallas, ya que es un elemento tan importante para la fiesta. Las comisiones falleras contratan para la fiesta a más de 300 bandas de música para acompañarlas a cualquiera de los actos falleros. Tradicionalmente, la música que acompaña a la fiesta son los pasodobles tradicionales y populares, como “Paquito el chocolatero”, “Amparito Roca”, “Valencia” y “El fallero”, aunque también se han introducido canciones más modernas y actuales. En estas fiestas no sólo se escuchan bandas sino que también hay grupos de música tradicional valenciana, formados por dulzainas y tamboriles. Por las noches también es importante la música, ya que se celebran las típicas verbenas con las orquestas y "discomóviles", las cuales salpican todos los barrios de la ciudad, y están abiertas a todo aquel que quiera disfrutarlas hasta el amanecer.

## Actos falleros
A pesar de múltiples y variados actos que se realizan por toda la ciudad, existen algunos que son fijos, fundamentalmente aquellos que organiza la Junta Central Fallera, aunque también son importantes muchos que realizan las propias comisiones falleras: 

#### La Crida

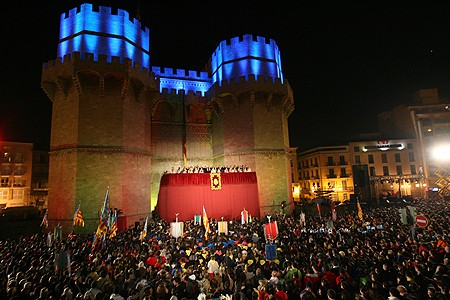
Crida 2015

La Crida, el pregón en castellano, se celebra el último domingo del mes de febrero y es el acto en el que la Fallera mayor de la ciudad, reúne en las puertas de la misma, las Torres de Serranos, a todas las comisiones falleras y realiza una llamada, a la iniciación de los festejos, a todos los valencianos y a todos los visitantes. En este acto el alcalde o alcaldesa de Valencia le entrega las llaves de la ciudad a la fallera mayor y dan por comenzadas las fallas.

#### La exposición del Ninot
Se trata de un acto fallero con muchos años de arraigo. En 1973, el alcalde de Valencia, Vicente López Rosat, acompañado de la fallera mayor, Encarnación Folgado, acudió a la Exposición del Ninot, que entonces se realizaba en la Lonja.
Son cerca de 800 ninots (muñeco, en castellano) los que se presentan en este museo fallero, abierto al público durante varias jornadas en la Ciudad de las Artes y las Ciencias. En este se presentan los ninots con la ilusión de poder ser indultados y librarse de la quema, sólo el mejor se salvará, y se le llamará Ninot indultado, tradición que se remonta a 1934. El resultado del veredicto depende de una votación popular.
Tras exponer el ninot más preciado de cada comisión fallera, los mismos falleros acuden a la Exposición del Ninot a recogerlo (los infantiles la tarde del 14 de marzo y los mayores la tarde del 15 de marzo), tras haber sufrido un testimonio del jurado popular. La ida al mismo suele ser en grupo, con música y fiesta en la calle. Animando la ciudad con múltiple ímpetu y alabando a la fallera mayor e infantil de cada falla.
La vuelta a la falla se realiza con el ninot a cuestas o con algún vehículo manufacturado por los mismos. Los casales más adinerados suelen presentar un ninot más voluminoso y se suelen agenciar facilidades para traerlo de vuelta.

#### Cabalgata del Ninot
La Cabalgata del Ninot se realiza un fin de semana próximo al inicio de la semana fallera en sí. En ella, diferentes comisiones de falla exponen, en su cabalgata, un tema social, político o deportivo normalmente de carácter local o regional. Las comparsas, figuras y carrozas de cada comisión satirizan o critican su tema, como si de una falla itinerante se tratara y con ninots humanizados.
Tras desfilar por el centro de la ciudad, un jurado nombrado a tal efecto premia a la mejor comisión fallera con diferentes premios como a la mejor figura, a la mejor composición final o la mejor comparsa.
Los niños también tenían su propia Cabalgata del Ninot Infantil, que seguía las mismas normas de realización que la de los mayores, pero desde el año 2012 se han unificado las dos cabalgatas en una única.

#### Cabalgata del Reino
La Cabalgata del Reino, actualmente denominada como Cabalgata Folclórica Internacional, se introdujo en 1967 en el calendario fallero. Consiste en un largo desfile en recorrido y duración que compendiará todo el folclore de las tres provincias valencianas, Alicante, Castellón y Valencia. Un acto más para acercar aún más a la calle una de las fiestas que más se viven de cerca.
Hasta el año 2012, se introdujo este desfile dentro del calendario festivo de la semana fallera. Solía ser el sábado anterior al 15 de marzo cuando se celebraba y se incluían otras regiones países. Esta cabalgata dejó de celebrarse en el año 2012.

#### La mascletá

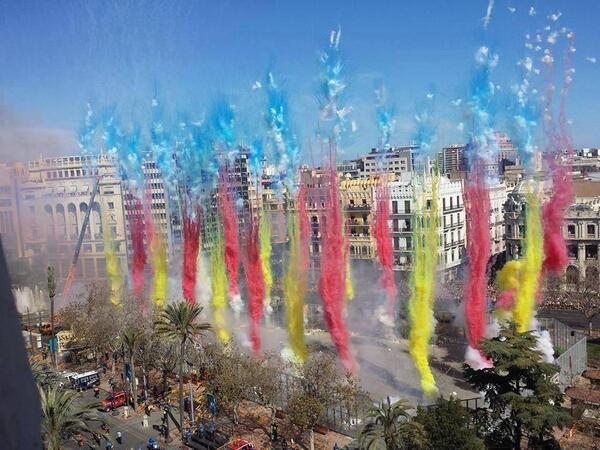
Mascletá en la plaza del Ayuntamiento

Este acto se realiza todos los días a las 14:00 horas, desde el 1 de marzo hasta el día 19. El nombre de mascletá proviene del de un tipo de petardo, el masclet. Es uno de los actos más valorados por los valencianos, aunque también es un acto que menos entienden los visitantes, ya que para entenderlas es necesario estar próximos al lugar donde explotan los productos pirotécnicos, ya que no es cuestión de ver, sino de sentir y oír, ya que producen sensaciones similares a la audición de un concierto, consiguiendo que el estruendo envuelva, y todo en cuestión de escasos minutos (6-7) y llegando a superar los 120 decibelios.
Básicamente se componen de material terrestre y de un principio y final aéreo. No obstante estas composiciones varían según el pirotécnico. Los petardos van unidos por mechas que están envueltas en papel para que éstas vayan más rápidas. Según la variación de las mechas, los cruces de varias filas, así como la distancia de los petardos, consiguen dar mayor o menor velocidad de disparo, la cual suele ser de máxima velocidad al final de la misma obteniendo el terremoto final. También se consiguen diferentes efectos de sonoridad y sensación haciendo que exploten en el suelo o atados a las cuerdas que sujetan las mechas.
Actualmente las mascletás que se disparan en la plaza del Ayuntamiento de Valencia, que tiene un presupuesto aproximado entre 6000 y 9000 euros, no obstante algunos pirotécnicos ponen de su parte para satisfacción del público. Los pirotécnicos que más público atraen son V. Caballer y R. Caballer.
Desde el 1 al 19 de marzo, se dispara diariamente a las 14:00. Una mascletá en la plaza del Ayuntamiento de Valencia, presidida por las Falleras Mayores y autoridades municipales además de numerosos invitados que se aglutinan en el conocido balcón del Ayuntamiento.

#### La Plantà
Los días 14 y 15 de marzo por la noche son los días de la plantà, el acto de erigir los monumentos falleros, más conocidos por el nombre genérico de fallas. El día 15 por la mañana, se realiza la de los monumentos de la categoría infantil y entre el 15 y la madrugada del 16 los monumentos grandes, siempre debiendo estar plantada a las 08:00 de la mañana del día 16, momento en que se presentará el jurado para calificarlas.

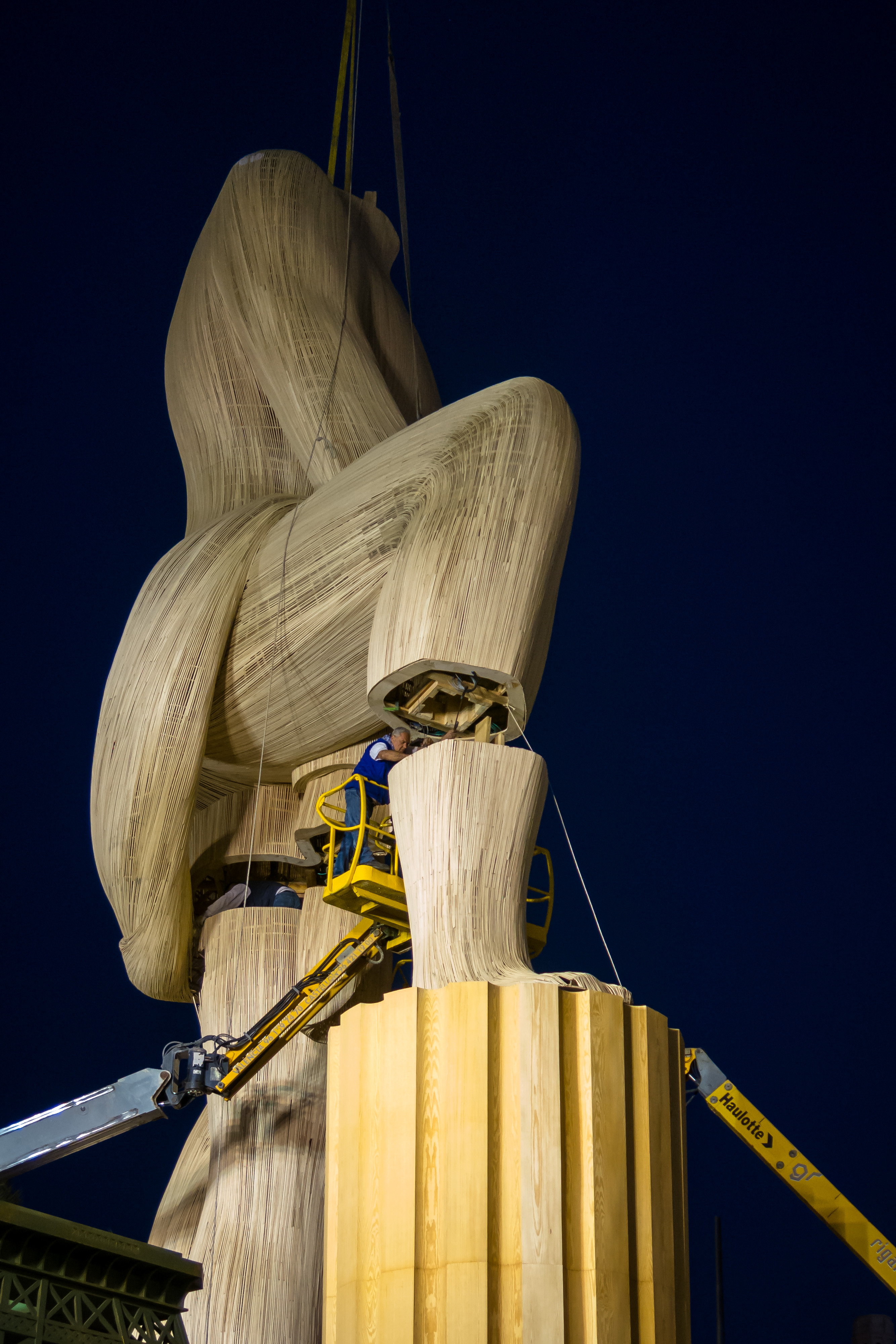
Montaje de la falla municipal

Tradicionalmente este acto se realizaba en un solo día; este hecho aumentaba la competitividad de las comisiones así como acrecentaba la emoción, ya que el monumento, de no estar totalmente acabado, era descalificado. Actualmente, en muchas localidades la fecha de la plantà varía, siendo desde el día 14 al 16, incluso en otras fechas, ya que sus semanas falleras no coinciden con las oficiales de Valencia.
El modo de elevar la parte principal del monumento, se realizaba por medio de una colla de personas pertenecientes a la falla. La cual se erigía de una vez, denominándose plantà al tombe. Actualmente algunas comisiones queriendo desmarcarse un poco de la competitividad están intentando retornar a sus orígenes realizando la plantà en su antigua modalidad.
Desde los años 90 y debido a la envergadura de los monumentos de la sección especial, la plantà de estos puede comenzar el 10 de marzo.

#### La despertà (La petardà)
Cada día con la despertà, los falleros despiertan al resto de vecinos tirando al suelo unos petardos conocidos como "tro de bac", los cuales explotan al golpear el suelo, o masclets (petardos de mecha de gran impacto). Las despertàs son criticadas por los vecinos ya que en Valencia solo es festivo el 19 de marzo y estos petardos causan molestias a los vecinos no falleros.

#### La recogida de premios
En este día todas las comisiones falleras acuden al lugar donde han sido citadas para recibir el premio que les ha sido otorgado. Estos cuelgan el premio otorgado en el recinto de su falla para que el resto de gente que no son falleros puedan verlos.

#### La Ofrenda

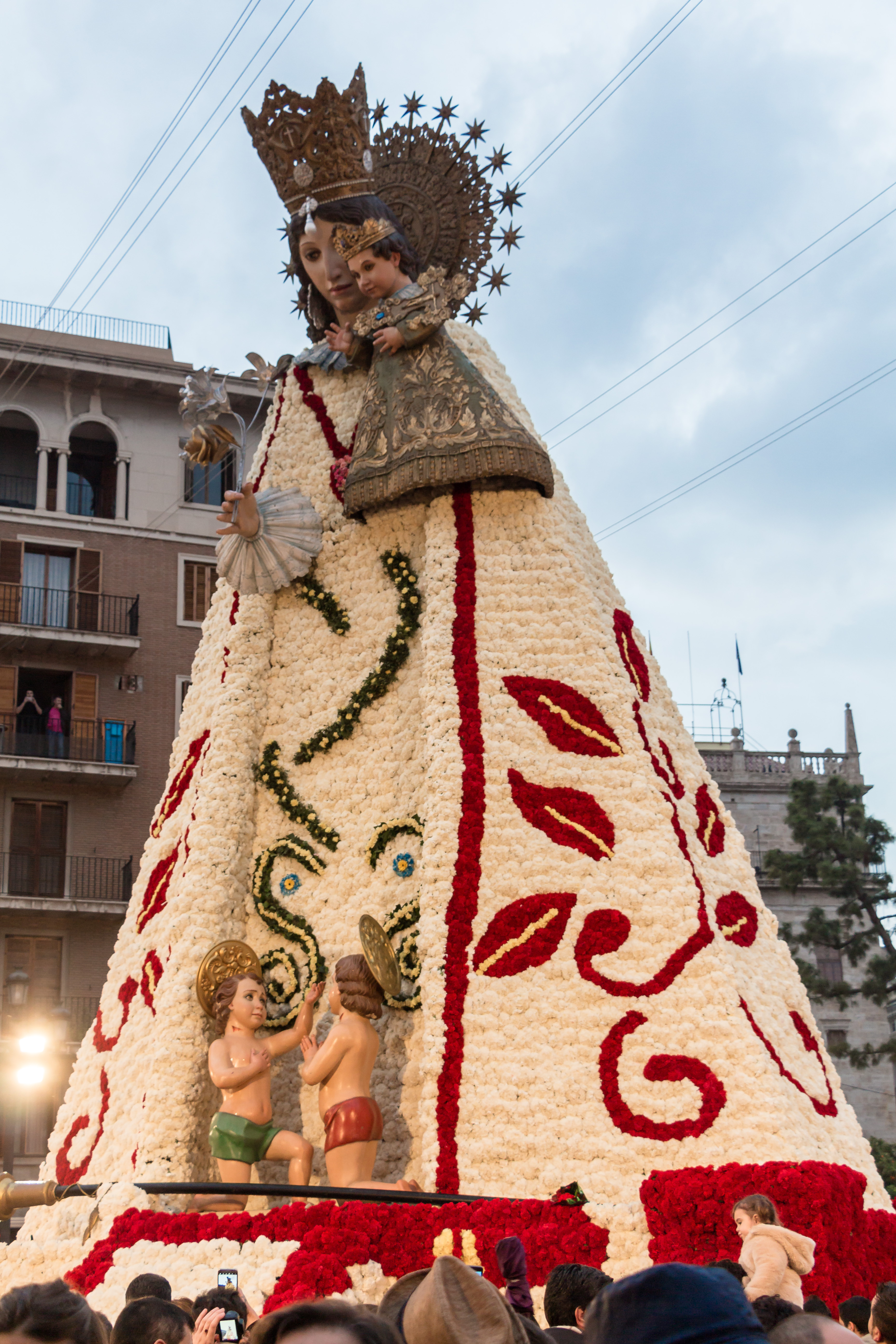
Manto de la virgen de los Desamparados tras la ofrenda de 2016.

La ofrenda a la virgen de los Desamparados, o, conocida cariñosamente como "La Geperudeta" (La Jorobadita, en castellano), patrona de la ciudad de Valencia y de la Comunidad Valenciana. La ofrenda se realiza a lo largo de la tarde y comienzo de la noche de los días 17 y 18 de marzo. En un principio se realizaba únicamente durante el día 18, pero debido al gran número de comisiones falleras se amplió a dos días, adelantándose ésta al día anterior. En ella, cada fallera ofrece un ramo de flores con el que se confecciona un espectacular tapiz de flores a modo de manto que cubre el cuerpo de la virgen, cuya estructura de madera permite ir entrelazando los ramos para formar impresionantes diseños. Esto, sumado a los 14 metros de altura de la virgen, dotan a la ofrenda de una gran vistosidad. El manto se desmonta 3-4 días después del 19 de marzo.
La fallera mayor de Valencia después de haber presidido la ofrenda de flores clausurará el acto siendo la última en desfilar ante la virgen.
Para observar la "Ofrenda" tal como ahora la conocemos, debemos remontarnos a mediados de siglo, se comenta que fue una Fallera Mayor de la Falla Periodista Azzati, la que decidió llevar un ramo a la virgen, el año siguiente la comisión decidió volver a hacerlo y en años posteriores unas pocas comisiones falleras, por voluntad propia, entraron a la Basílica para ofrecer flores a la imagen de la Patrona[cita requerida]. Año tras año, al acto se añadieron más comisiones y más falleros y falleras que desfilaban ante la virgen, llegando hoy en día a una cifra superior de 100 000 personas, repartidos en dos días, de más de 20 horas de ofrenda en total. No es de extrañar que este acto sea uno de los más esperados y, su resultado (el gran manto de la virgen confeccionado en flor) uno de los más visitados durante y después de las fiestas. 
Debido a que las Fallas están relativamente cerca de la Pascua, el arzobispo de Valencia expresó su queja ya que eran días de demasiada fiesta para las fechas que se acercaban. Dado este hecho, decidieron hacer un acto religioso para poner un toque de seriedad y de calma a las fiestas.

#### Castillos de fuegos artificiales

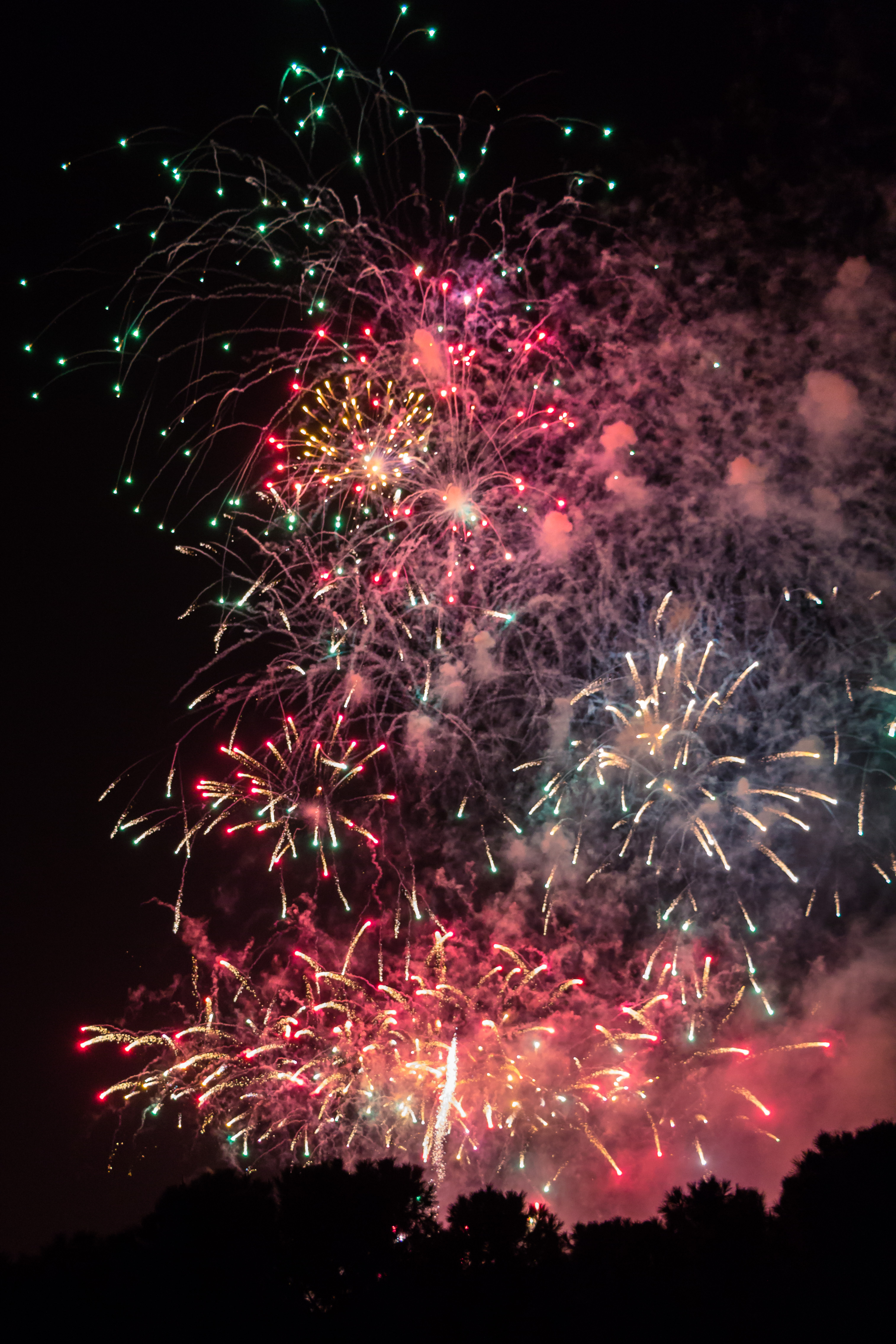
Castillo de fuegos artificiales de la Noche del Fuego de 2017.

Durante las fiestas falleras, del 15 al 19 de marzo, el Ayuntamiento programa un Castillo de Fuegos artificiales cada noche, que se dispara, dependiendo del día, entre las 00:00 y la 1:30 en la zona de la Alameda junto al antiguo cauce del río Turia.
El más importante y espectacular de los castillos es el conocido como Noche del Fuego que se dispara la noche del 18 al 19 de marzo, y durante más de 20 minutos, miles de kilogramos de pólvora (2450 kg, año 2015) iluminan el cielo de Valencia, llegando a congregarse más de un millón de personas para presenciarlo.
La Ficà
"La Ficà: Celebrando Nuestra Tradición" es un evento de Fallas único que marca la inauguración del casal de una nueva comisión fallera. Con una ceremonia llena de música, baile y fuegos artificiales, los falleros y la comunidad se reúnen para dar la bienvenida al nuevo espacio que será el corazón de la celebración fallera durante todo el año. La Ficà se convierte en una oportunidad para fortalecer lazos entre vecinos y compartir la emoción de prepararse para las festividades falleras venideras.

#### La Cabalgata del Fuego
La Cabalgata del Fuego es una cabalgata que anuncia la llegada del fuego que quemará las fallas. Antiguamente era el acto en que, tras retirar los ninots de la falla, se llevaban en cabalgata hasta el Museo Fallero. De reciente instauración (2005), es una propuesta de la delegación de Promoción Exterior de Junta Central Fallera y de la Asociación de Estudios Falleros (ADEF) para recuperar la tradición festiva valenciana, que data de los años treinta del siglo XX, y que rescata la costumbre de que las comparsas de diablos y carrozas del dios Plutón enciendan las Fallas. Por ello se realiza el día 19 de marzo por la tarde, a partir de las 19.00, a lo largo de la calle Colón y hasta la Porta de la Mar, como preludio a la Cremà de las fallas. En ella participan collas de diablos de toda la Comunidad Valenciana, constituyendo un auténtico y espectacular Correfuegos en el mismo centro histórico de Valencia.

#### La Noche de la Cremá

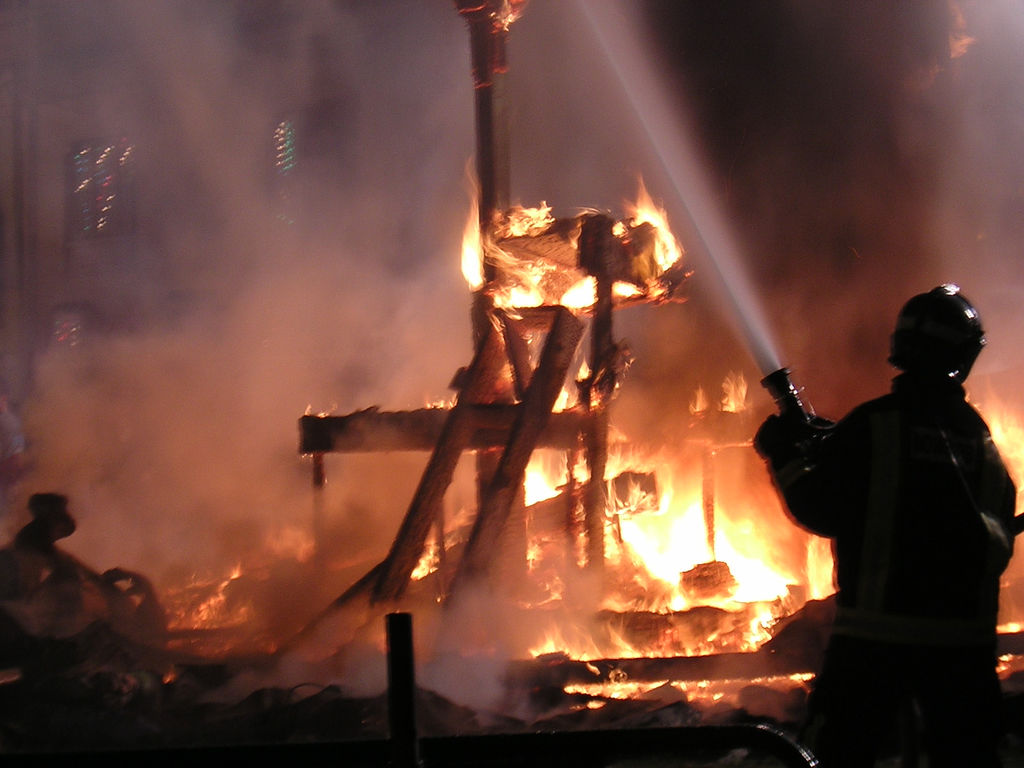
Falla durante la cremà

La cremà es el acto de clausura de las fiestas. Consiste en la quema de los monumentos falleros plantados en las calles de Valencia y en sus localidades el día 19 de marzo. El acto viene precedido por un castillo de fuegos artificiales, encendido por la Fallera Mayor y el presidente de la Comisión. En primer lugar, en torno a las 22:00, se procede a la quema del monumento infantil a excepción de la falla ganadora del primer premio de la sección especial, que se quema a las 22:30. A las 23:00 se quema el monumento infantil municipal. Posteriormente a las 00:00 de la noche se queman los monumentos grandes y a las 00:30 se procede a la quema del primer premio de la Sección Especial de esta categoría. Por último, a la una de la madrugada se quema el monumento fallero de la plaza del Ayuntamiento que está fuera de concurso, ya que es la oficial del Ayuntamiento.

## Galardones
Las fallas se clasifican por sección, siendo la Sección Especial, la más importante de todas, ya que agrupa a las comisiones falleras que plantan las Fallas de mayor presupuesto de la ciudad, y que compiten por el premio a la mejor falla, motivo por el que se suele considerar como la primera división en el mundo de las fallas. El número de monumentos plantados en la ciudad es de casi 400. En el año 2011 había un total de 13 fallas en esta Sección Especial, aunque actualmente el número es de 9 fallas en dicha categoría. Esta sección se creó por primera vez en 1942 y en aquel año sólo tres comisiones tomaron parte en la categoría, las de Barcas, Reina-Paz y plaza del Mercado. Actualmente la falla que ha obtenido el mayor número de veces el Primer Premio, es la comisión de la Falla Convento Jerusalén-Matemático Marzal (18). El resto de las comisiones de Valencia compiten en categorías inferiores a esta, que van desde la Sección Primera A, Primera B hasta la Séptima C, la más baja de todas las secciones. Actualmente las fallas de la sección Especial son estas 9:
- Na Jordana
- Convento Jerusalén-Matemático Marzal
- Almirante Cadarso-Conde Altea
- Exposición-Micer Mascó
- Cuba-Literato Azorín
- Plaza del Pilar
- Sueca-Literato Azorín
- Reino de Valencia-Duque de Calabria
- L’Antiga de Campanar

Todo esto en cuanto a los monumentos grandes, ya que a su vez, los monumentos infantiles luchan por el premio a la mejor falla infantil. Estos monumentos también están clasificados en diferentes categorías o secciones, destacando también en este caso la sección Especial. Una de las actividades más importantes es realizar un recorrido por las fallas de sección Especial. Cada año el ayuntamiento dispone de unos autobuses y unos medios para visitarlas lo mejor posible. 

### Premios a las fallas
Cada una de las secciones en las que quedan divididos todos los monumentos que se plantan en la ciudad de Valencia optan a lograr el primer premio de la sección en la que compiten. Pero al margen de este premio a la totalidad de la Falla también se otorgan otros premios como el premio de ingenio y gracia que no tiene por qué coincidir con el de mejor monumento de la sección.
Las Fallas (infantil y mayor) que planta el Ayuntamiento de Valencia en la plaza del Ayuntamiento son las únicas que no compiten por ningún galardón, ya que participan fuera de concurso de la fiesta fallera y, por motivos decisivos en la comisión, la falla de Arrancapins, tampoco.

Primeros premios de sección especial
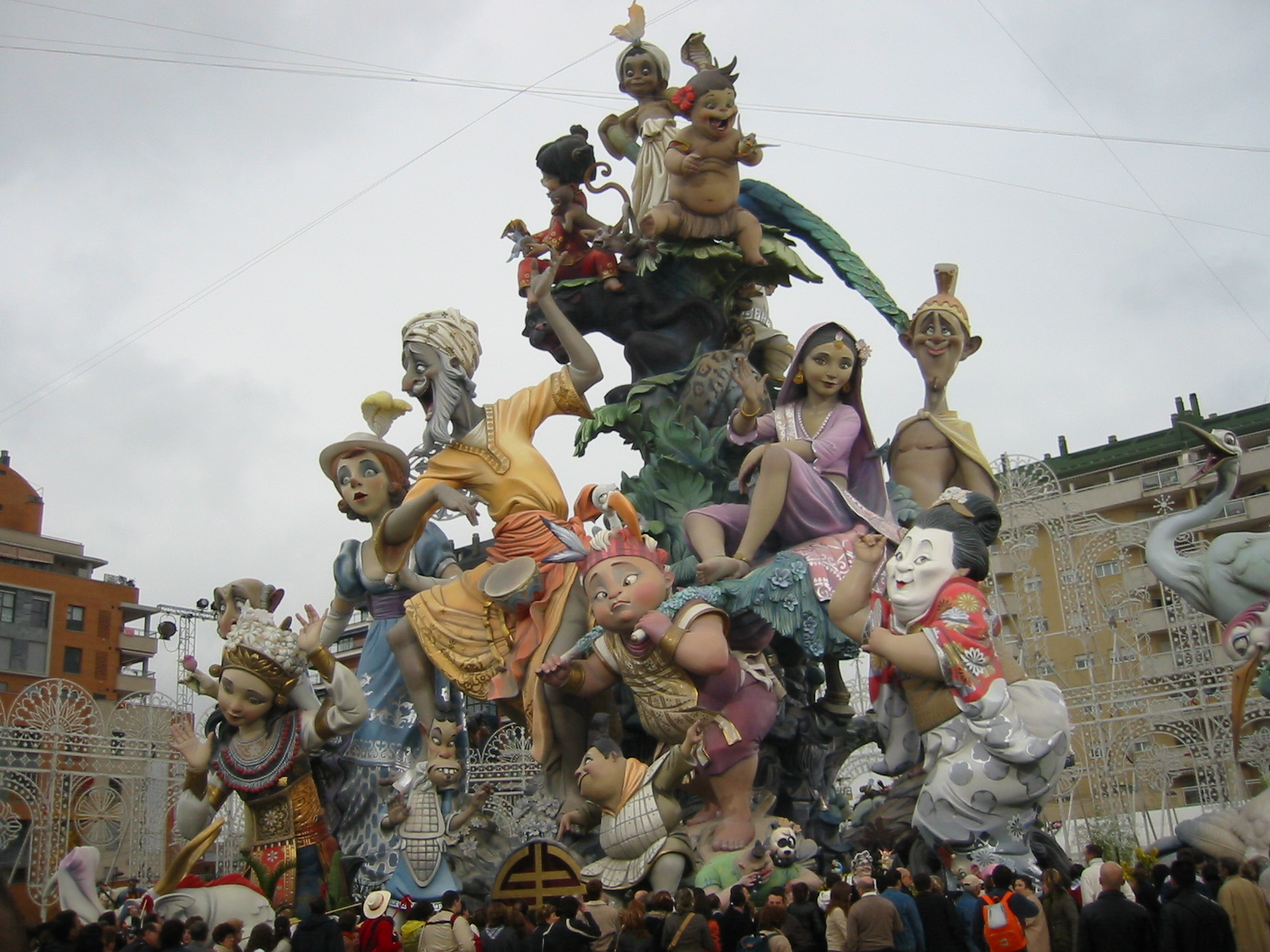
2006: Nou Campanar
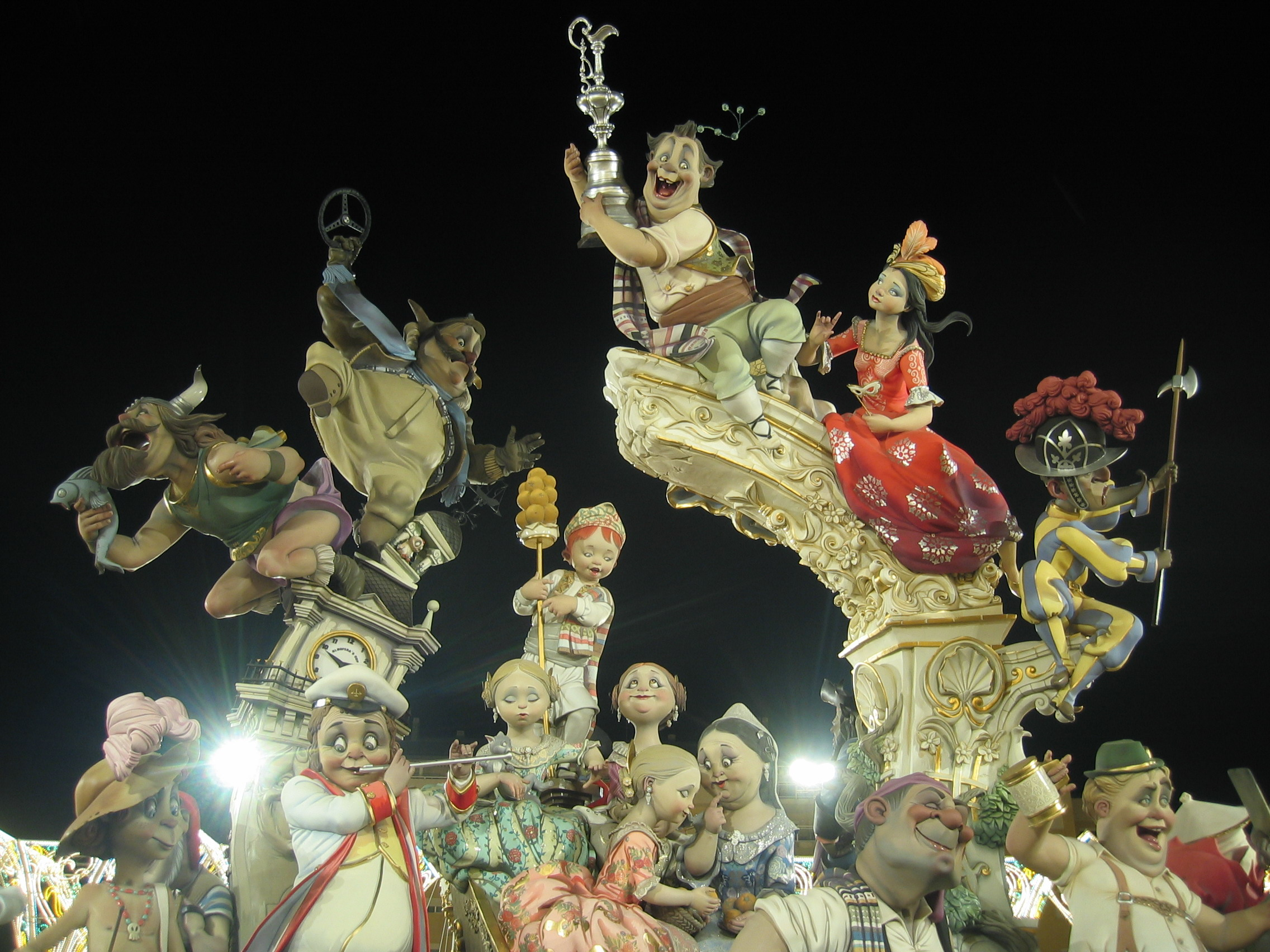
2007: Nou Campanar
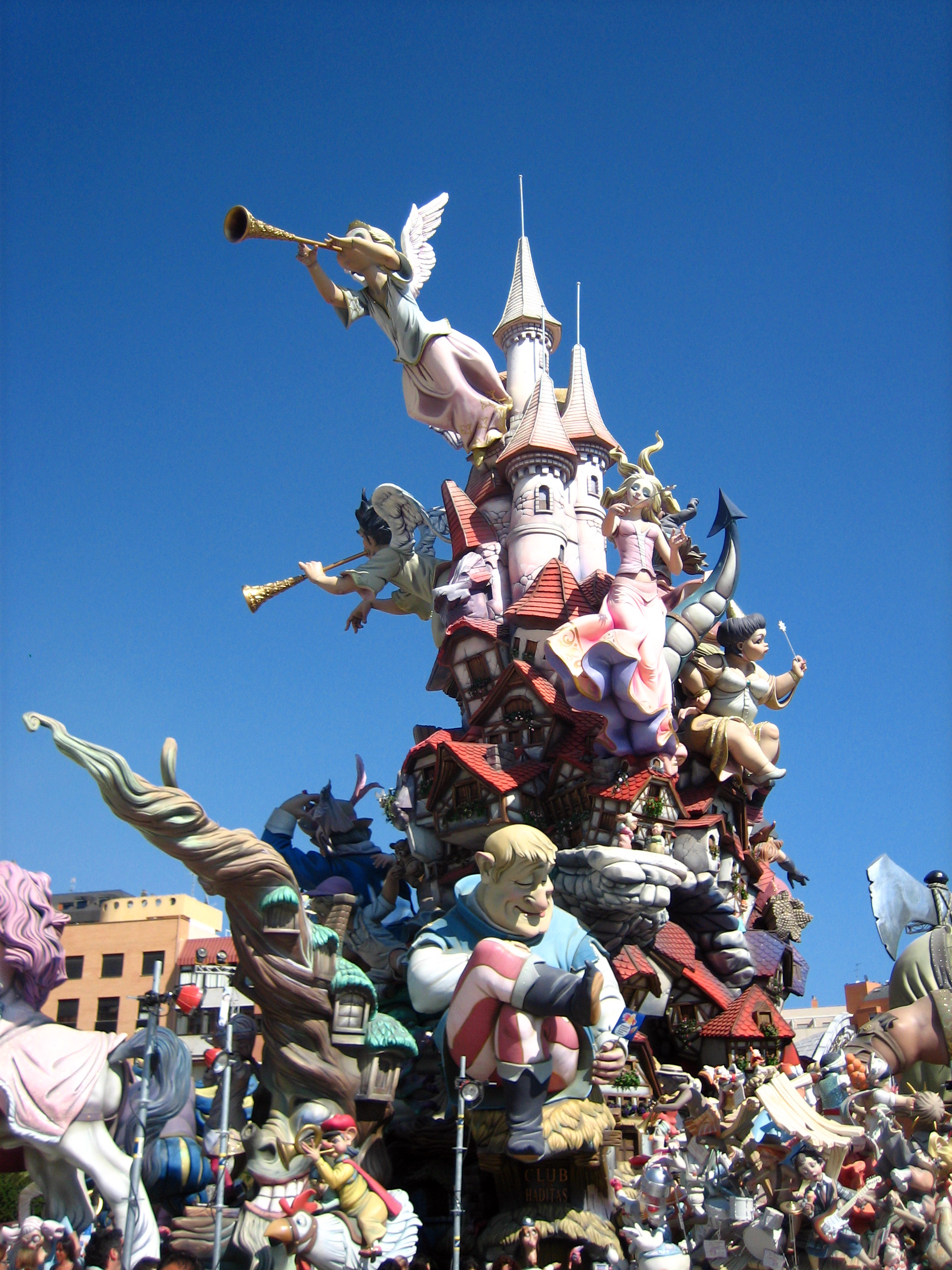
2008: Nou Campanar
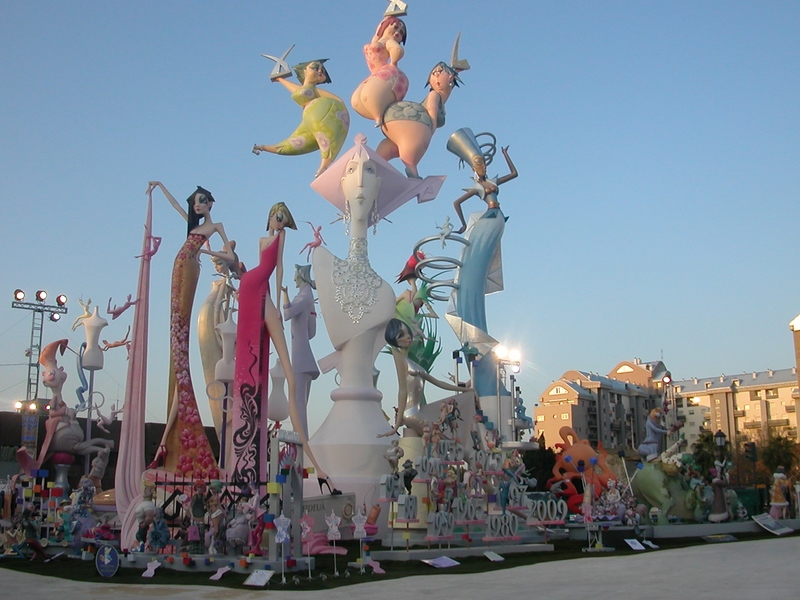
2009: Nou Campanar
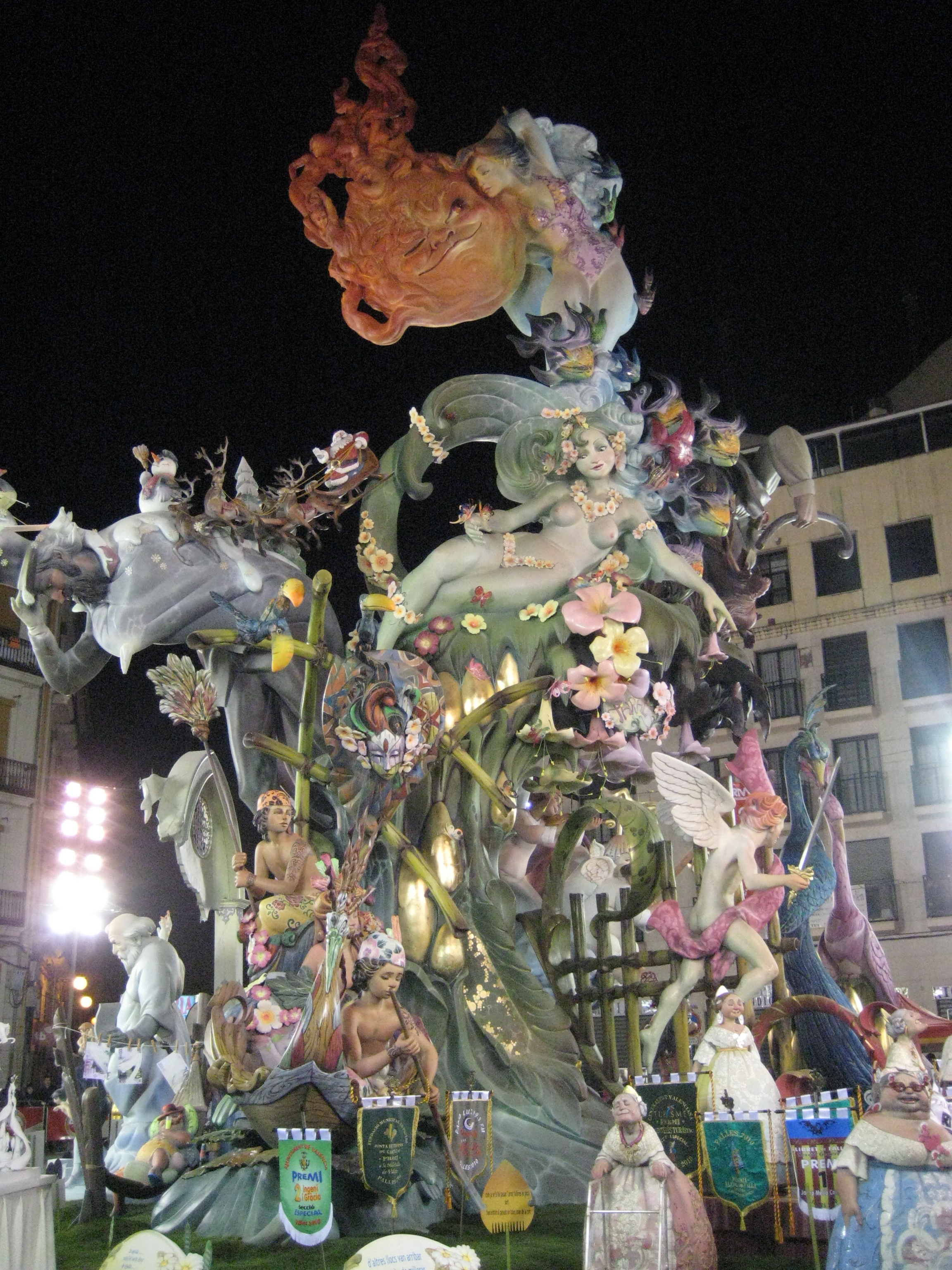
2010: Convent Jerusalem-Matemàtic Marzal
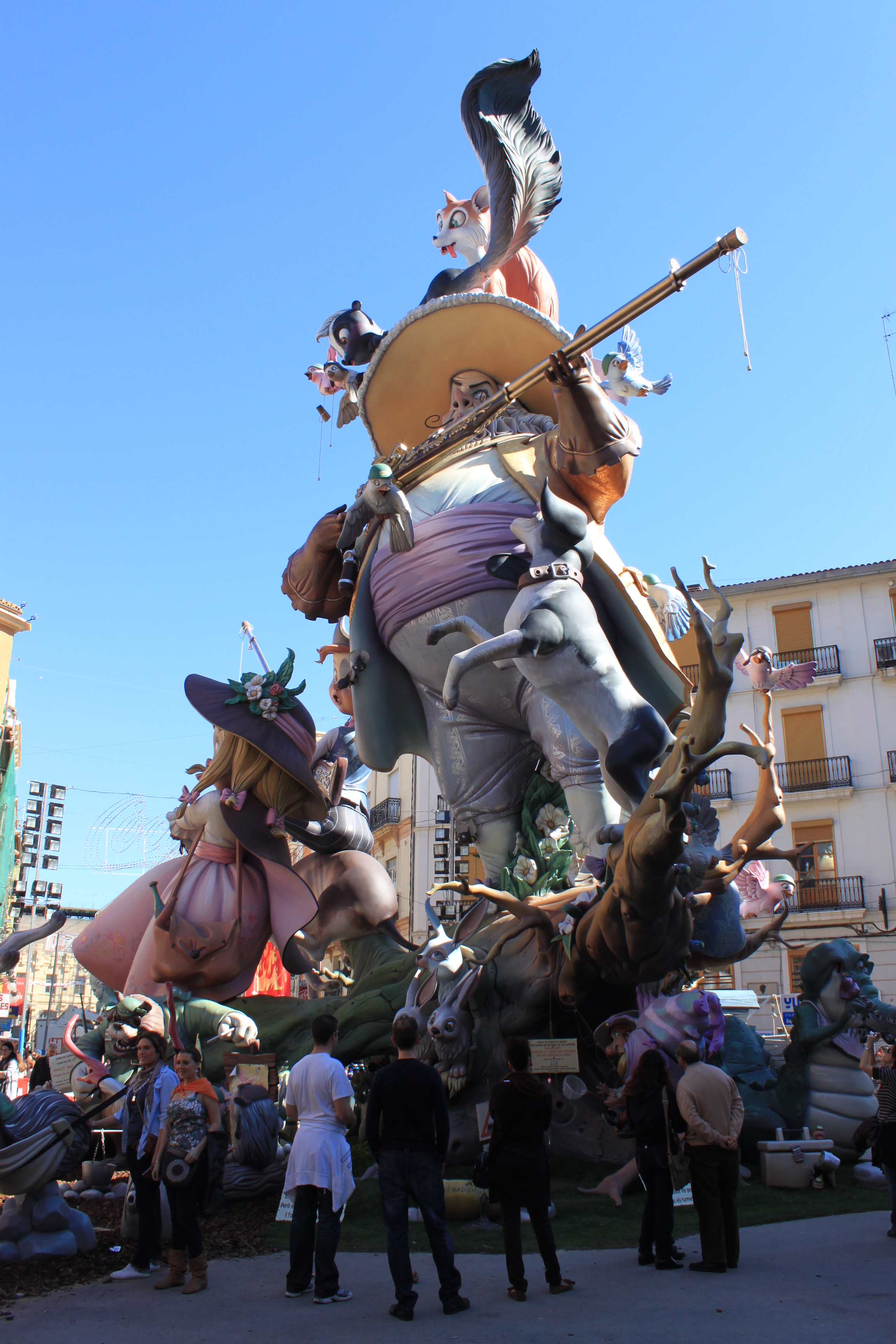
2011: Convent Jerusalem-Matemàtic Marzal
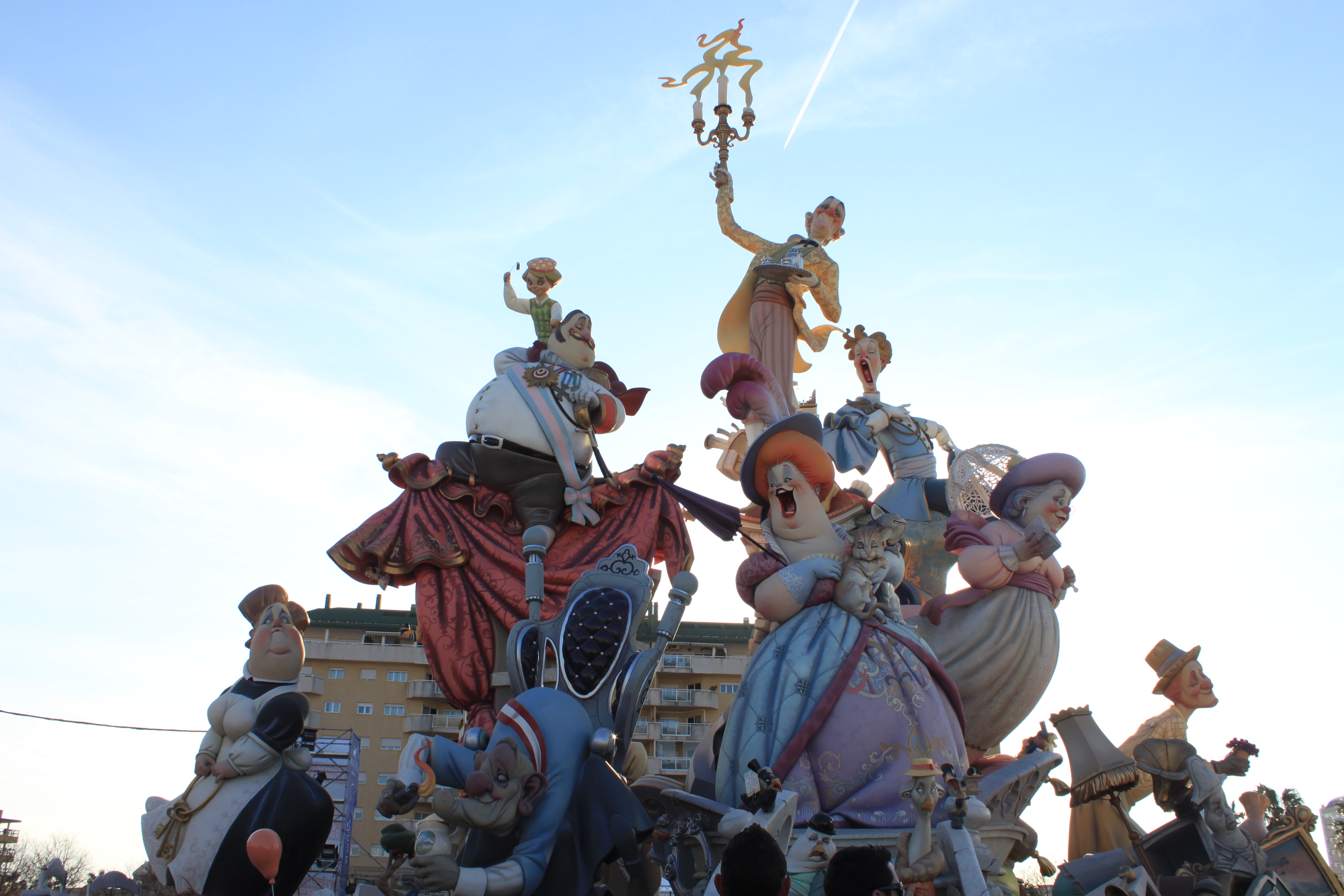
2012: Nou Campanar
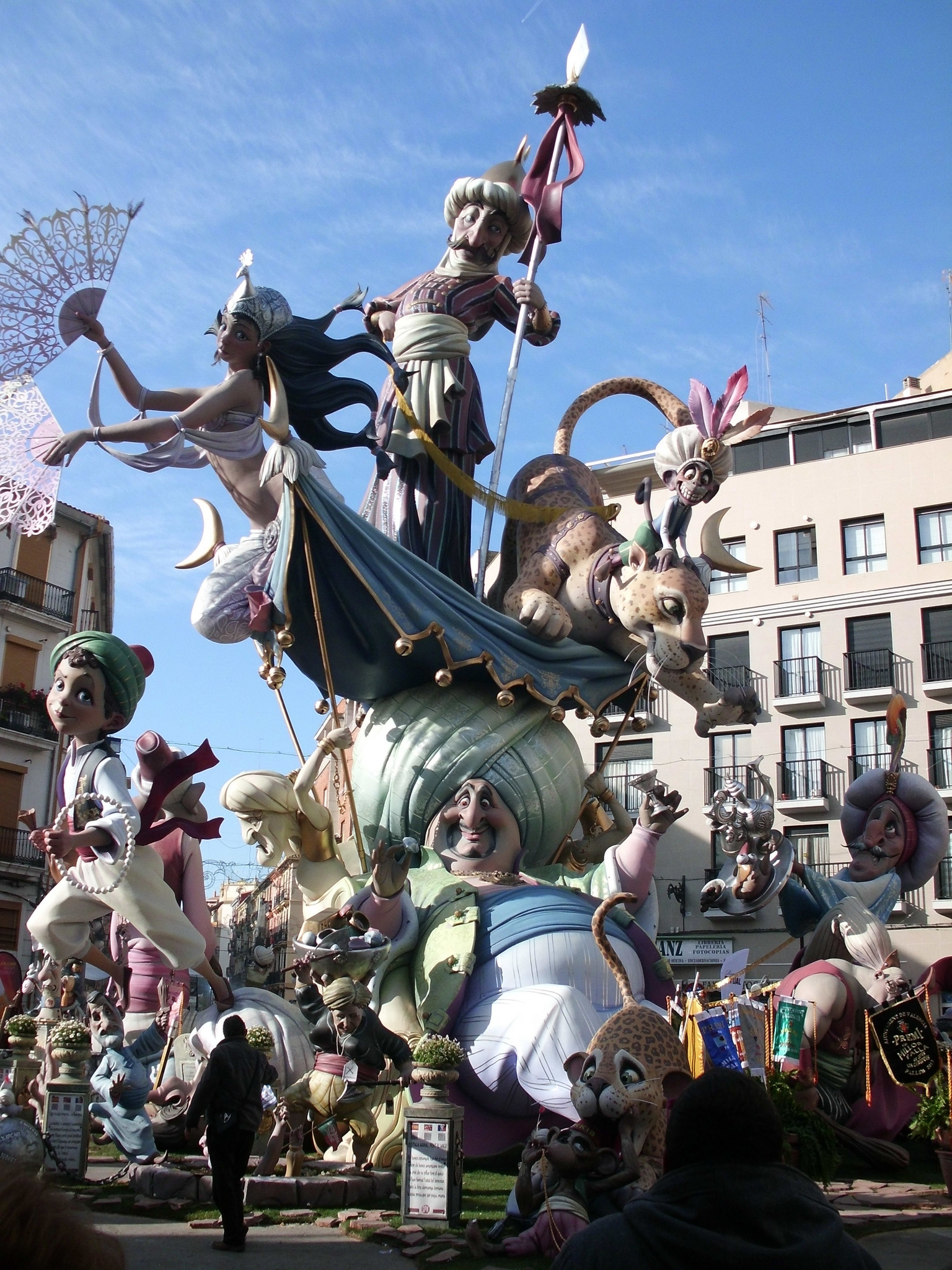
2013: Convent Jerusalem-Matemàtic Marzal
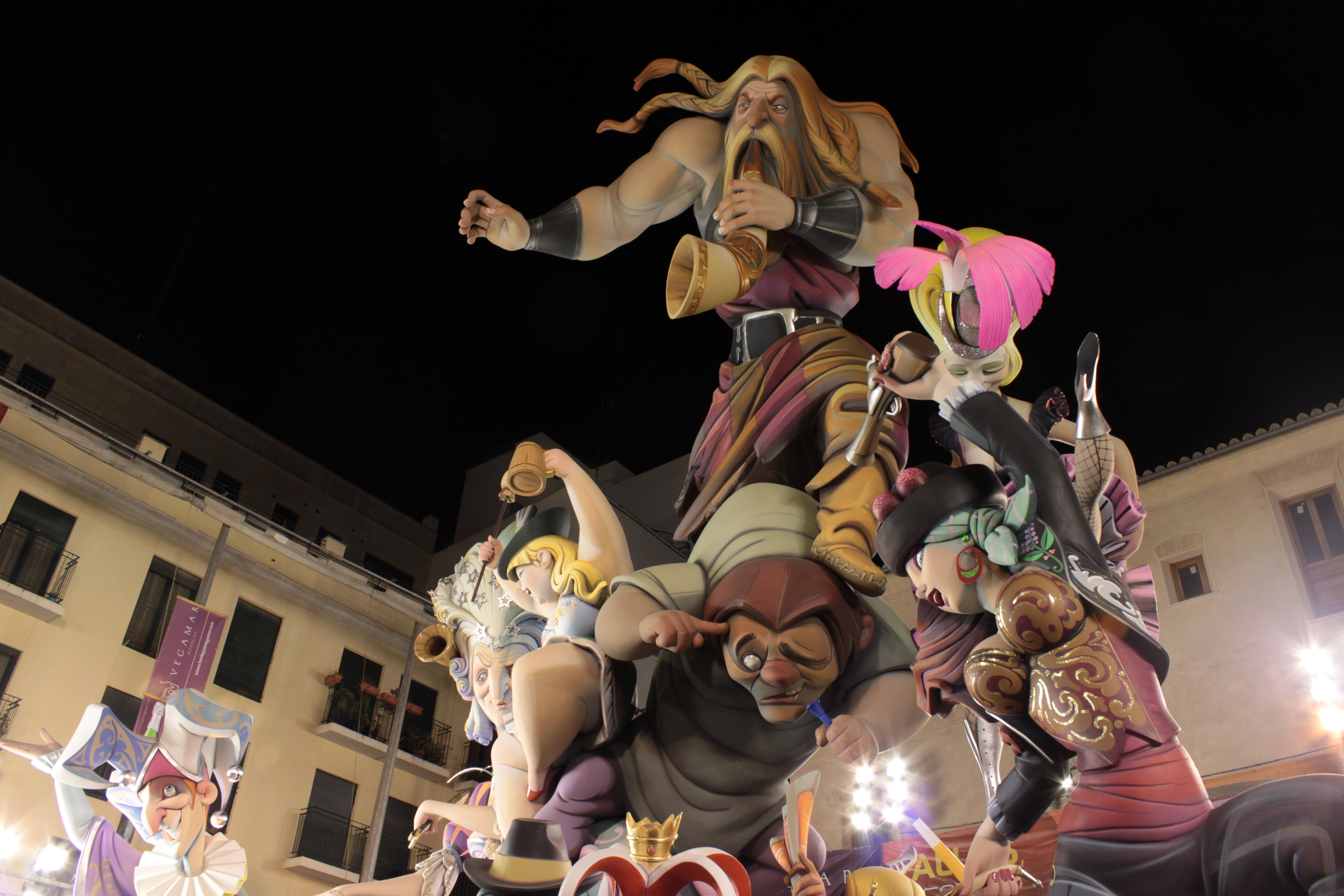
2014: Plaza del Pilar.
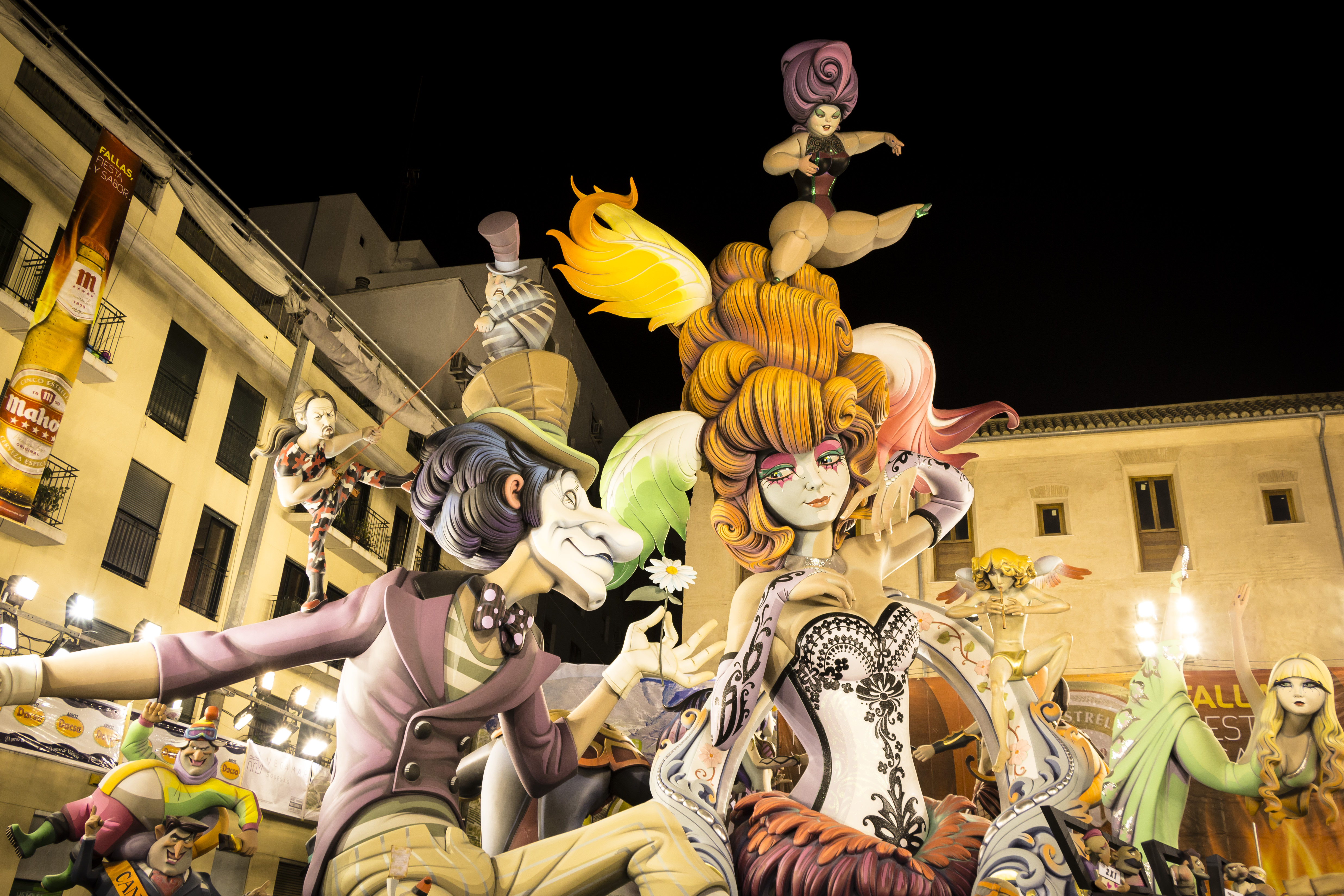
2015: Plaza del Pilar
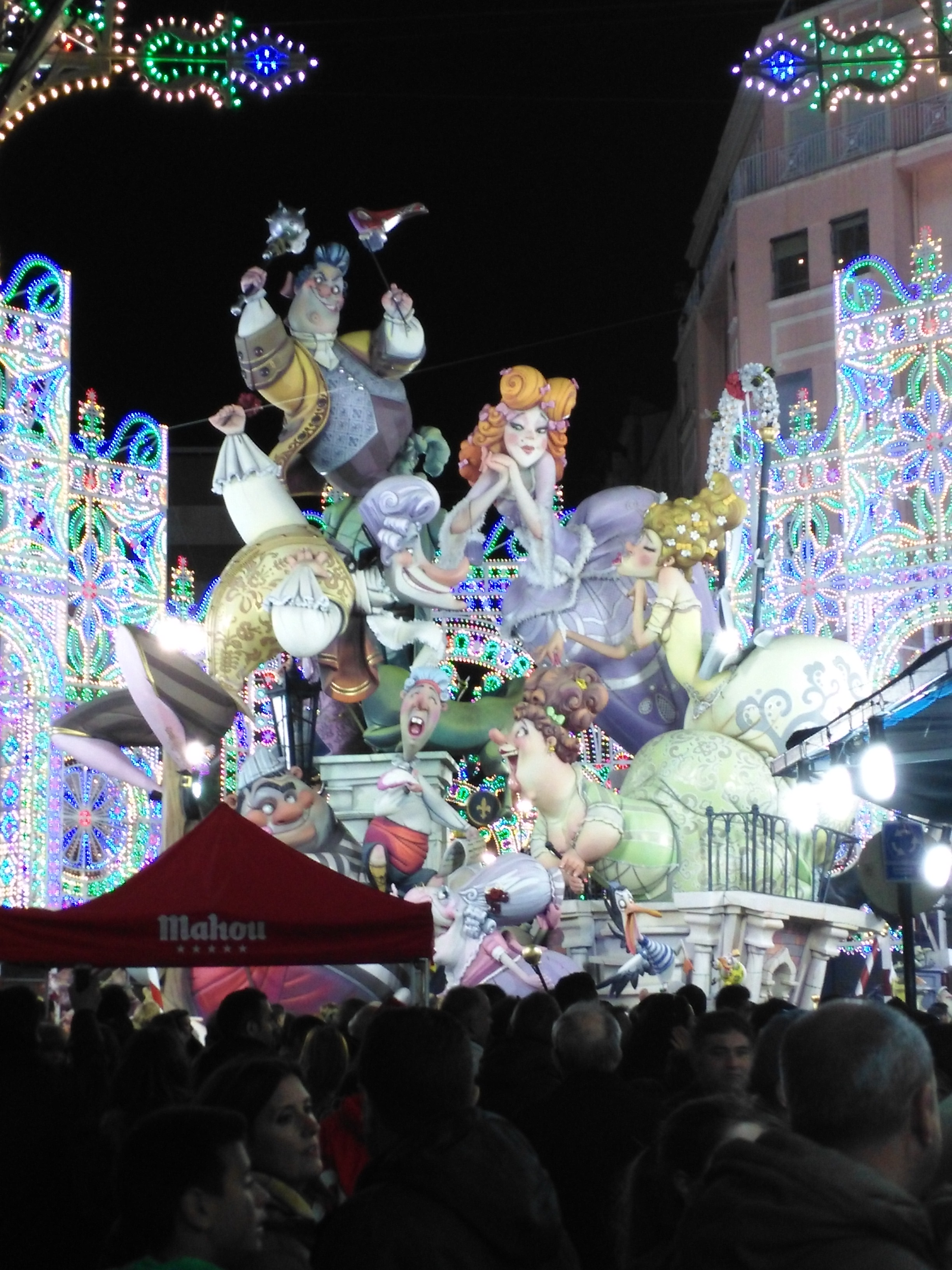
2016: Cuba-Literato Azorín.
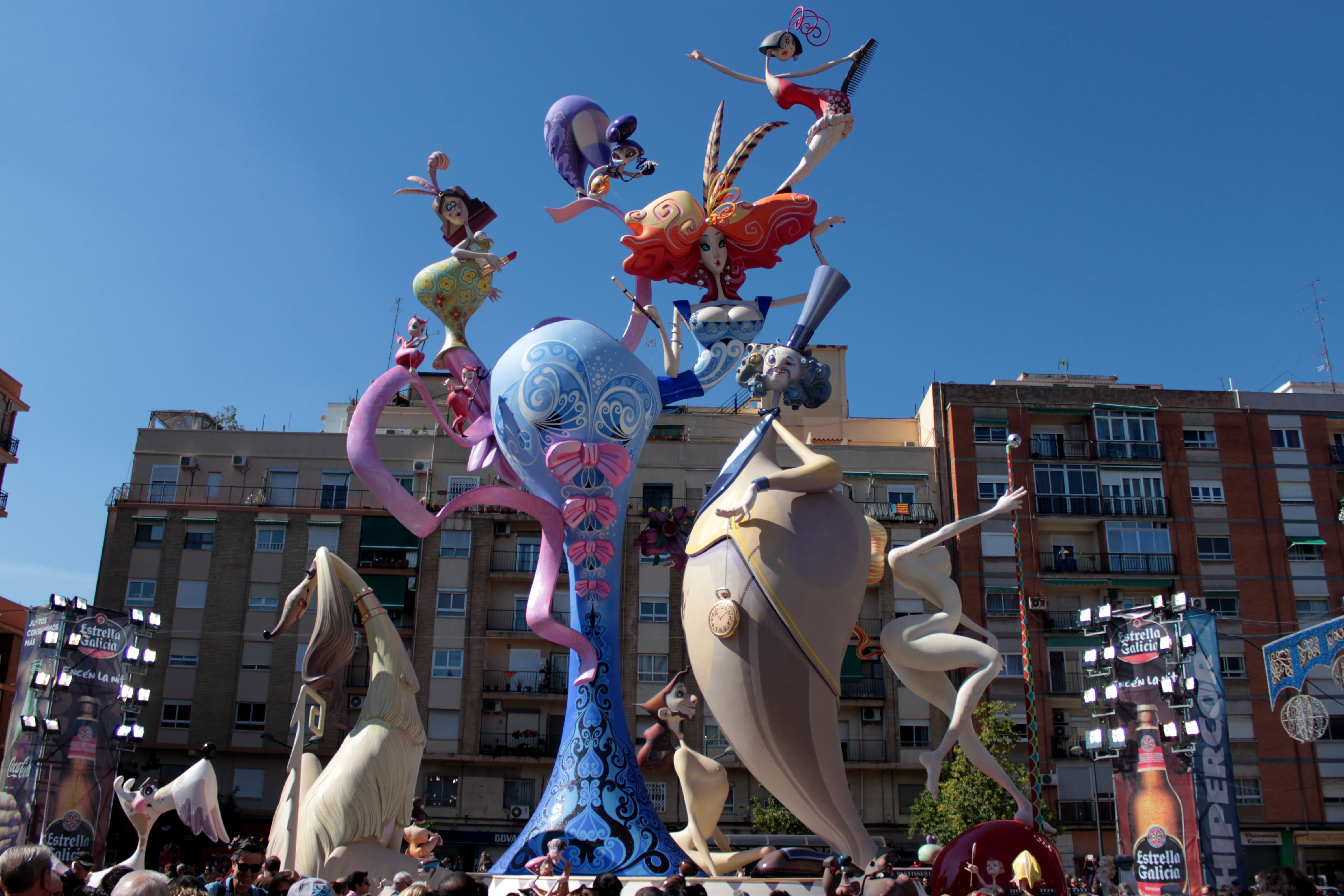
2017: L'Antiga de Campanar.
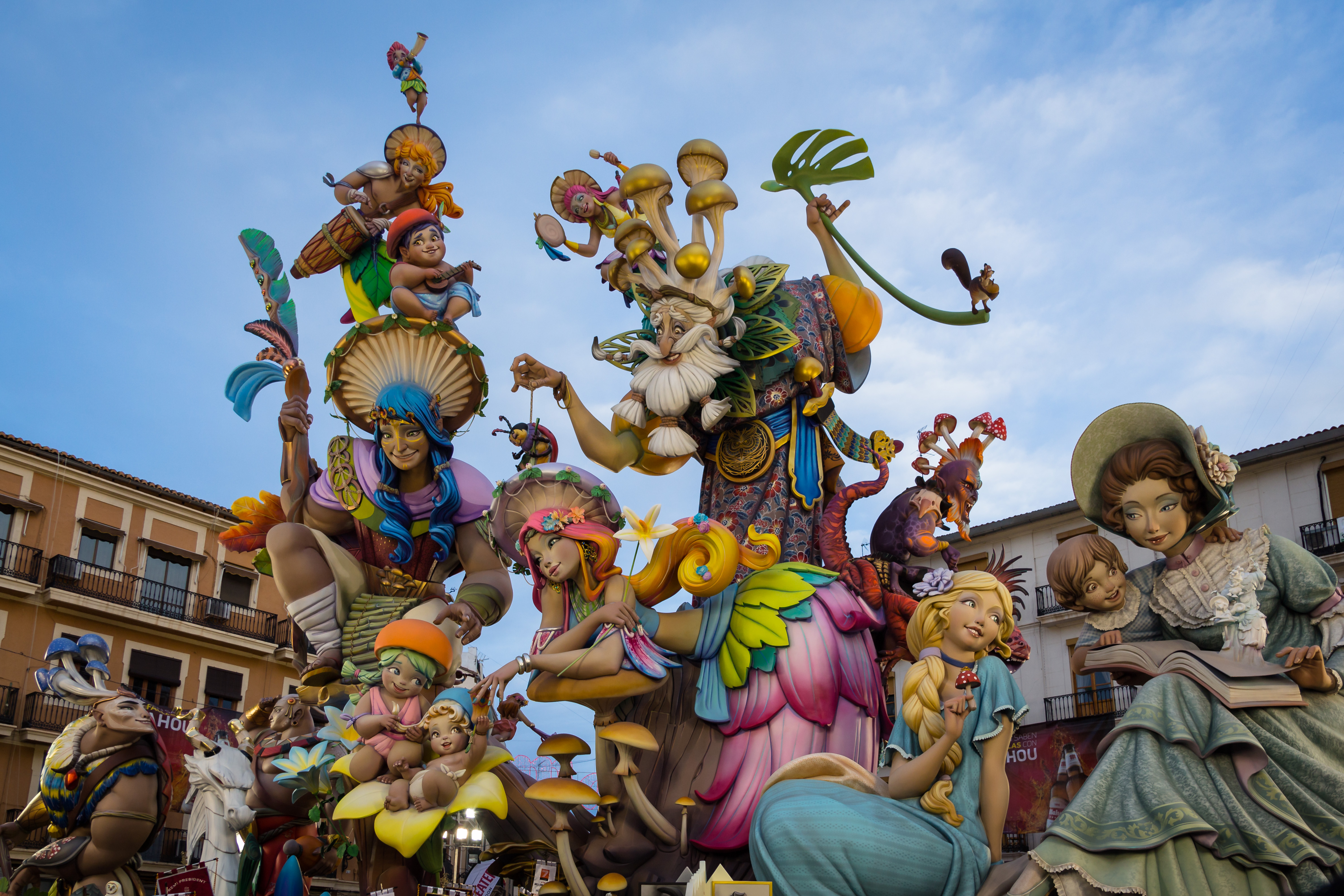
2018: Convent Jerusalem-Matemàtic Marzal
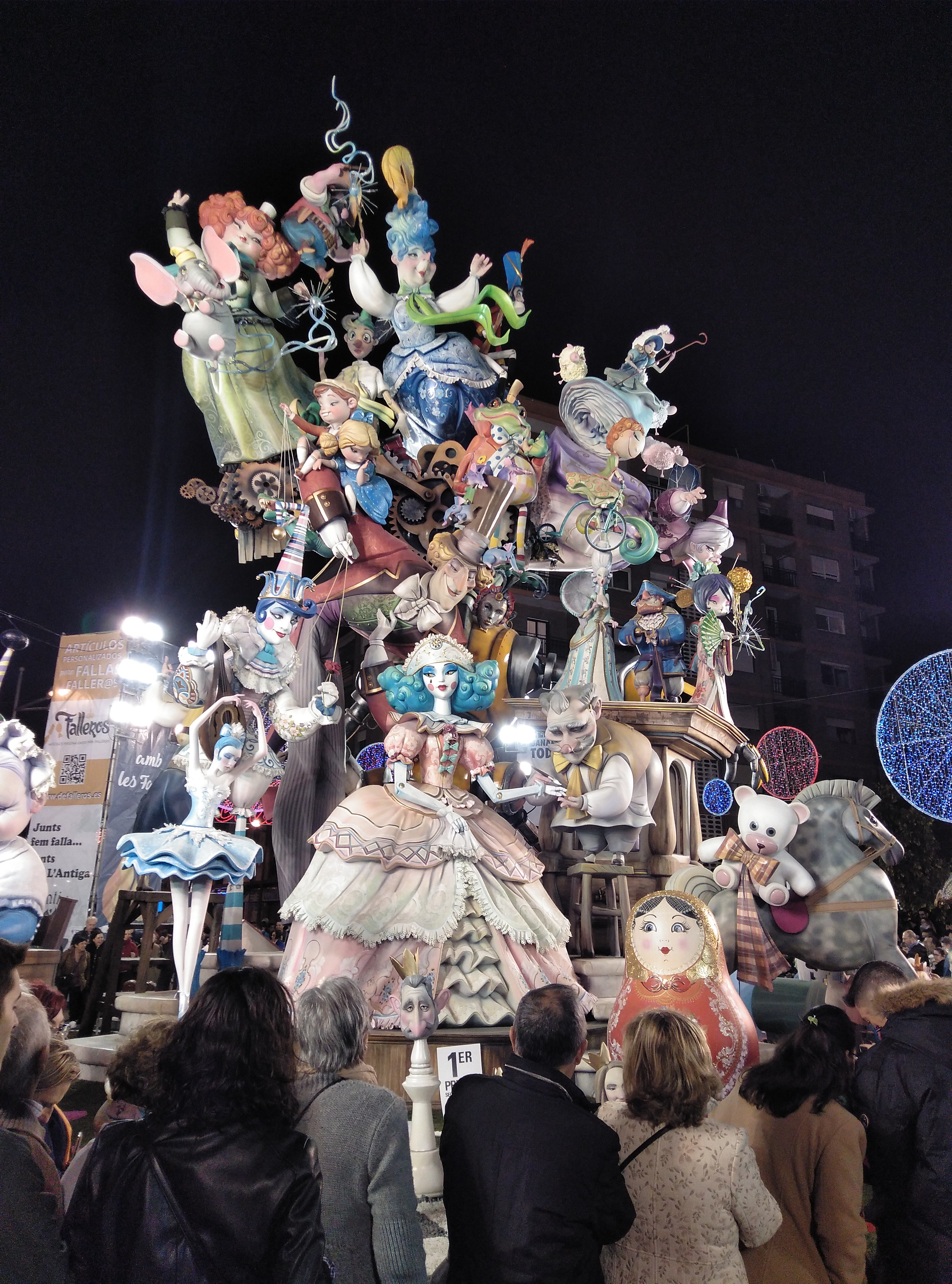
2019: L'Antiga de Campanar.
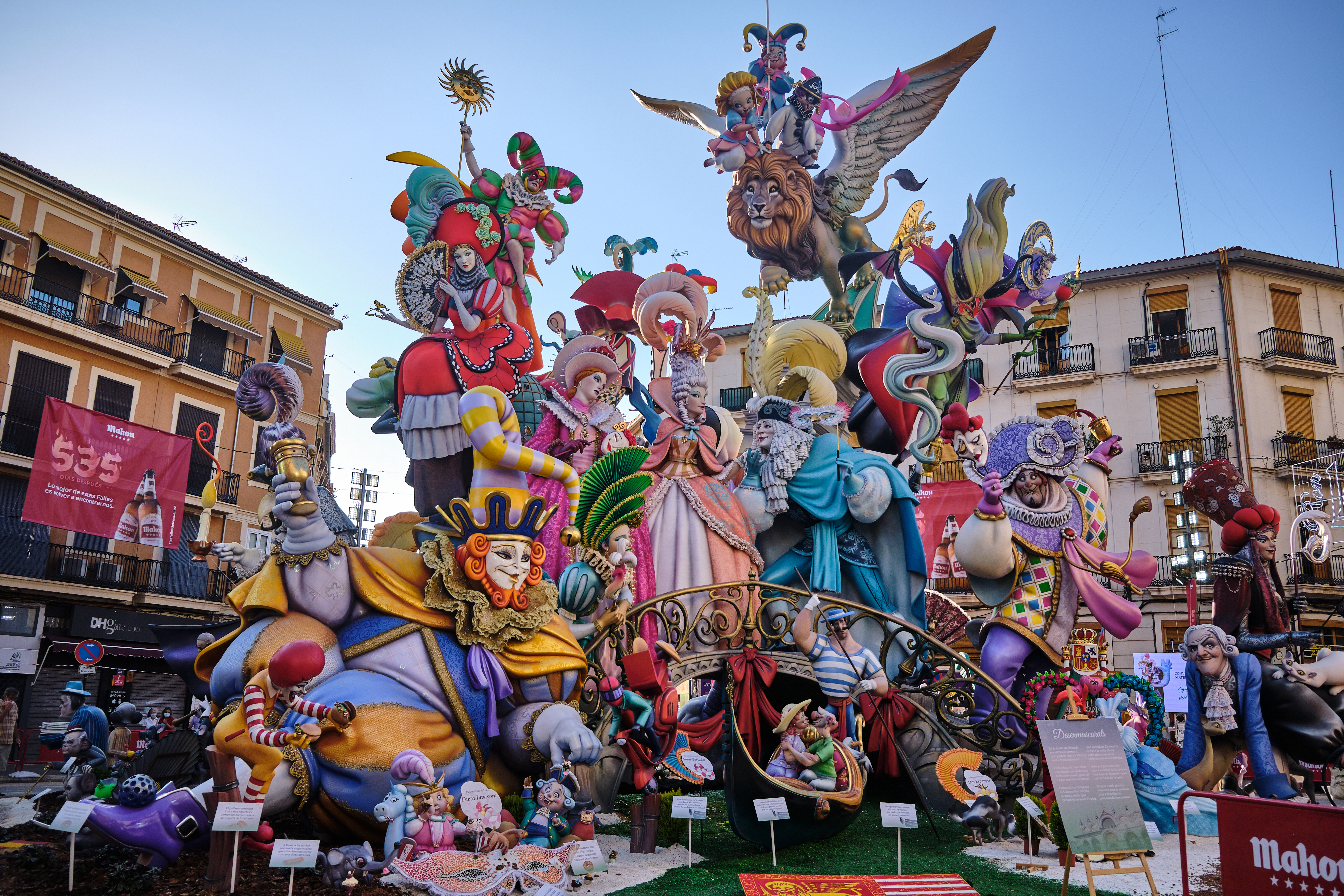
2021: Convent Jerusalem-Matemàtic Marzal
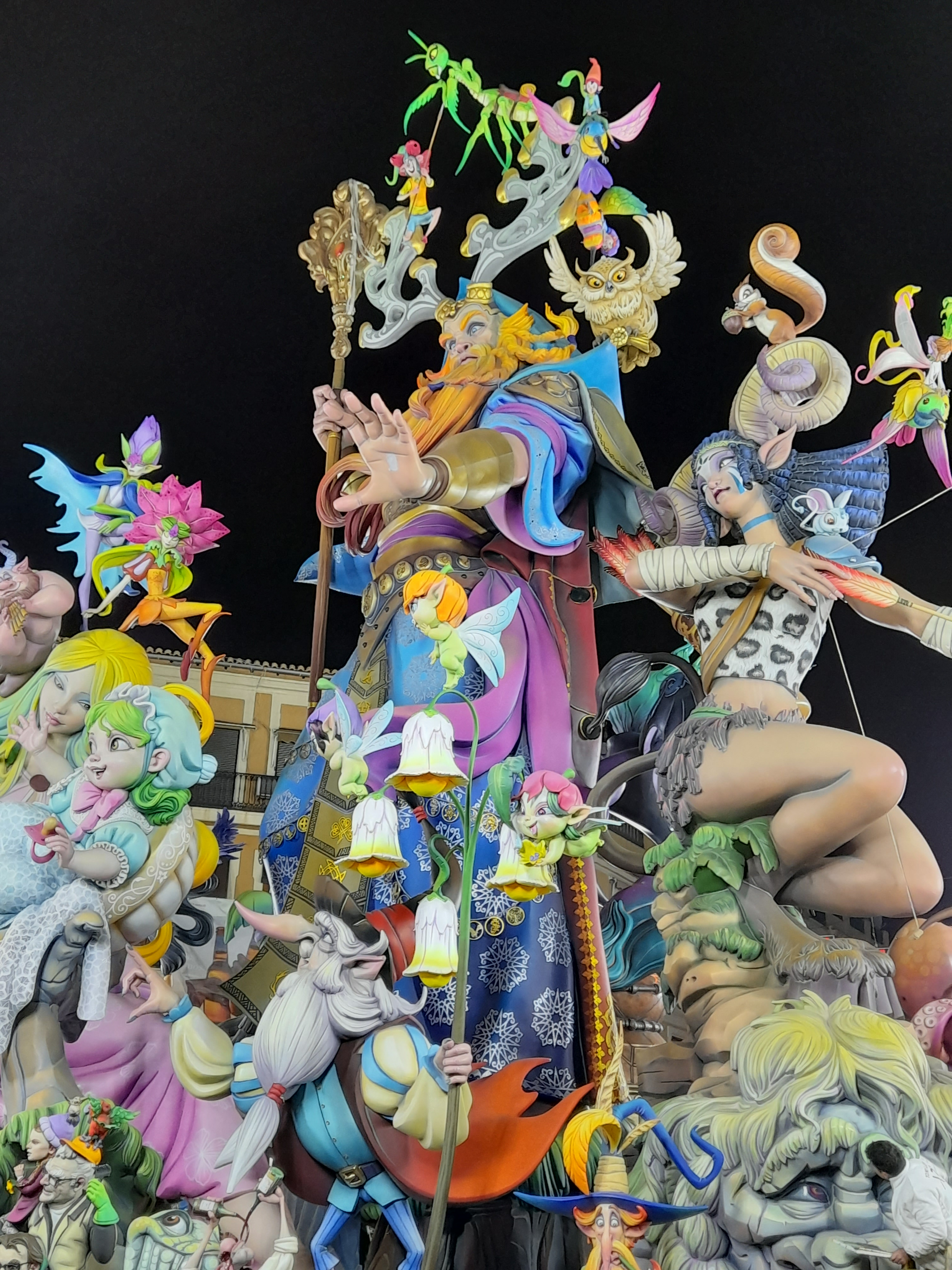
2022: Convent Jerusalem-Matemàtic Marzal
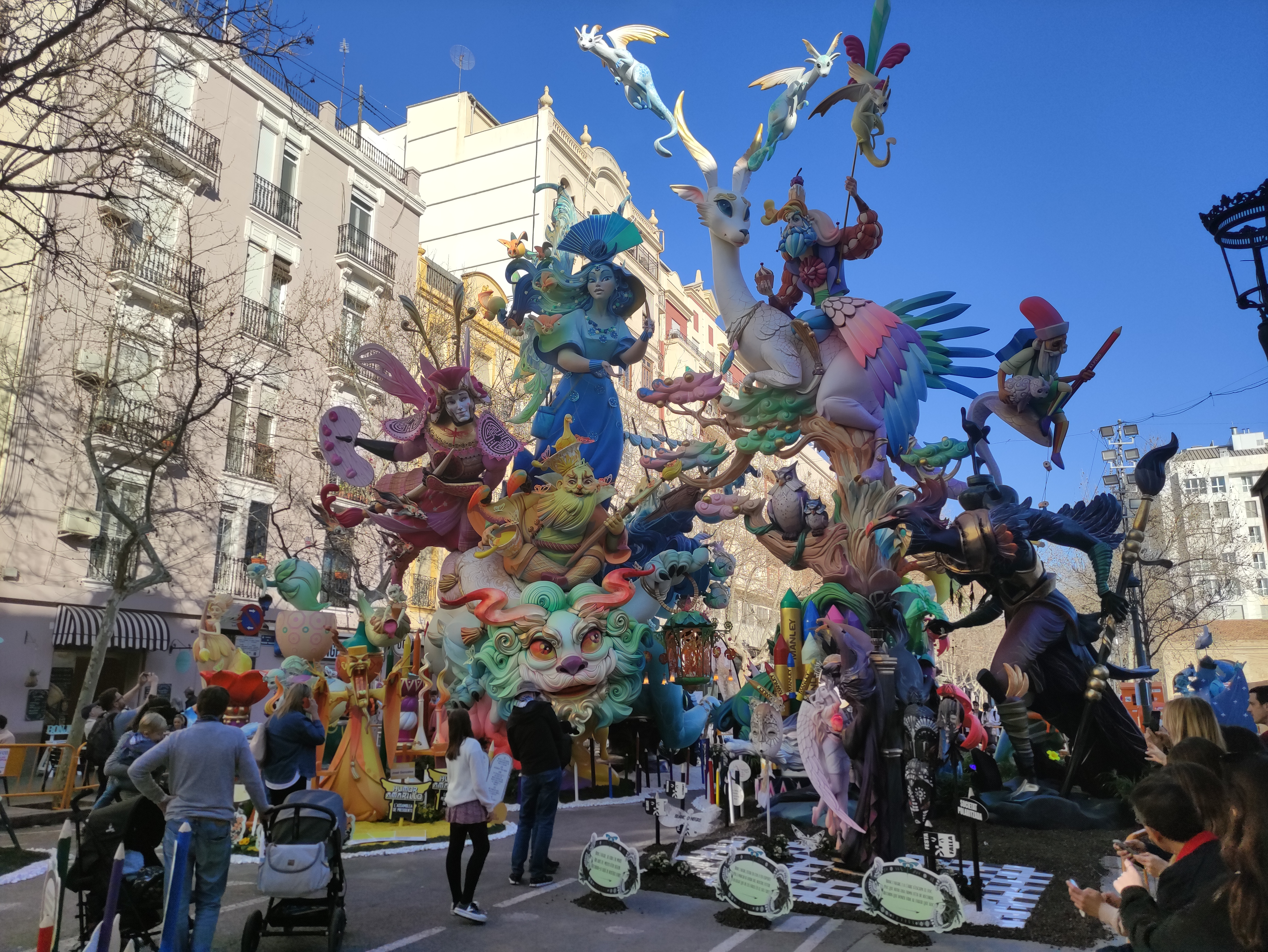
2023: Exposició-Micer Mascó
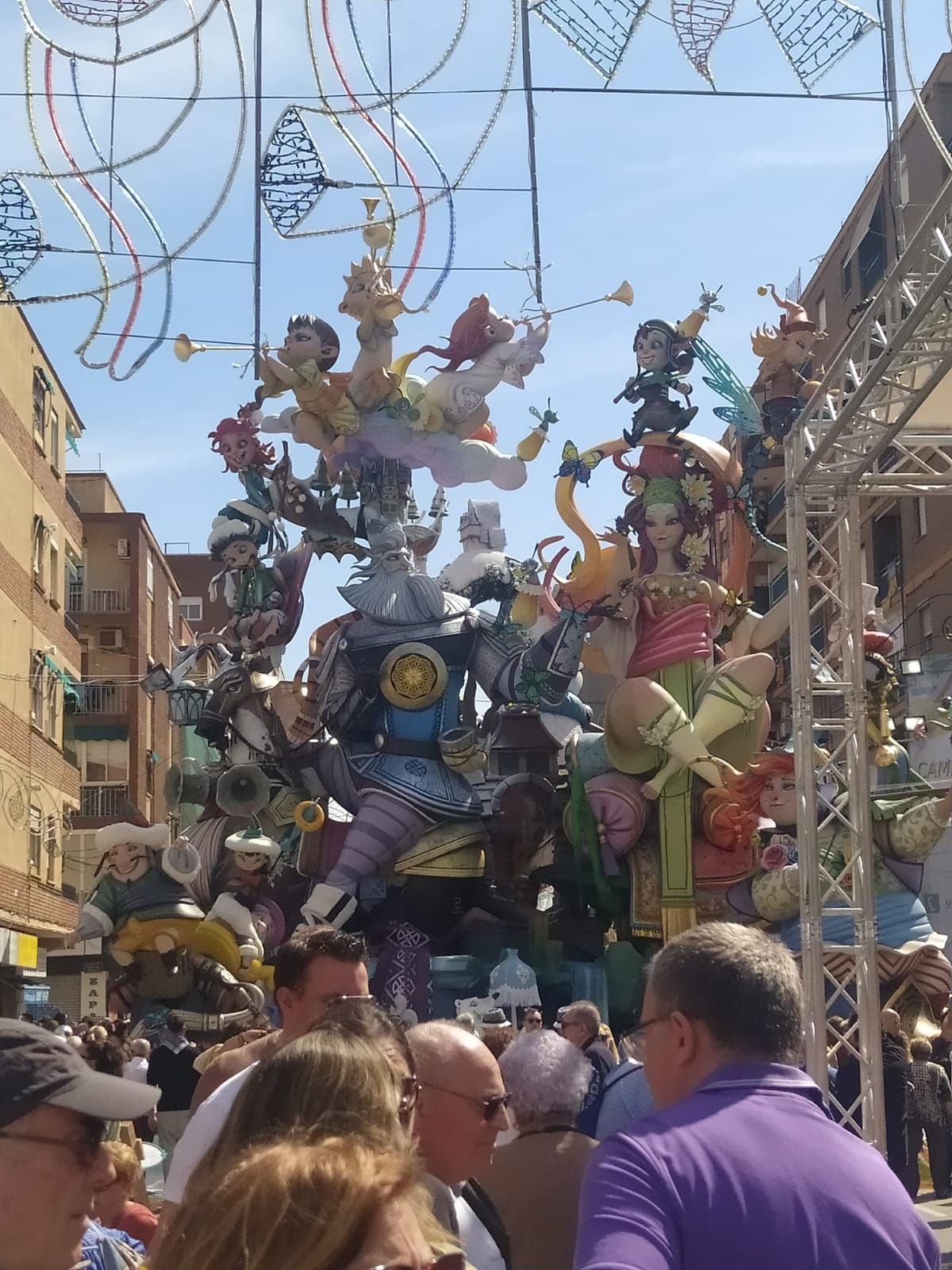
2024: L'Antiga de Campanar.
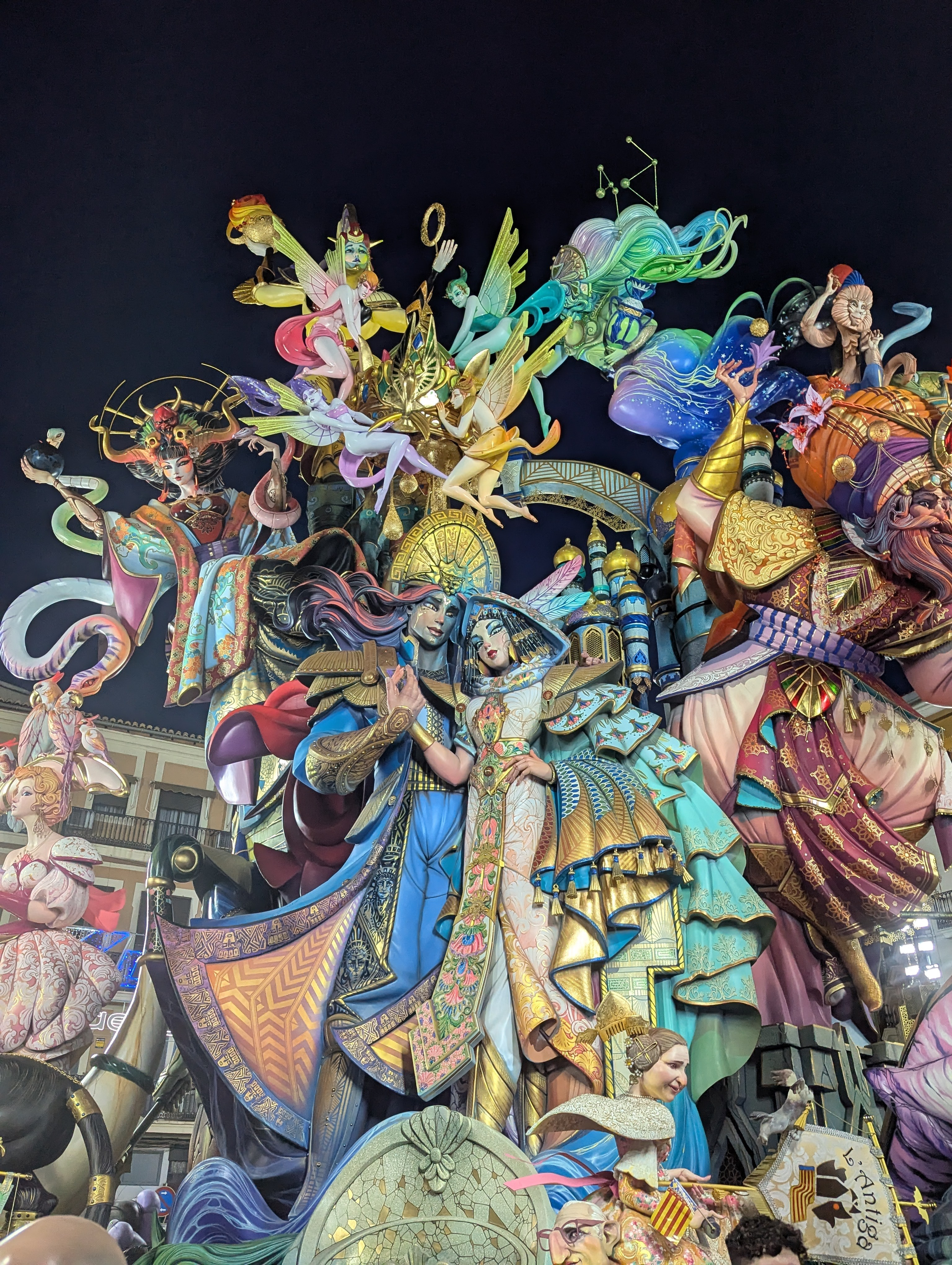
2025 : Falla Convent de Jerusalem

### Ninot indultat
Cada año dos ninots (infantil y adulto) se salvan de las llamas por votación popular.

Ninot indultat
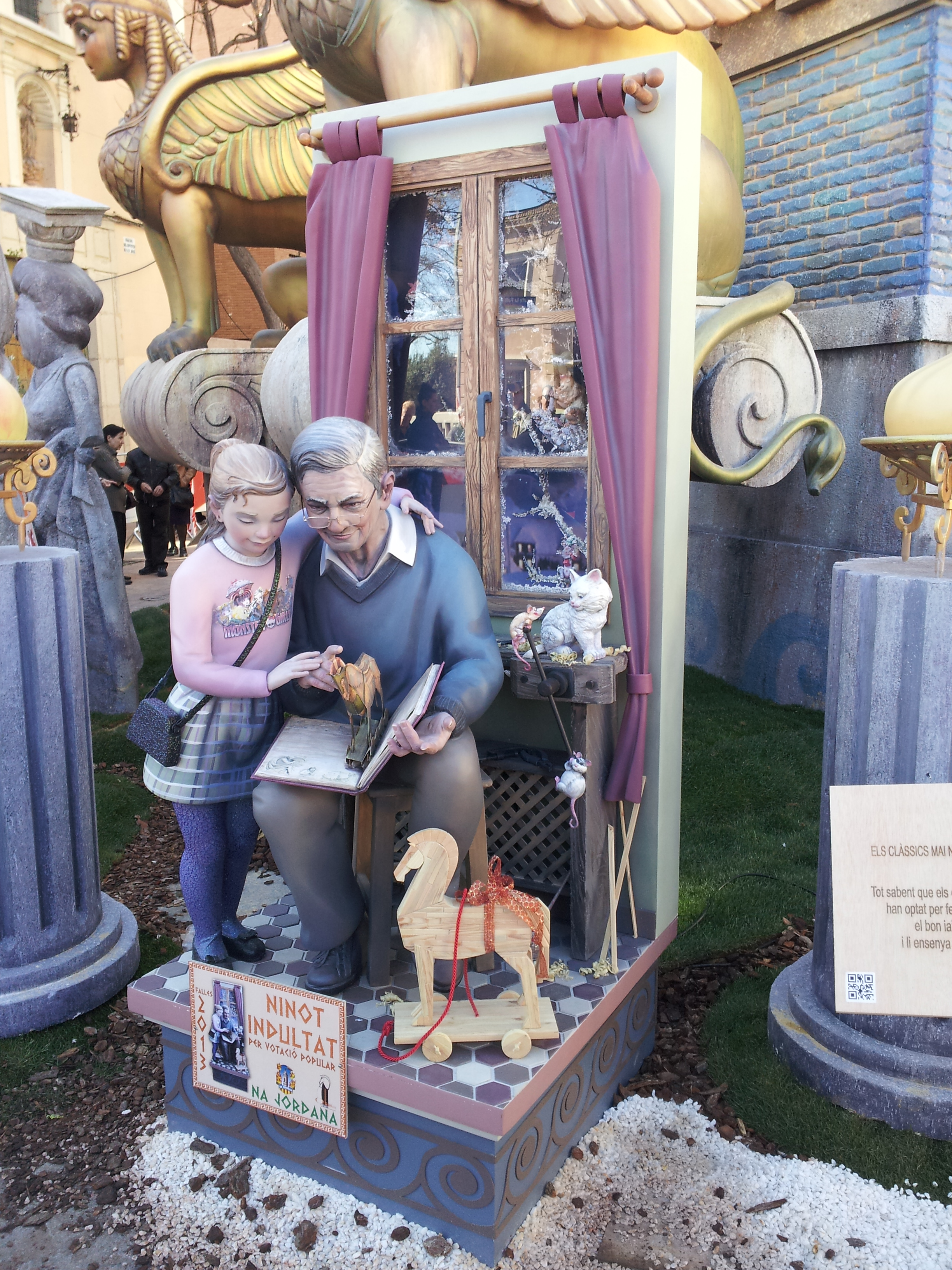
2014: Na Jordana
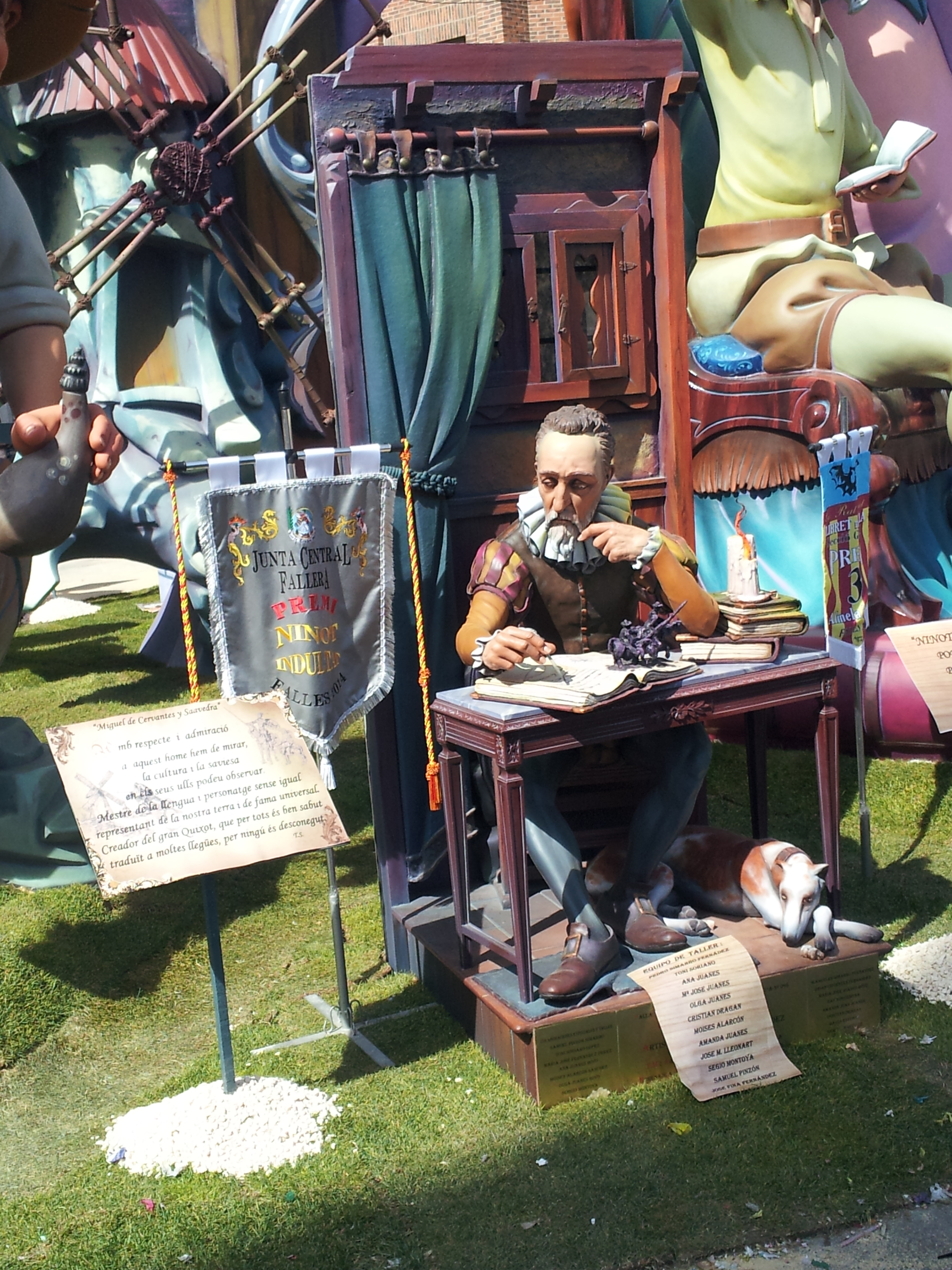
2014:Quart Extramurs i Velázquez
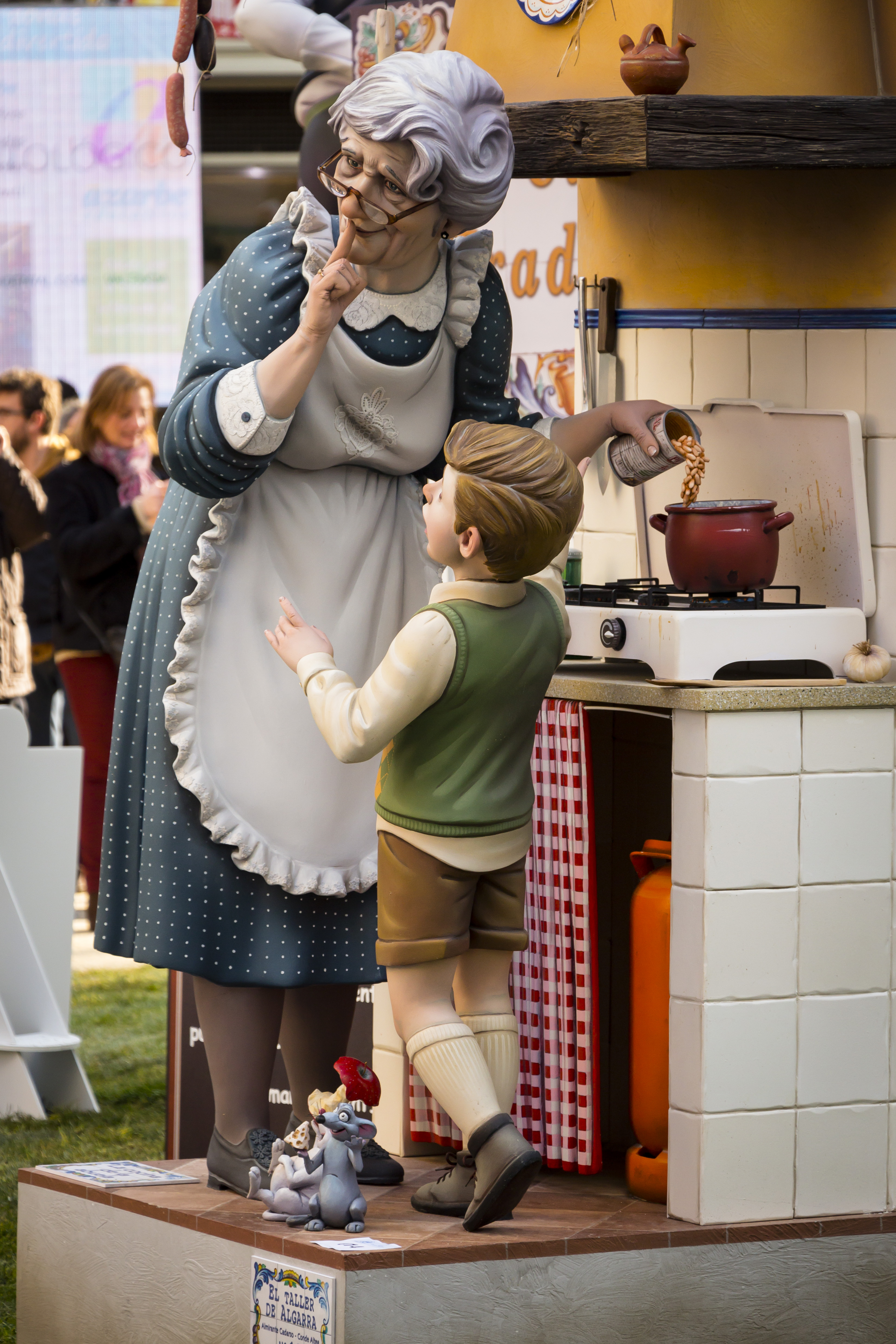
2015: Almirante Cadarso-Conde Altea.
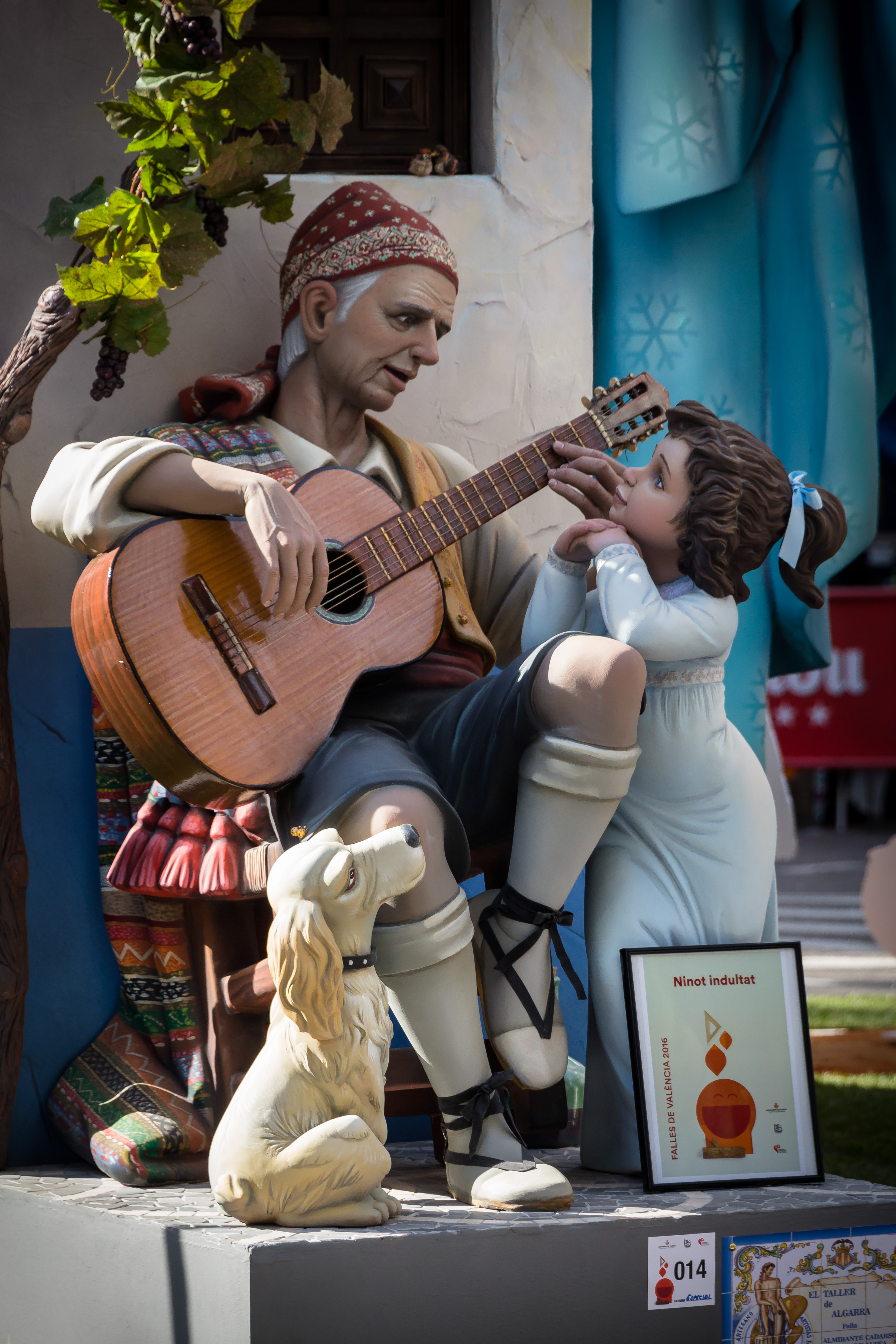
2016: Almirante Cadarso-Conde Altea.
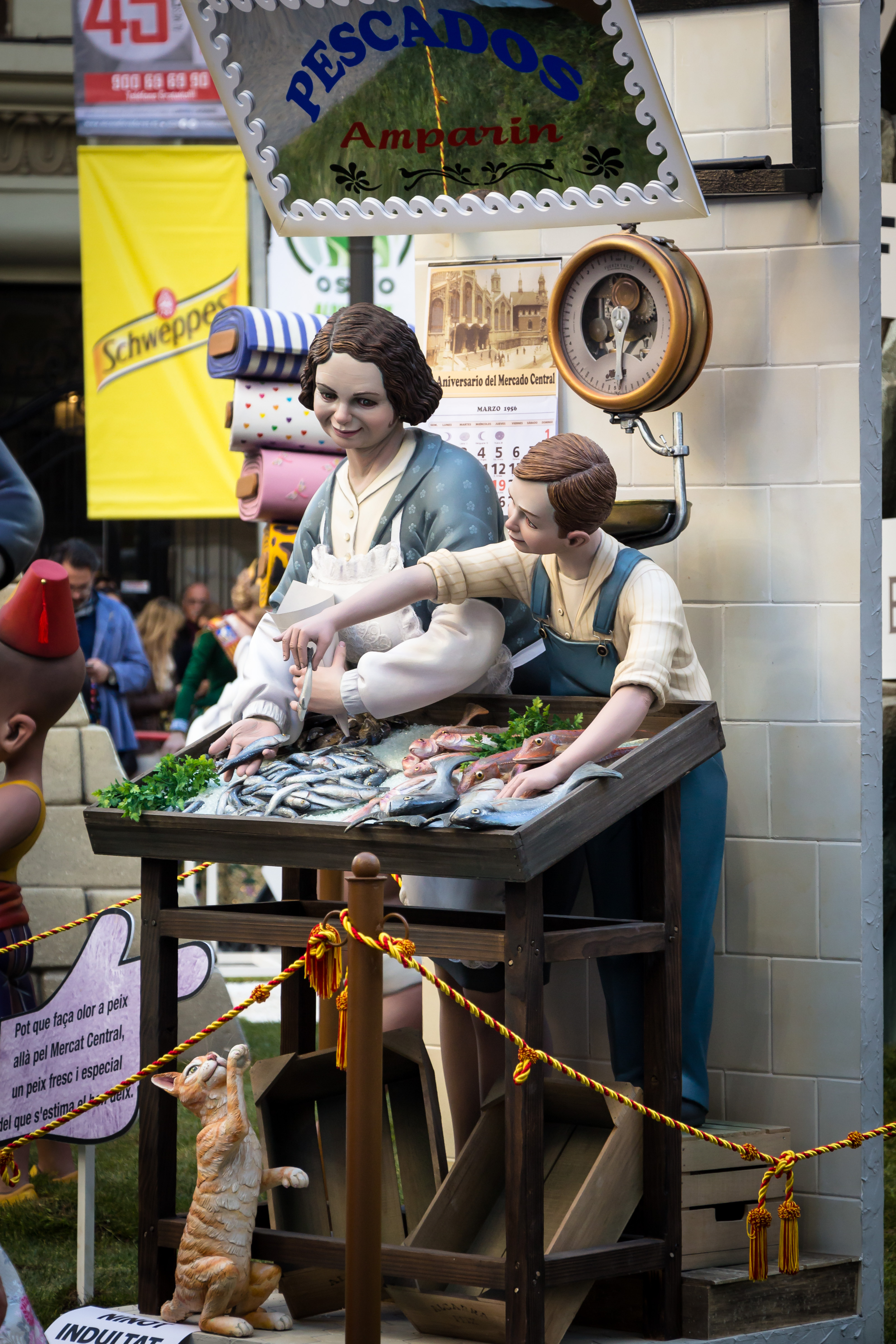
2017: Almirante Cadarso-Conde Altea.
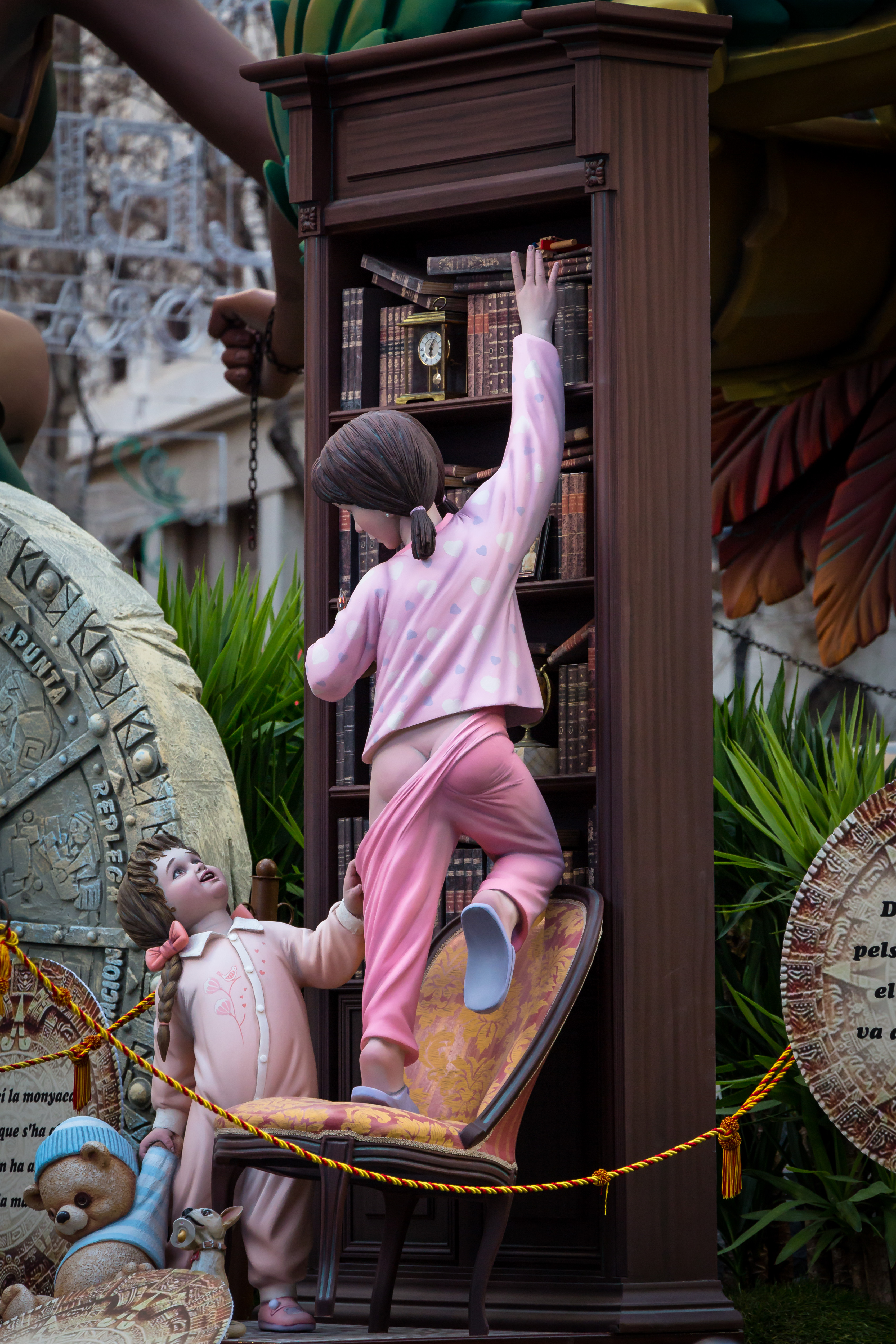
2018: Almirante Cadarso-Conde Altea.
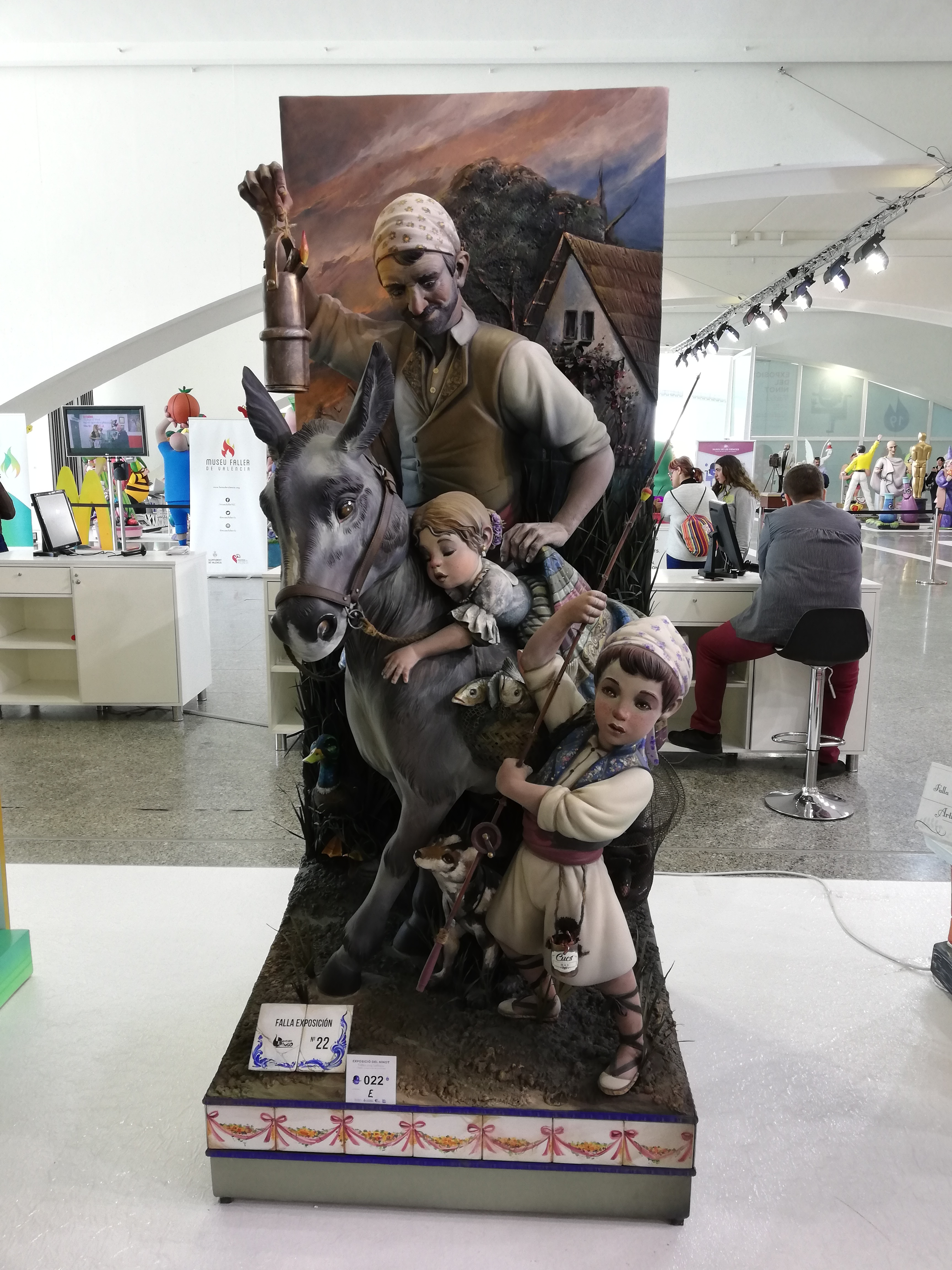
2019: Exposició - Micer Mascó.
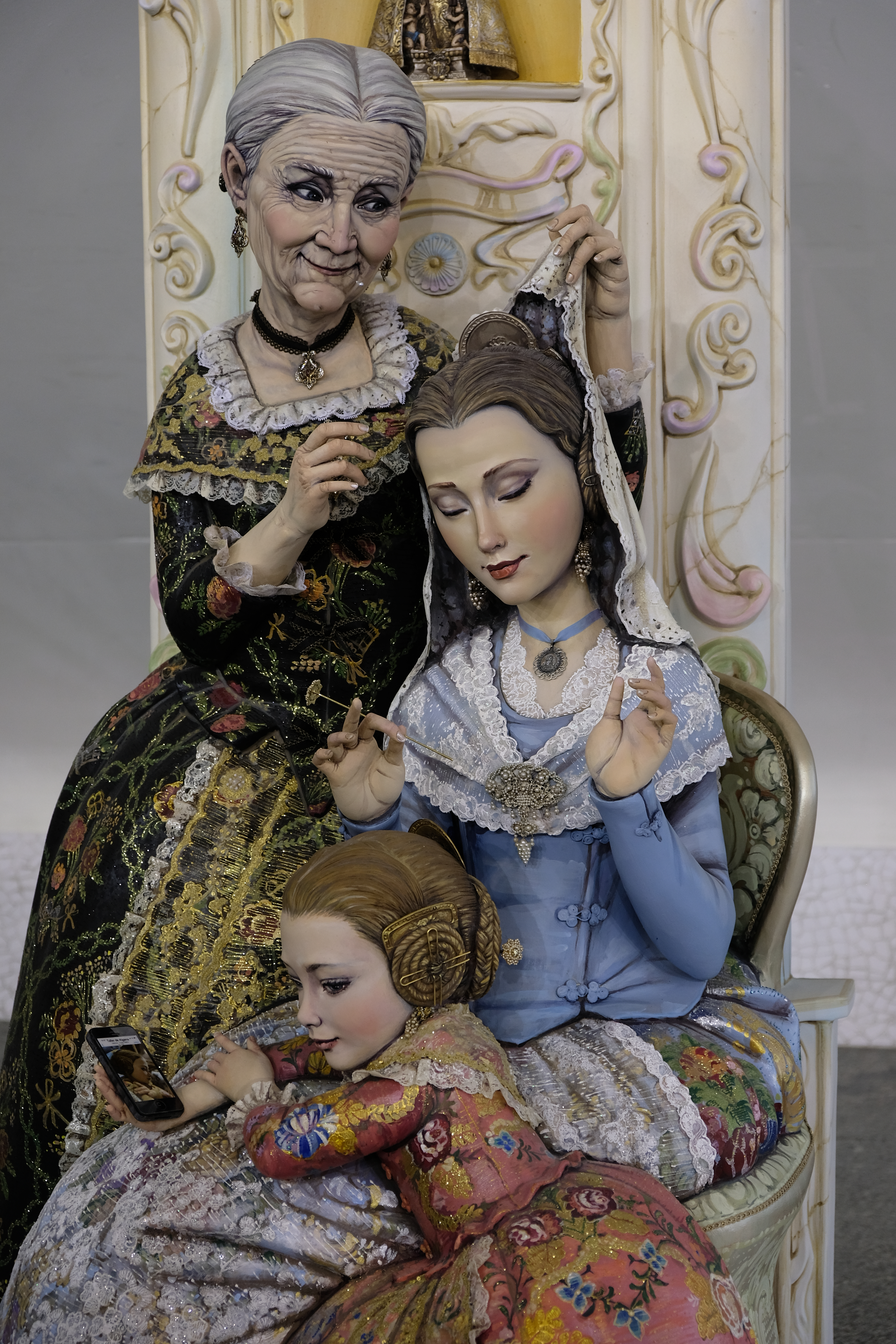
2020: Almirante Cadarso-Conde Altea.
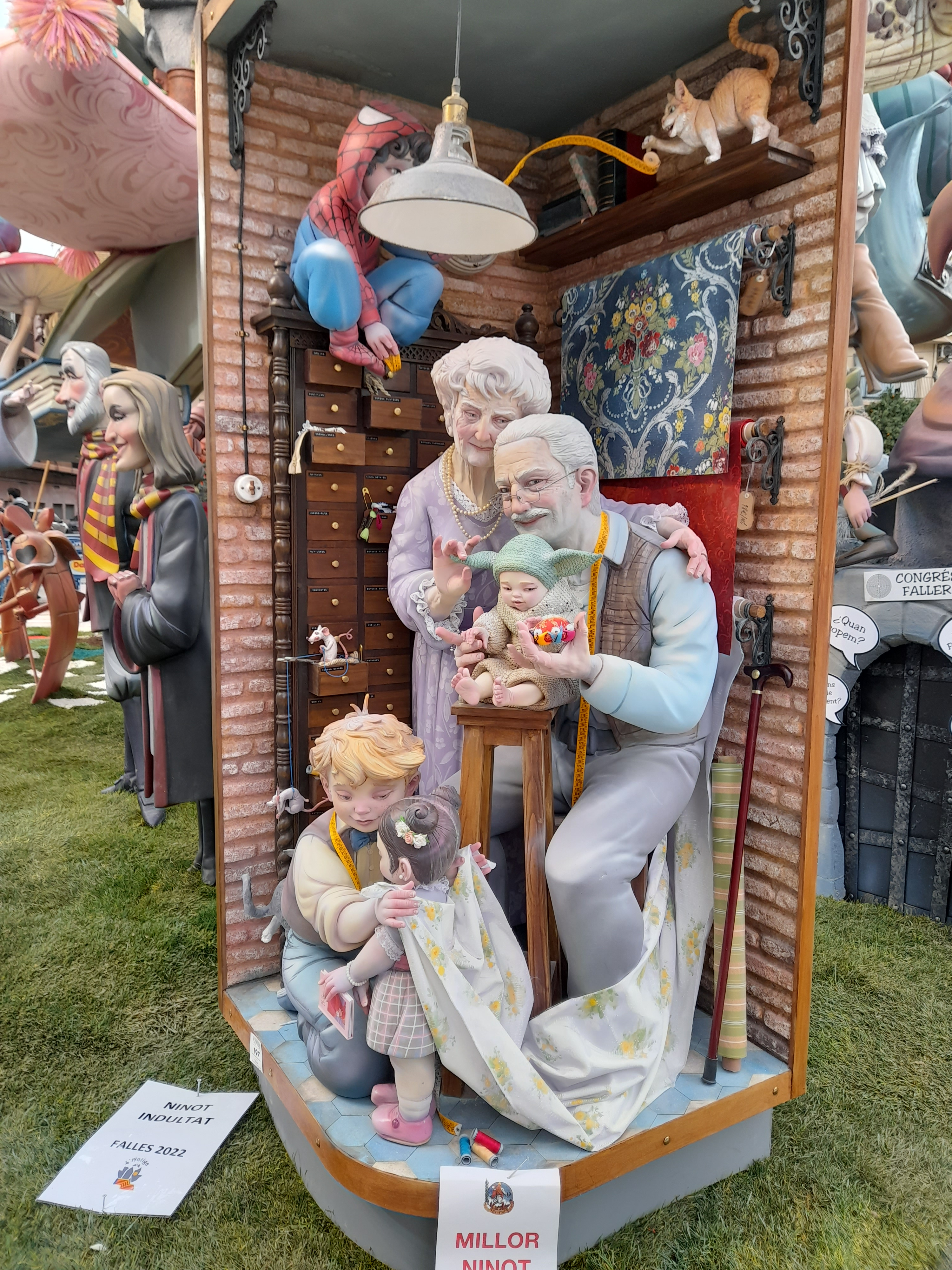
2022: L'Antiga de Campanar.
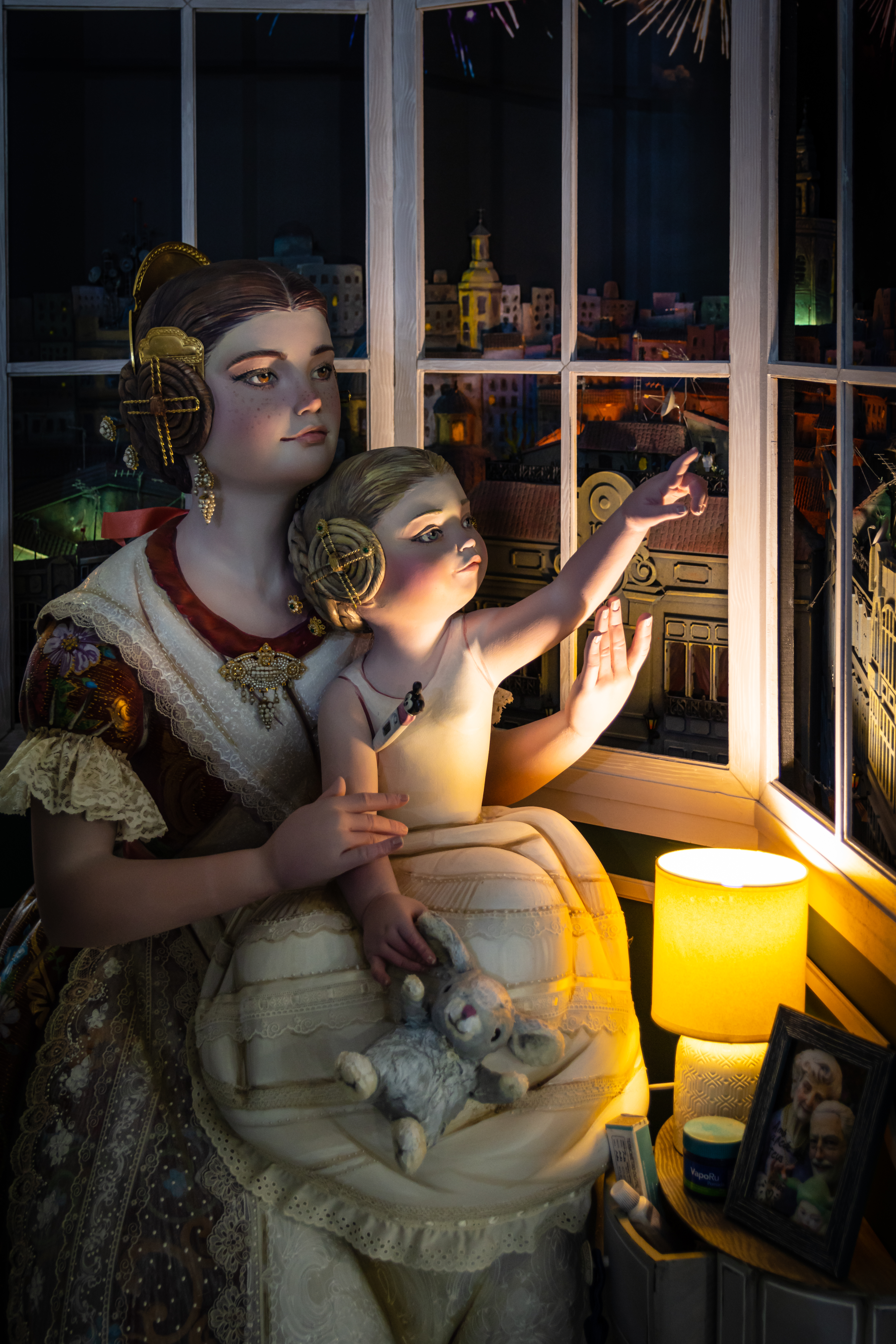
2023: L'Antiga de Campanar.
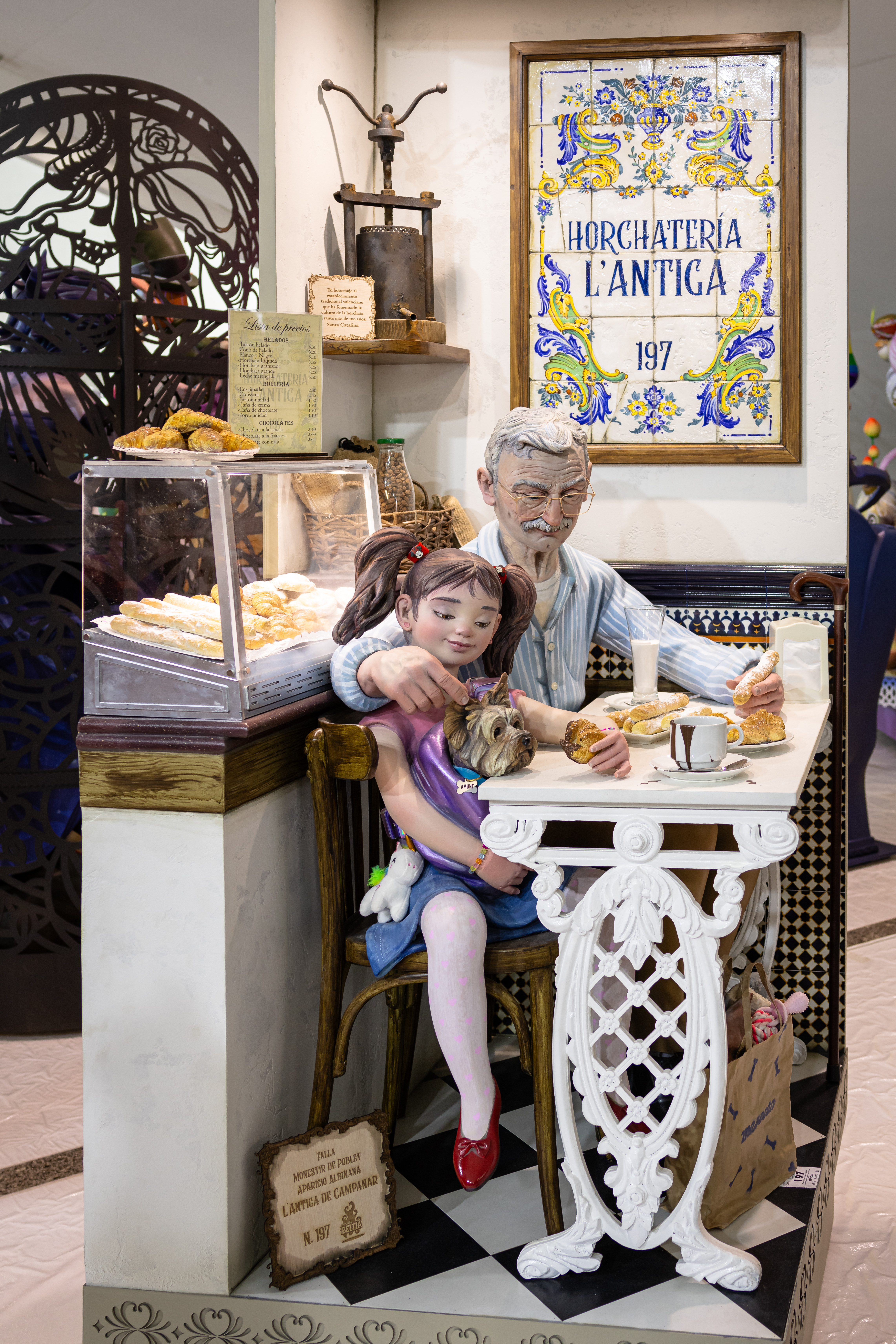
2024: L'Antiga de Campanar.

### Premios de iluminación
Todo tiene un comienzo.
Primero es una idea, que se convierte en ilusión, más tarde en un plan y finalmente se hace realidad.
Un día cualquiera de principio de los años 70, cuatro personas quedaron a comer en el casino Monte Picayo. Sus nombres:
- D. Eugenio Gares Cardona (Oficial de administración de justicia)
- D. Vicente Muñoz Quiles (Locutor radiofónico)
- D. José Carrilero Brunet (Departamento mercadería de G.T.E Sylvania)
- D. Francisco Castro Sancha (Delegado zona levante de G.T.E Sylvania)

Lo que empezó siendo un encuentro informal, terminó siendo el comienzo de los actualmente conocidos como “premios a las fallas mejor iluminadas”. Eugenio Gares, además del cargo que ostentaba en el Ministerio de Justicia, era también el presidente de la falla Cuba-Puerto Rico. Alguien que, al igual que Vicente Muñoz, estaba enamorado de la fiesta de las fallas y de Valencia. Ambos eran la idea y la ilusión. En el transcurso de la comida, Eugenio planteó una simple cuestión a Francisco Castro: Paco, ¿tú sabes qué es Valencia? –El mencionado negó con la cabeza–. Pues no te preocupes, que yo te lo digo. Valencia es la tierra de las flores, de la luz, y del amor. Actualmente existen los premios a las “calles mejor engalanadas”, pero las fallas deberían reflejar el espíritu de Valencia, y estar llenas de luz. Bien iluminadas… ¿no acabas de decirme que eres el delegado de una multinacional de iluminación?
Y así, durante la sobremesa, Francisco Castro se convirtió en el plan. A los pocos meses, tras mucho estudio y planificación, envió un dosier, vía fax, sobre la fiesta de las fallas, a la central de su empresa, sita en Connecticut (EE. UU.), exponiendo la idea de crear unos premios para ensalzar la fiesta, y recompensar económicamente a aquellas fallas que mejor iluminaran sus calles y plazas. La respuesta no se hizo esperar… les encantó la idea.
1975 fue el primer año en que se convocaron los premios, llamados por aquel entonces: “Trofeo G.T.E Sylvania, mejores calles iluminadas con motivo fiestas falleras” La convocatoria se publicó en los periódicos, con el ofrecimiento de premios en metálico. Catorce comisiones optaron a este trofeo en el primer certamen. Sólo tres ganaron:
- 1.º premio: Comisión Calle Cuba-Puerto Rico
- 2.º premio: Comisión Plaza Na Jordana
- 3.º premio: Comisión Calle Cádiz-Denia

El primer jurado, estuvo formado por los siguientes integrantes:
- Presidente del jurado: D. Manuel Vidal (Director de “La Voz de Levante”)
- 1.º vocal: D. Vicente Muñoz Quiles (Periodista y locutor)
- 2.º vocal: D. José Martí Mardi (Gerente de Gabarró, S.A.)
- 3.º vocal: D. Fernando Miquel Boronat (Vda. de D. Miquel)
- 4.º vocal: D. Enrique Roca Xenia (Vda. de Roca Ruiz, S.A.)
- 5.º vocal: D. Francisco Castro Sancha (Gerente de G.T.E. Sylvania)

La entrega de premios tuvo lugar el 15 de marzo de 1975 en el hotel Alhambra de Valencia, a las 13 horas.
Acudieron al evento, como invitados de honor:
- D. Miguel Ramón Izquierdo (alcalde de Valencia)
- D. Ramón Pascual Lainosa (presidente de JCF)
- D. Jesús Maroto González (vicepresidente de JCF)
- Srta. Macarena Cañamas Gadea (Fallera Mayor de Valencia 1975), junto a su corte de honor.

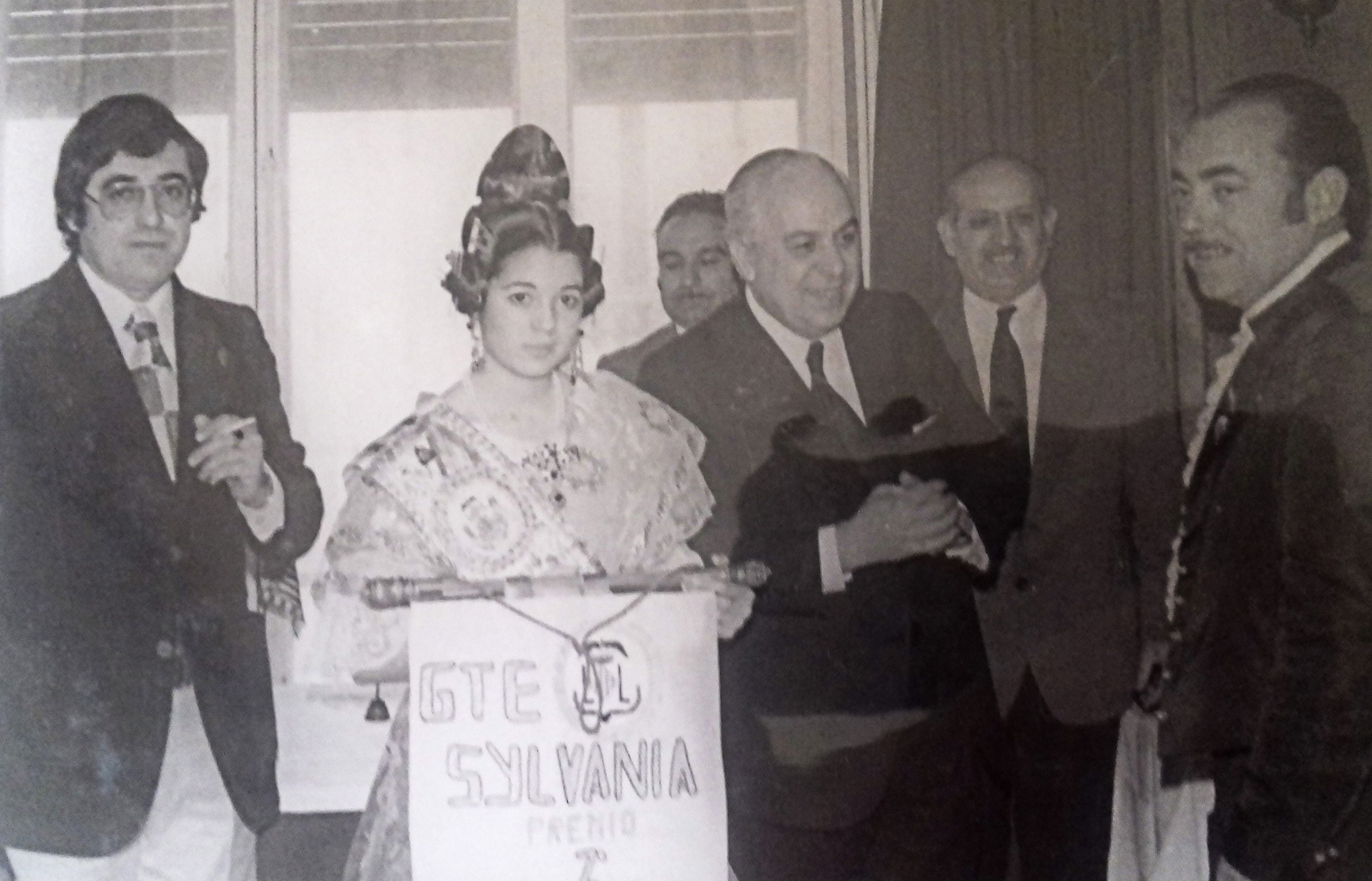
D. Miquel Ramón Izquierdo y D.Francisco Castro Sancha
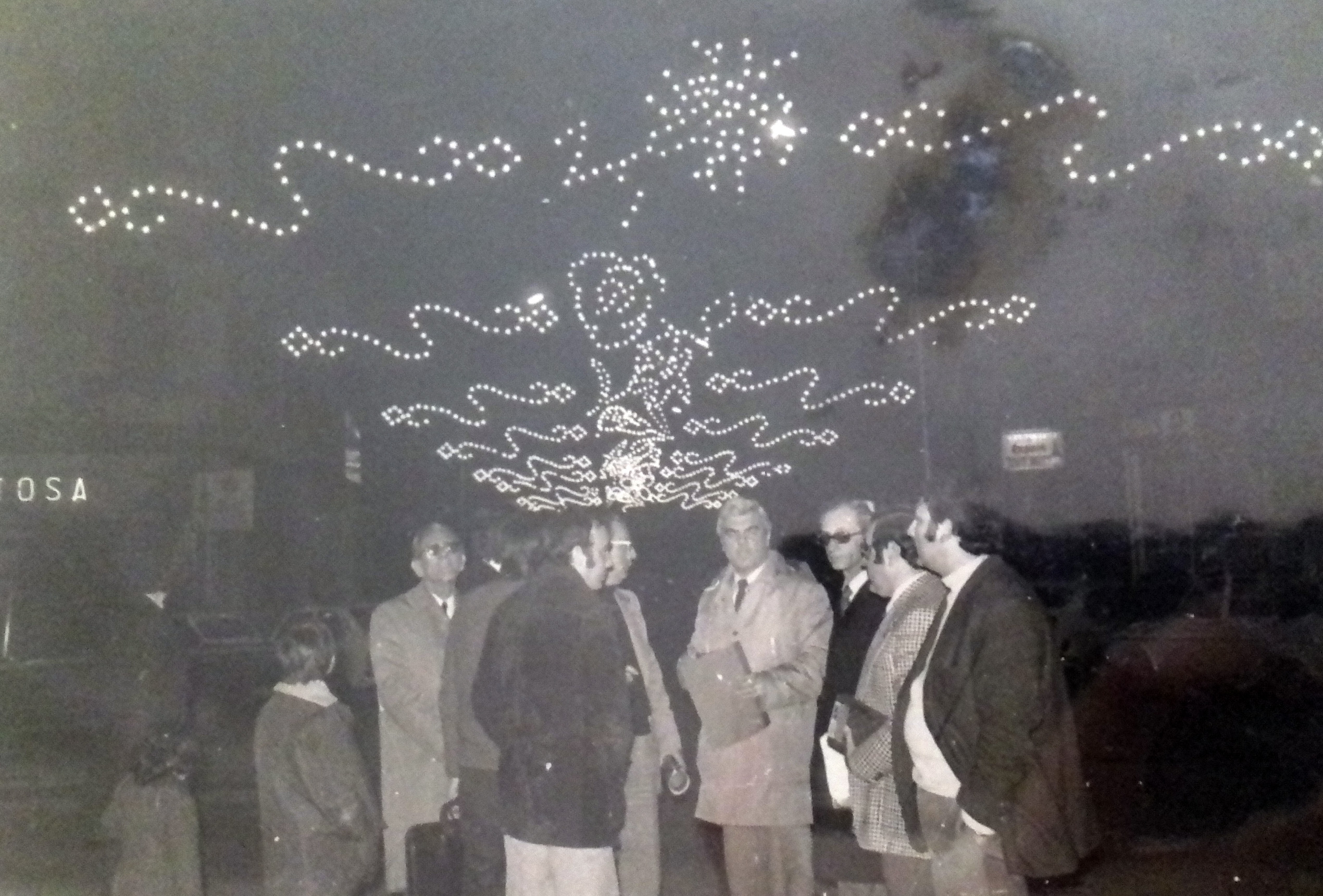
Jurado: Noche de mucho deliberar
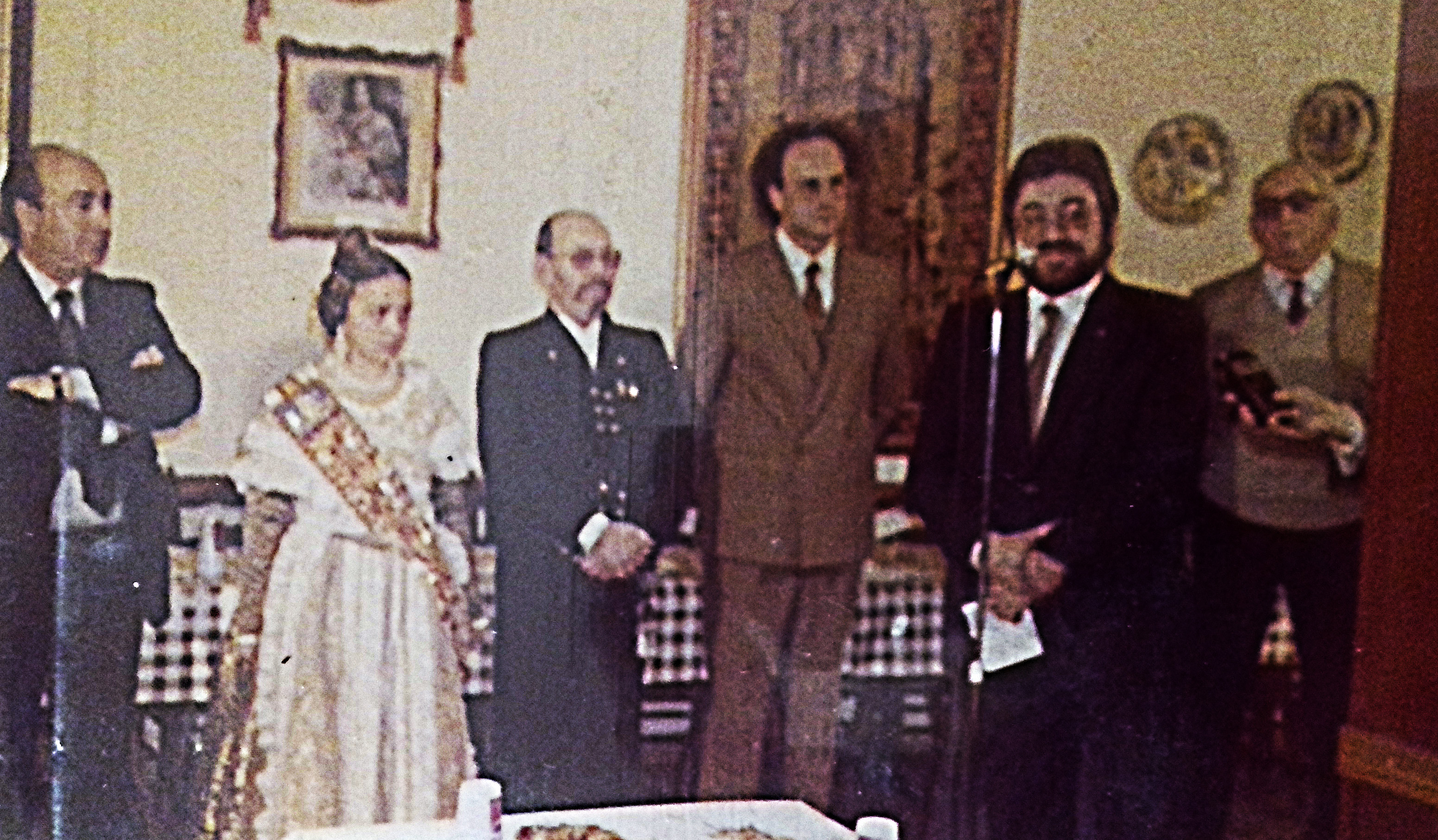
D.Francisco Castro Sancha junto a la fallera mayor infantil de Valencia,Pepa Calvete Ferrer (1985)
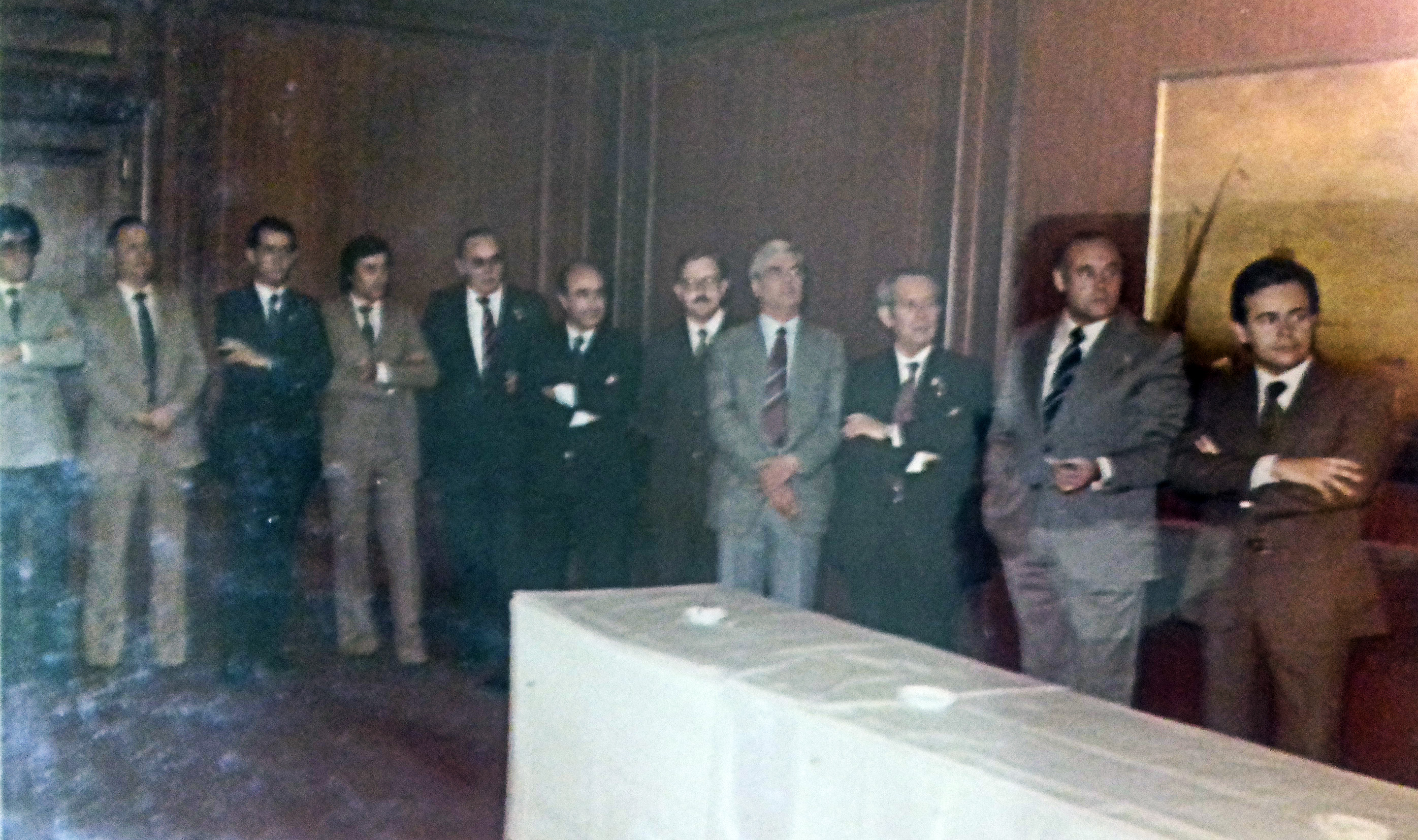
D. Eugenio Gares Cardona, junto a miembros de la multinacional G.T.E Sylvania

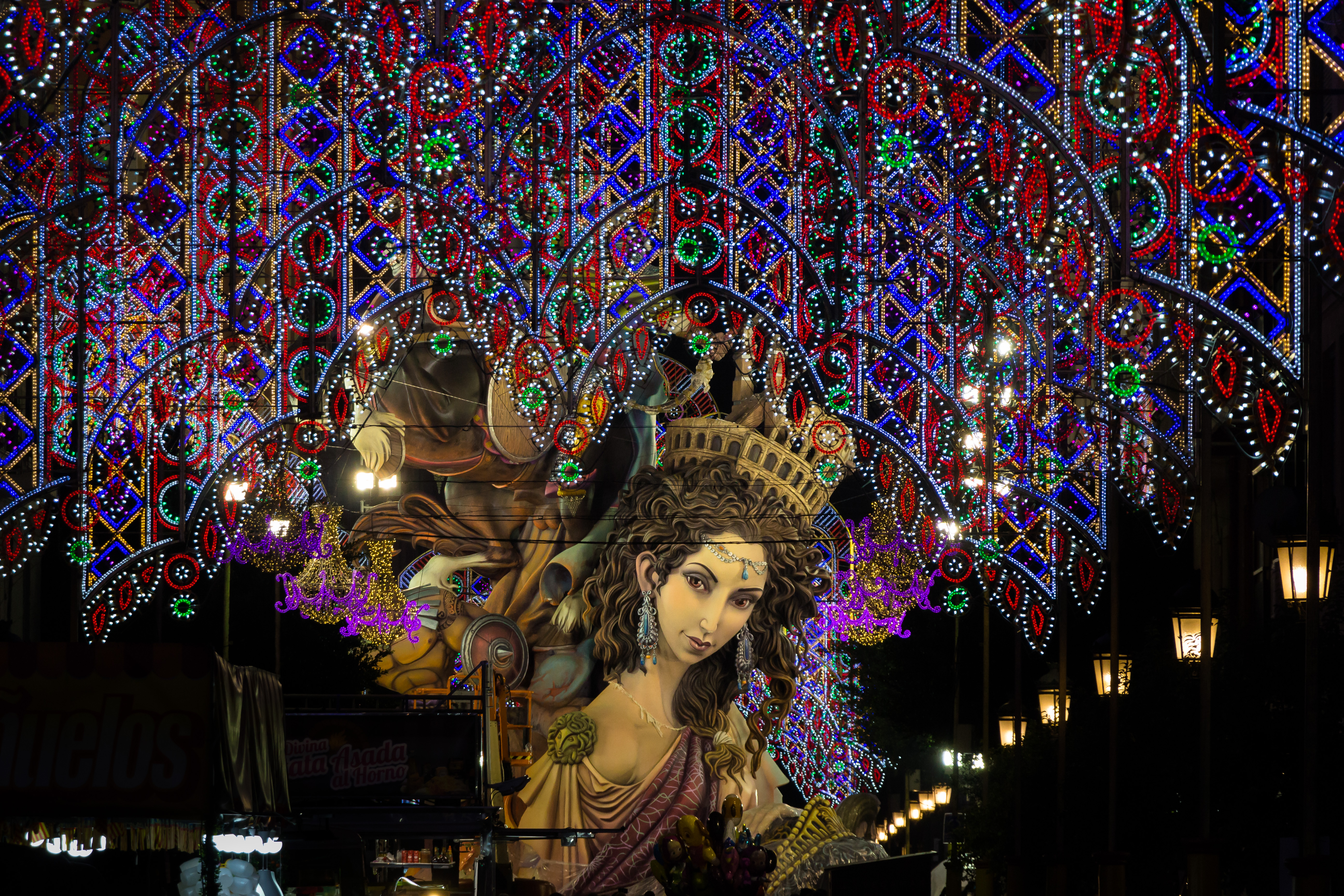
Iluminación de la calle de Sueca-Literato Azorín en 2017 con la falla al fondo

Algunas fallas participan en el Concurso de Iluminación organizado actualmente por la Junta Central Fallera. La práctica de iluminar las calles durante fallas es relativamente reciente y no se considera tradicional. Aunque el año 2010, la comisión de falla Cuba-Puerto Rico cumplió 50 años de engalanar su calle de miles de bombillas. Las calles de Valencia han sido siempre iluminadas para alegrar aún más si cabe la ciudad en estos días, pero la competitividad de las comisiones ha generado este concurso.
En los últimos años ha tomado importancia el premio a la mejor iluminación, en los que las calles de la demarcación fallera de cada casal, se iluminan con luces multicolores. Hay fallas que atraen una gran afluencia de público gracias a su iluminación, hay que destacar la falla de Sueca-Literato Azorin, que es la ganadora del premio de iluminación de los últimos 15 años, y que todos los años tiene una gran afluencia de público para ver sus impresionantes luces.

### Otros galardones
- Premio a la mejor decoración de calle.
- Premio al mejor llibret de falla, organizado por Lo Rat Penat.
- Premio al mejor Ninot Adaptat.[24]

## Crítica y rechazo
Las Fallas han recibido ciertas críticas de algunos sectores de la población, tanto en la propia Comunidad Valenciana, como fuera de ella. Sin duda alguna, las tradiciones falleras más controvertidas son las relacionadas con los artefactos pirotécnicos, esenciales en ésta fiesta: la "despertà" recibe críticas, ya que sus opositores sostienen que los vecinos que no son partícipes de la fiesta no deben ser importunados; la "mascletà" crea un nivel de ruido que llega a alcanzar los 120 decibelios, y los críticos sostienen que no se pueden tolerar semejantes niveles de ruido en el centro de una ciudad tan concurrida como es Valencia, ya que perturba el ambiente del entorno de una forma extraordinaria, aunque únicamente su duración es de 10 minutos diarios durante los 19 días en los que se disparan; junto a estos actos falleros también recibe críticas la venta y el uso de artefactos pirotécnicos, los conocidos como "petardos", que generan malestar entre viandantes y vecinos además de ser una actividad de riesgo, ya que cada año se producen quemaduras y lesiones entre los usuarios de estos productos.
Los vecinos también se quejan de que a partir del 1 de marzo, y hasta el 20 del mismo mes, más de 400 calles y vías principales son cerradas al tránsito, tanto las próximas a carpas y fallas, como el conjunto de vías de Ciutat Vella, provocando un "caos circulatorio" durante todas las fiestas. También es muy criticado el gasto público realizado en las Fallas, ya que para los críticos el gasto público, tanto directo como indirecto, supera en gran medida cualquier ingreso que el turismo pueda generar. Además de esto, también recibe críticas la contaminación que provocan las fiestas, tanto acústica como atmosférica, así como también la acumulación de residuos en las calles de la ciudad.